# Phục bích tại các quốc gia Slav Đông
Phục bích (tiếng Trung: 復辟), còn được phiên âm là phục tích hay phục tịch, nghĩa đen là "khôi phục ngôi vua" là trường hợp một quân chủ đã từ nhiệm hoặc đã bị phế truất hay từng bị lật đổ bởi các cuộc cách mạng và đảo chính trong nước, thậm chí phải lưu vong do nạn ngoại xâm nhưng sau đó khôi phục lại được ngôi vị của mình. Dưới đây liệt kê những cuộc phục bích tại các quốc gia của người Slav Đông bao gồm Nga, Belarus và Ukraina.

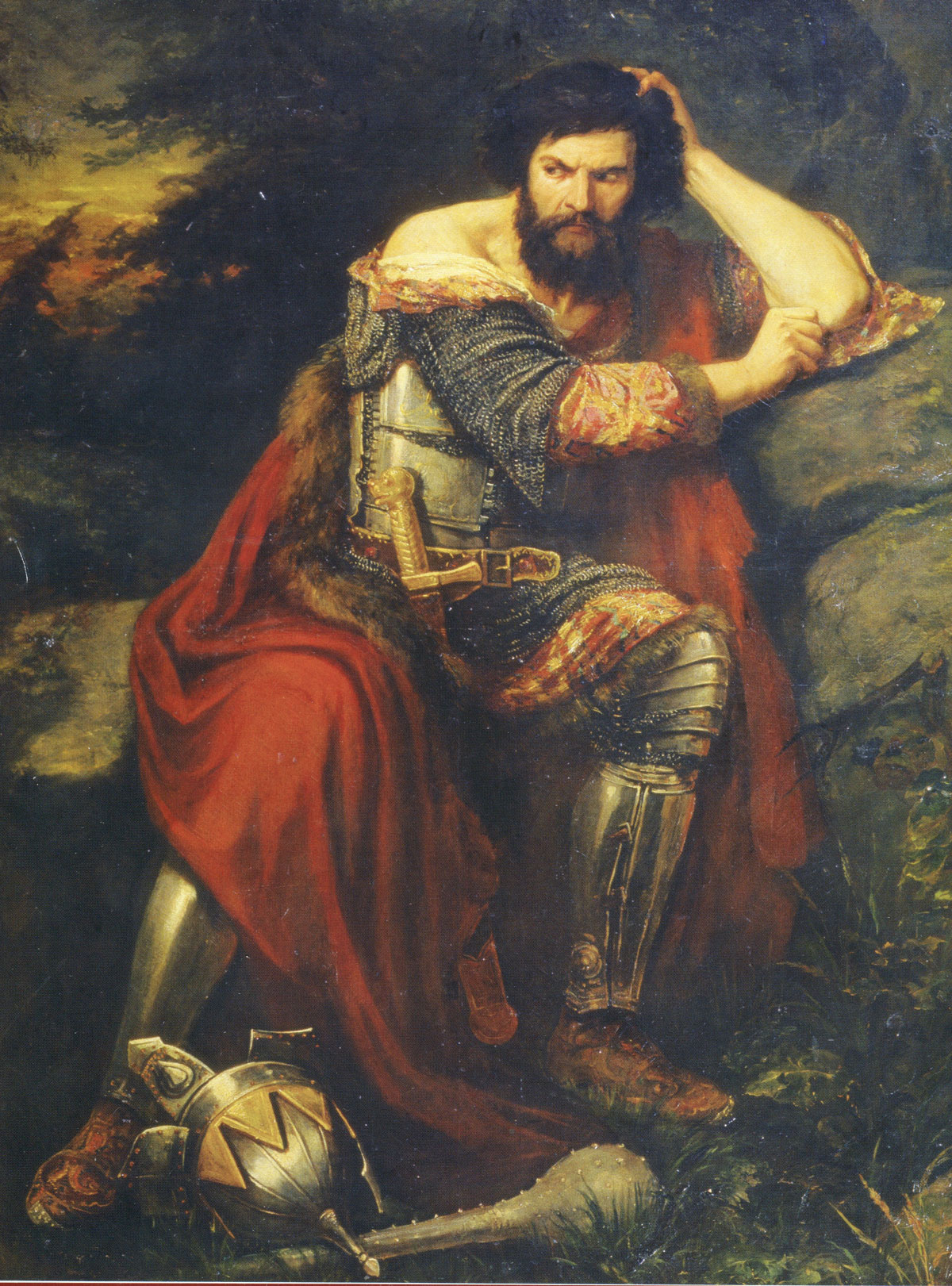
Sviatopolk I

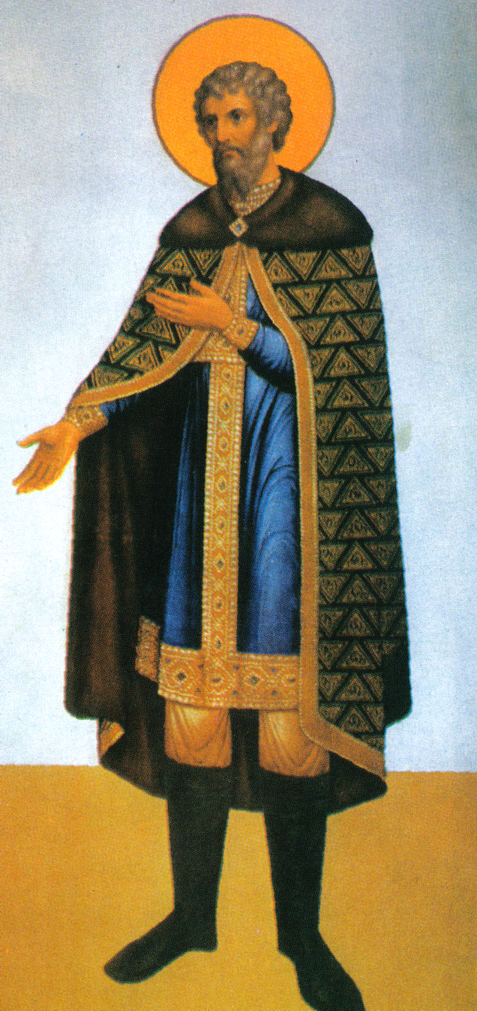
Yaroslav I

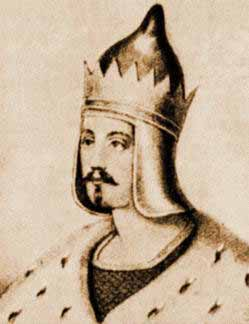
Iziaslav I

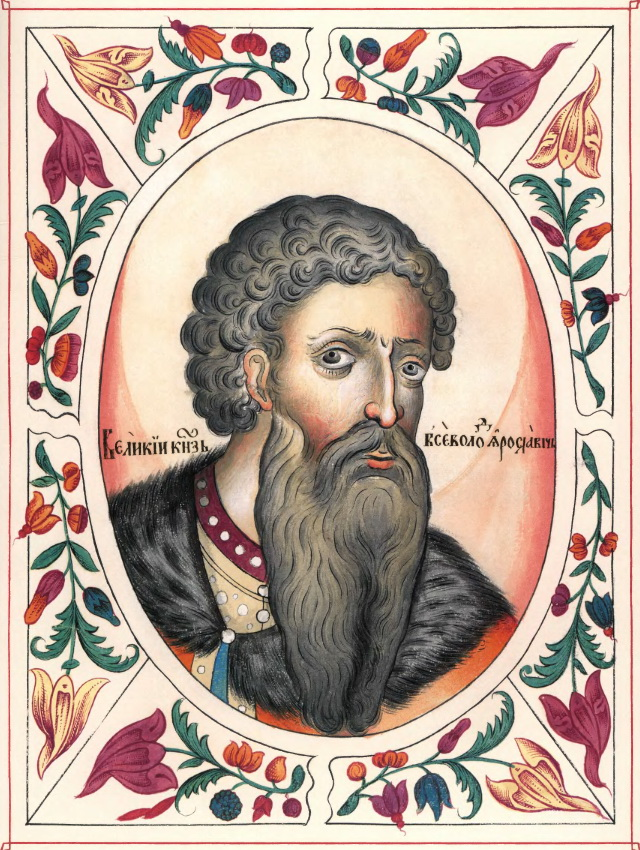
Vsevolod I

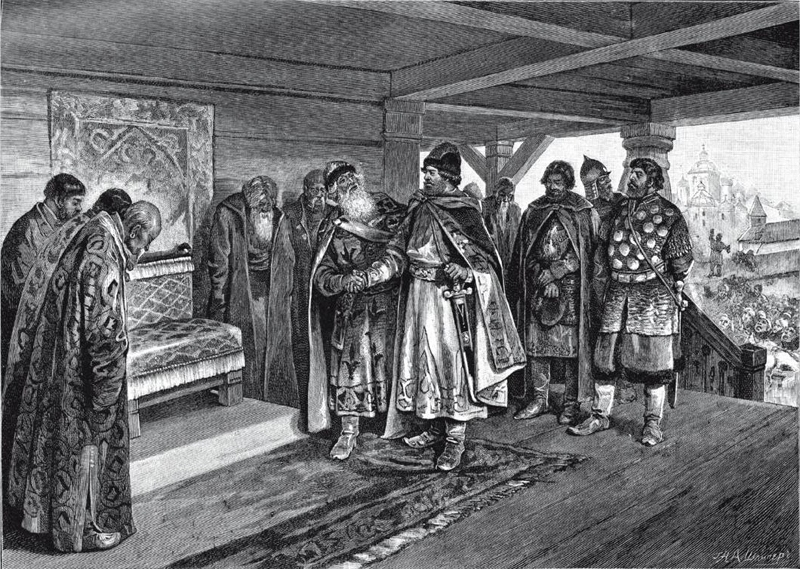
Vyacheslav I thỏa thuận với Iziaslav II Mstislavich

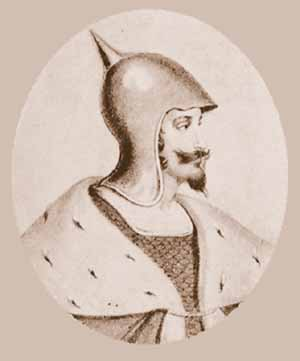
Iziaslav II Mstislavich

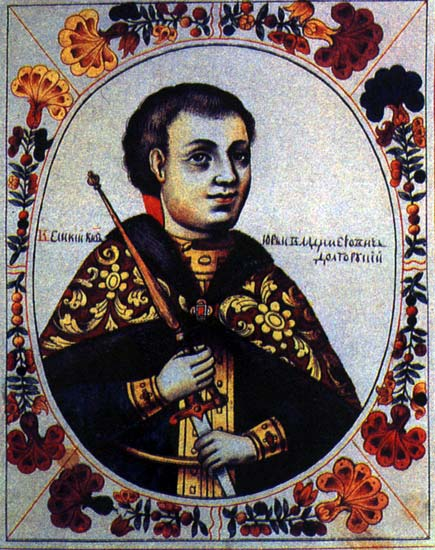
Yuri I

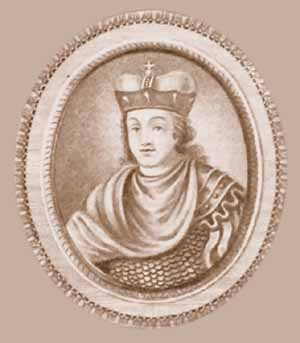
Rostislav I

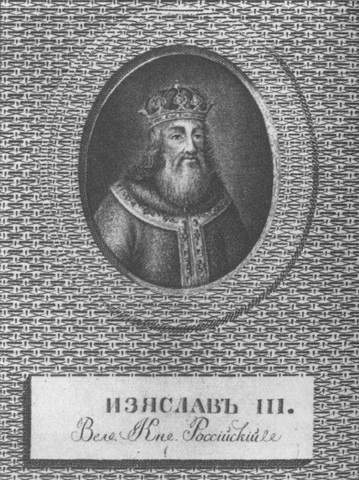
Izyaslav III

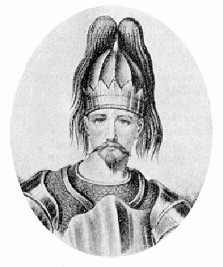
Mstislav II

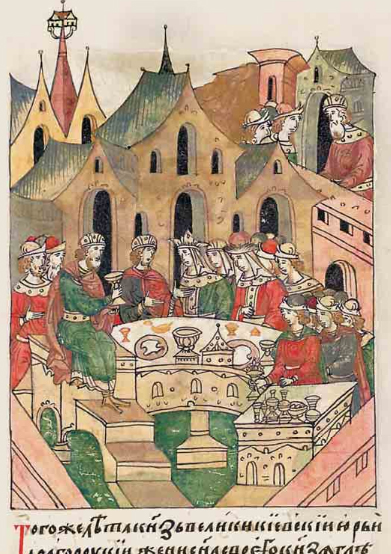
đám cưới của Gleb Yuryevich

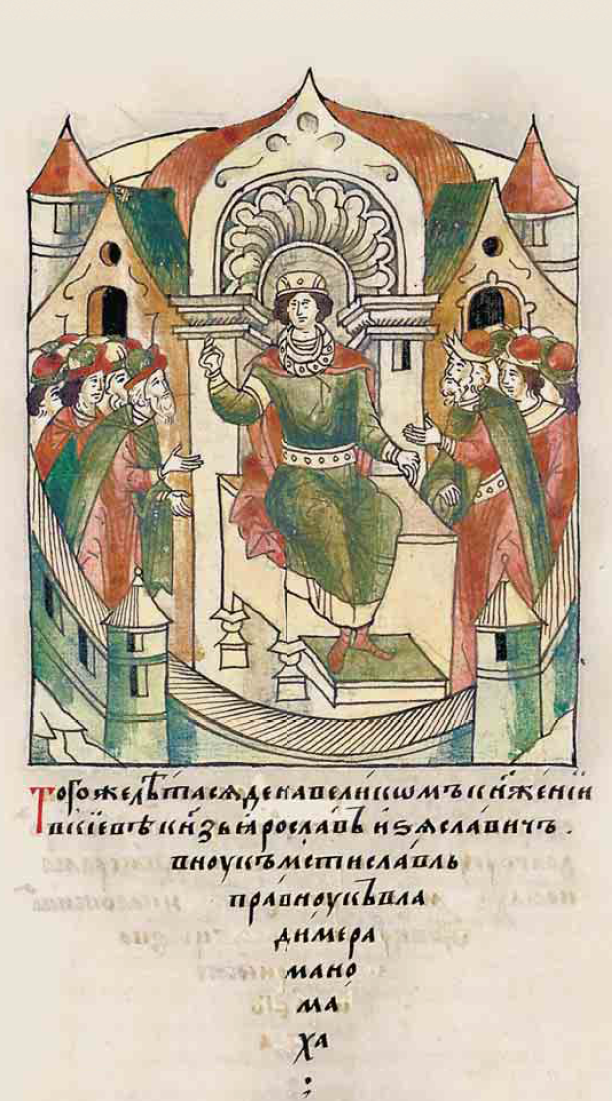
Yaroslav II

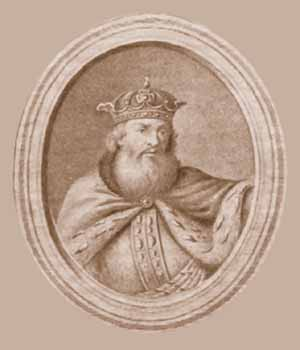
Sviatoslav III

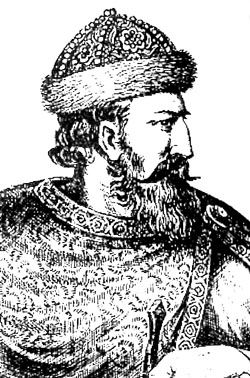
Roman I de Galicie

## Đại công quốcNga Kiev
- Sviatopolk I (tại vị:1015–1016, phục vị:1018–1019)

Năm 1016, Yaroslav I với sự hỗ trợ từ các công dân của Novgorod và Varangian, quyết định gây chiến với Sviatopolk I. Trận chiến diễn ra vào năm 1016 không xa Lubech, gần sông Dnieper, Sviatopolk I bị đánh bại và trốn sang Ba Lan. Nguyên nhân cơ bản là việc Sviatopolk I quyết định loại bỏ ba người con trai của Vladimir: Boris, Gleb và Sviatoslav, những người tuyên bố ngai vàng Kievan đe dọa quyền lực của ông. Tin tức về vụ giết người ba người này đã đến với một người con trai khác của Vladimir, Yaroslav I, và cuộc đấu tranh giành quyền kiểm soát đại công quốc Nga Kiev bùng phát từ đây. Năm 1018, Sviatopolk I quay trở lại với Rus ', đánh bại Yaroslav I với sự giúp đỡ từ cha vợ và chiếm giữ Kiev. Bolesław I Chrobry của Ba Lan và quân đội của ông này ở lại trong vài tháng nhưng sau đó đã rút về Ba Lan, trong khi đó, Konstantin Dobrynich của Novgorod đã thuyết phục được Yaroslav I tiếp tục chiến đấu chống lại Kiev.Parkomenko. Năm 1019, Sviatopolk I bị đánh bại và chạy trốn đến thảo nguyên, chẳng mấy chốc, ông trở lại cùng với quân đội Pechalan và tấn công Yar Tư trên sông Alta, nhưng một lần nữa bị đánh bại và trốn sang Ba Lan, cuối cùng chết trên đường đến đó.
- Yaroslav I (tại vị:1016–1018, phục vị:1019–1024, tái phục vị:1024–1054)

Năm 1018, Yaroslav I bị mất quyền kiểm soát đại công quốc Nga Kiev bởi sự trở lại của người tiền nhiệm Sviatopolk I. Tuy nhiên, chỉ một năm sau ông đã đánh bại được Sviatopolk I, qua đó khôi phục địa vị. Năm 1024, ngôi vị của Yaroslav I một lần nữa không liền mạch bởi Mstislav Vladimirovich I chen ngang, nhưng sự chen ngang đó cũng chỉ là chớp nhoáng, rồi mọi việc lại đâu ra đấy khi ông đã trở lại ngay lập tức.
- Iziaslav I (tại vị:1054–1068, phục vị:1069–1073, tái phục vị:1077–1078)

Năm 1068, một cuộc nổi dậy chống lại Iziaslav I Yaroslavich của Kiev bùng phát sau hậu quả từ một thất bại của Kievan dưới bàn tay của người Cumans tại Trận chiến sông Alta gần thành phố Pereiaslavl, phía đông nam Kiev. Quân đội Polovtsy đã thâm nhập vào các tuyến phòng thủ của công trình đất được xây dựng qua nhiều năm bởi Vladimir Svyatoslavich và Yaroslav I, họ đã gặp một đội quân gồm các con trai của Yar Tư: Iziaslav I của Kiev và các anh em của ông, Princes Sviatoslav Yaroslavich của Chernigov, và Vsevolod, đã bị đánh bại và trốn trở về Kiev trong sự hỗn loạn. Polovsty tiếp tục đột kích khắp khu vực, khiến người Kiev phải kêu gọi đại công tước của họ tái vũ trang để họ có thể diễu hành và gặp mối đe dọa, Iziaslav I từ chối, thúc đẩy cuộc nổi loạn. Đám đông người Kiev đã lục soát nhà Konstantin, họ đổ lỗi cho ông về thất bại. Sau đó, họ đã đuổi Iziaslav và giải thoát công tước Vseslav của Polotsk, người đã bị giam cầm trước đó bởi Iziaslav I, Vsevolod và Sviatoslav, và đặt ông ta lên ngai vàng Kiev với hy vọng rằng ông ta có thể ngăn chặn Polovtsy Về phần mình, Iziaslav I trốn sang nương nhờ Boleslaw II của Ba Lan, ông đã được người Ba Lan hỗ trợ bằng vũ khí, trở lại Kiev vào tháng 5 năm 1069 và giành lại ngai vàng. Tuy nhiên, Iziaslav I lại bị anh em của mình Sviatoslav II lật đổ một lần nữa vào năm 1073, ông quay sang vua Đức Henry IV, Hoàng đế La Mã thần thánh, vua Ba Lan Bolesław II the Bold và Giáo hoàng Gregory VII, để được giúp đỡ trong nhiều trường hợp. Iziaslav I trở thành vị vua đầu tiên của Rus ' vào năm 1075 khi Giáo hoàng gửi cho ông một vương miện, ông đã thành công trong việc chiếm lại Kiev một lần nữa vào năm 1077 từ tay Vsevolod I, nhưng sớm chết trong một cuộc chiến tranh nội bộ chống lại Princes Oleg Sviatoslavich và Boris Vyacheslavich vào năm sau.
- Vsevolod I (tại vị:1076–1077, phục vị:1078–1093)

Năm 1077, Vsevolod I không giữ nổi ngôi báu khi Iziaslav I về nước dưới sự hỗ trợ của nhiều lực lượng ngoại bang. Nhưng chỉ một năm sau, Vsevolod I đã giành lại quyền kiểm soát đất nước khi Iziaslav I sớm chết trong cuộc chiến nội bộ tranh đấu chống lại Princes Oleg Sviatoslavich và Boris Vyacheslavich.
- Vyacheslav I (tại vị:1139, phục vị:1150, tái phục vị:1151–1154)

Vào ngày 18 tháng 2 năm 1139, Vyacheslav I kế vị anh trai của mình là Yaropolk II, nhưng ông đã bị Vsevolod II đuổi ra vào tháng 3. Năm 1146, Igor II Olgovich lên thay thế anh trai Vsevolod II. Mặc dù anh trai của Igor II Olgovich đã rút ra những lời hứa về lòng trung thành từ các đối tượng người Kiev của mình, nhưng Igor II Olgovichi không được lòng dân và có sự chống lại việc gia nhập của ông ta. Do đó, Igor II Olgovich trị vì chưa đầy hai tuần trước khi người Kiev mời Iziaslav II Mstislavich (công tước Pereiaslav-Khmelnytskyi) làm đại công tước của họ, ông này cầm quyền đến năm 1149. Yuri I giành được đại công quốc Nga Kiev từ năm 1149 đến năm 1151, xen giữa giai đoạn đó là thời kỳ đồng trị vì thứ nhất của hai chú cháu Vyacheslav I và Iziaslav II Mstislavich vào năm 1150, tiếp đó là thời kỳ đồng phục vị cộng trị lần thứ hai của Vyacheslav I và người cháu trai Iziaslav II Mstislavich từ năm 1151 đến năm 1154.
- Iziaslav II Mstislavich (tại vị:1146–1149, phục vị:1150, tái phục vị:1151–1154)

Năm 1149, Iziaslav II Mstislavich bị trục xuất bởi người chú Yuri I, Yuri I tuyên bố địa vị của ông ta là con trai của Vladimir Monomakh, do đó hợp pháp hơn cháu trai của mình. Ít lâu sau, năm 1150, Iziaslav II giành lại ngai vàng và để có được một mối quan hệ hợp pháp, ông kết hợp với một người chú khác, cựu đại công Viatcheslav I, cũng là con trai của Vladimir II. Nhưng Yuri I không dễ dàng để yên như vậy, chỉ mấy tháng sau đã đem quân săn lùng Iziaslav II lần thứ hai, trước khi quay lại lần nữa. Tuy nhiên, khoảng ngót một năm sau, ông phối hợp với người chú Vyacheslav I đã lấy lại quyền lực, họ cùng nhau trị vì đại công quốc Nga Kiev hỗn loạn và kích động cho đến năm 1154.
- Yuri I (tại vị:1149–1150, phục vị:1151, tái phục vị:1155–1157)

Năm 1150, ngôi vị đại công của Yuri I không giữ nổi bởi sự cộng trị hai chú cháu Vyacheslav I và Iziaslav II Mstislavich. Ngay lập tức, ông quay lại tái chiếm Kiev, nhưng cũng chưa được bao lâu lại bị Vyacheslav I và Iziaslav II Mstislavich liên thủ đánh bật ra. Năm 1154, Rostislav I giành được quyền thống trị, đến năm 1155 Yuri I mới tái phục vị, ông nắm quyền được hai năm thì qua đời.
- Rostislav I (tại vị:1154, phục vị:1159–1161, tái phục vị:1161–1167)

Năm 1154, Rostislav I biết rằng Iziaslav II Mstislavich đã chết ở Kiev, ông đã giao quyền cai quản công quốc Novgorod cho con trai David Rodtislavic. Rostislav I đem binh xâm nhập Kiev, tự xưng là Đại công tước, nhưng sự cai trị của Rostislav I Mstislavic tại Kiev cũng không duy trì được, chỉ một tuần sau, ông bị Iziaslav III lật đổ. Năm 1155, Yuri I đánh bại được Iziaslav III, lần thứ ba làm đại công. Năm 1157, Yuri I bị trúng độc chết tại bữa tiệc được tổ chức bởi một quý tộc lớn ở Kiev, Iziaslav III lại lên cầm quyền. Năm 1159, Rostislav I đánh tan thế lực của Iziaslav III, giành lại ngôi vị đại công cho mình lần thứ hai. Năm 1161, tuy Rostislav I phải bỏ chạy khi Kiev bị Iziaslav III tái chiếm trong vài tuần, nhưng rất nhanh ông đã dẹp tan được người này để trở về khôi phục địa vị lần thứ ba.
- Iziaslav III (tại vị:1154–1155, phục vị:1157–1158, tái phục vị:1161)

Năm 1155, Iziaslav III mất ngôi đại công bởi sự kiện Yuri I tái phục vị. Năm 1157, sau khi Yuri I qua đời, Iziaslav III chớp thời cơ lại giành quyền thống trị ở Kiev. Tất nhiên, cũng chỉ hơn năm sau, ông lại đánh mất ngôi vị lần thứ hai bởi Rostislav I. Tháng 3 năm 1161, Iziaslav III đã rất nhanh chóng giành lại ngai vàng của Kiev lần thứ ba trong vài tuần, cuối cùng ông bị giết ngày 6 tháng 4 năm 1161 gần thị trấn Belgorod trong một cuộc chiến chống lại quân đội của Rostislav I, trong khi cố gắng phục hồi các bang của mình.
- Mstislav II (tại vị:1167–1169, phục vị:1170)

Năm 1169, quân đội của Andrei I Yuryevich (Đại công tước xứ Vladimir-Suzdal) đã tấn công ồ ạt vào Kiev, tàn phá nó như chưa từng tồn tại. Mstislav II phải bỏ chạy, Andrei I Yuryevich bổ nhiệm anh trai được mình là Gleb Yuryevich làm Đại công tước của Kiev, trong nỗ lực thống nhất đất đai Vladimir-Suzdal với Kiev. Năm 1170, Mstislav II từng quay lại cố gắng phục bích nhưng không duy trì được đại cuộc, ông chiếm giữ Kiev ít bữa khiến Gleb Yuryevich lui binh, nhưng Andrei I Yuryevich ngay lập tức gửi lực lượng sang tiếp ứng. Mstislav II đành bó tay, ông đã qua đời lưu vong ở Byzantium và dưới triều đại của Hoàng đế Manuel I vào năm 1172, trước đó ông được Manuel I trao tặng quận Otskalana.
- Gleb Yuryevich (tại vị:1169, phục vị:1170–1171)

Năm 1169, Gleb Yuryevich (công tước xứ Pereyaslavl) được em trai Andrei I Yuryevich bổ nhiệm làm Đại công tước của Kiev. Tuy nhiên, khi ông chưa ngồi ấm chỗ thì cựu đại công tước đã trở lại, nhưng cũng chỉ ít lâu em trai ông đã phái quân tiếp viện đến khống chế đại cuộc ở đây vào năm 1170. Trong suốt thời gian sau đó, hai anh em phải gồng mình chiến đấu với làn sóng bạo động chống đối rất quyết liệt, kết thúc vào năm 1171 khi Gleb Yuryevich chết và Andrei I Yuryevich đành chấp nhận từ bỏ Đại công quốc Nga Kiev.
- Roman Rostislavich (tại vị:1171–1173, phục vị:1174–1176)

Năm 1173, Roman Rostislavich bị buộc phải thoái nhiệm chức vụ đại công ở Kiev, sau khi ông chịu trách nhiệm về vụ ám sát Gleb Yuryevich (bị đầu độc ngày 20 tháng 1 năm 1171). Ông trị vì một lần nữa tại công quốc Smolensk, sau đó trở lại ngai vàng Kiev năm 1174. Xen kẽ thời kỳ này ở Kiev lần lượt có Vsevolod Yuryevich (1173) trị vì năm tuần, tiếp tục Rurik II (1173) và Yaroslav II (1173-1174) rồi đến Sviatoslav III (1174) thay nhau cầm quyền qua nhiều cuộc đấu tranh khốc liệt, kế đó Yaroslav II lên ngôi Kiev một lần nữa trong vài tháng trước khi Roman Rostislavich lấy lại nó.
- Rurik II (tại vị:1173, phục vị lần một:1181, phục vị lần hai:1194–1201, phục vị lần ba:1203, phục vị lần bốn:1205–1206, phục vị lần năm:1206–1208, phục vị lần sáu:1208–1211)

Năm 1173, Rurik II gặp phải vấn đề kế vị ngai vàng khi lần đầu tiên đảm nhiệm đại công tước Kiev, ông đã được thay thế ngay sau đó bởi một trong những người anh em họ của mình, Yaroslav II. Trong suốt thời kỳ ngự trị bảy lần của mình, Rurik II phải liên tục đấu tranh chống lại những cuộc thanh trừng bạo loạn giành giật quyền lực, đây là giai đoạn sôi động nhất trong lịch sử tồn tại của quốc gia này. Năm 1181, Rurik II phế truất Sviatoslav III đoạt lấy quyền lực lần thứ hai, nhưng Vsevolod III của Vladimir can thiệp buộc ông phải nhường lại ngôi báu cho Sviatoslav III, tuy nhiên qua sự giàn xếp ông được quyền kế vị. Năm 1194, Sviatoslav III giá băng, Rurik II lên ngôi lần thứ ba. Năm 1201, ông bị con rể cũ Roman Mstislavich (gọi là "Đại đế" của Galicia), người đã trao lại ngai vàng cho Ingvar Yaroslavic (một người anh em họ khác của Rurik) đánh bại. Rurik II ở lại một thời gian tại thành phố Chernigov (nơi ông đã xây dựng nhà thờ Thánh Paraskebas), ông đã đòi lại quyền lực khi tấn công và cướp bóc Kiev vào năm 1203 với một đội quân gồm Polovtses và anh em họ riurikid. Cuối năm ấy, Roman Đại đế, sau một cuộc hòa giải đã bắt Rurik II (với vợ và con gái của ông là Predslava, vợ cũ của Roman) nhốt trong một tu viện và làm thợ sửa chữa. Tuy nhiên, dưới áp lực từ phía Vsevolod III của Vladimir, Roman Mstislavitch buộc phải phóng thích Rurik II, nhưng buộc ông phải làm tu sĩ. Từ năm 1205 đến 1211, ông trị vì thành phố Kiev, nhưng ông bị truất ngôi tới hai lần năm 1206 và 1208 bởi người anh em họ xa Vsevolod IV, con trai của Svyatoslav III (mà ông không phải là một phần của chi nhánh Monomakh), mà giả vờ rằng quá khứ tu viện của Rurik II khiến sức mạnh của ông vô hiệu. Kết quả của một cuộc nội chiến mới, một lần nữa Rurik II bị đuổi khỏi Kiev vào năm 1211 bởi Vsevolod IV.
- Yaroslav II (tại vị:1173–1174, phục vị:1174)

Năm 1174, Yaroslav II đánh mất ngôi vị bởi sự quật khởi của Sviatoslav III. Vài tháng sau, tuy ông có giành lại quyền lực lần thứ hai nhưng cũng chỉ ít bữa lại bị lật đổ bởi Roman Rostislavich.
- Sviatoslav III (tại vị:1174, phục vị:1176–1181, tái phục vị:1181–1194)

Năm 1174, Sviatoslav III đoạt được quyền lực được từ tay Yaroslav II mấy tháng thì để mất ngôi bởi chính người này, nhưng Yaroslav II còn chưa cũng cố vững chắc nền thống trị đã bị Roman Rostislavich lấy lại nó. Năm 1176, hai anh em của Roman Rostislavich là Rurik II và David đã thua một trận chiến quan trọng chống lại quân Polovtses, Svyatoslav III sau đó chỉ định David chịu trách nhiệm và yêu cầu một phiên tòa, đồng thời yêu cầu ông lấy lại cổ phần của mình về quyền thừa kế đất đai của người Ruthian (ông nên được thừa kế cụ thể ở Kiev). Roman Rostislavich từ chối và sau đó bị buộc lần thứ hai rời Kiev trong cùng năm, Sviatoslav III lên ngôi đại công lần thứ nhì. Năm 1181, Sviatoslav III bị Rurik II phế truất, nhưng sau đó, ông làm hòa với Vsevolod III của Vladimir, khiến ông giành lại ngai vàng.
- Roman I de Galicie (tại vị:1201–1202, phục vị:1204)

Năm 1202, với sự đồng ý của Vsevolod III Vladimirski, Roman Mstislavitch giao thành phố Kiev cho anh em họ Ingwar Yaroslavic. Chẳng bao lâu, Rurik II đuổi Ingwar Yaroslavic ra khỏi thành phố vào ngày 2 tháng 1 năm 1203. Mấy tháng sau, Ingvar Yaroslavic được Roman Mstislavitch cài đặt trở lại cho tới năm 1204, Ingwar Yaroslavic và Alexander de Belz tham gia đánh chiếm thành phố Vladimir Volynski. Ingwar Yaroslavic chuyển qua làm công tước ở đây, Roman Mstislavitch quay trở lại Kiev cai trị, trong các cuộc đàm phán ở Trepol với Roman Mstislavitch sau đó, con trai Rurik II là Rostislav Rurikovich được đưa lên ngôi đại công nhưng thực chất quyền lực đều nằm trong tay Roman Galichsky. Vào tháng 6 năm 1205, Roman Galichsky đã bị giết trong trận chiến trong chiến dịch của mình ở Ba Lan, tìm hiểu về điều này Rurik II, đã ném chiếc áo choàng tu sĩ và tuyên bố mình là Đại công tước Kiev lần thứ sáu.
- Igor III (tại vị:1202–1203, phục vị:1203–1204, tái phục vị:1212–1214)

Năm 1203, Rurik II đánh đuổi được Ingvar Yaroslavic khỏi Kiev. Nhưng mấy tháng sau, Roman Mstislavitch đã kéo binh tới buộc Rurik II phải tháo chạy, Ingvar Yaroslavic cai trị một năm thì trả ngôi cho Roman Mstislavitch. Năm 1212, sau nhiều phen thanh trừng không khoan nhượng được kiến tạo bởi Rurik II và Vsevolod IV, cuối cùng Igor III cũng tìm thấy cho mình một cơ hội lên ngôi đại công lần thứ ba khi ông phối hợp cùng Mstislav Romanovich tấn công Vsevolod IV Sviatoslavich và chiếm được Kiev. Năm 1214, sau một trận chiến gần Belgorod, Ingvar Yaroslavic đã tự nguyện nhượng Kiev cho Mstislav Romanovich và rời đến Lutsk.
- Vsevolod IV (tại vị:1206, phục vị:1208, tái phục vị:1211–1212)

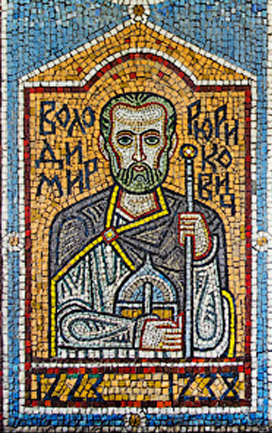
Vladimir IV

Năm 1206, Vsevolod IV vừa giành được ngôi đại công từ tay Rurik II thì đã bị chính người đó cướp lại gần như ngay lập tức. Năm 1208, ông tiến hành chính biến lần thứ hai, nhưng cũng chỉ thành công trong chớp nhoáng, rồi trật tự lại đâu vào đấy khi Rurik II trở về cuối năm đó. Năm 1211, ông thành công tuyệt đối trong cuộc chiến với Rurik II lần thứ ba, nhưng cũng chỉ một năm sau thì lại để tuột mất quyền lực về tay Igor III.
- Vladimir IV (tại vị:1223–1235, phục vị:1236–1238)

Năm 1235, Vladimir Rurikovic do phản đối Izyaslav IV và Polovtsy nên cùng với Daniel Romanovich Galitsky (công tước xứ Galicia-Volynbao) tiến hành vây Chernigov, nhưng ông bị đánh bại tại Torkky, bị Polovtsy bắt và mất triều đại Kiev của mình. Daniel Romanovich Galitsky chạy trốn, Izyaslav IV tự xưng là đại công tước. Năm 1236, được giải thoát khỏi cảnh giam cầm, Vladimir Rurikovic lại tìm đến Daniel Romanovich Galitsky, lần này ông phối hợp với Đại công tước Vladimir Yuri Vsevolodovich của Vladimir, kêu gọi sự giúp đỡ của công tước Novgorod, Yaroslav III. Yaroslav III đánh bật Izyaslav IV, ông tạm thời lên nắm giữ quyền đại công vì thế lực ủng hộ Izyaslav IV vẫn còn khá mạnh, đến tháng 5 năm đó, sau khi dẹp tan được sự bạo động của Izyaslav IV, Yaroslav III mới chính thức trả ngôi vị cho Vladimir IV.

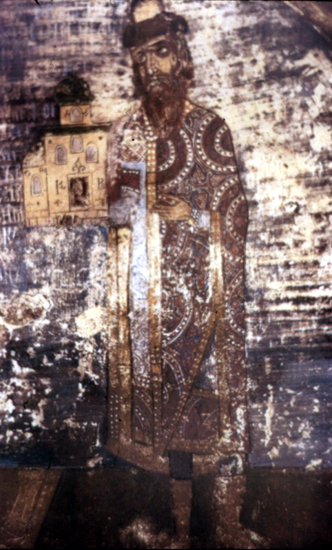
Yaroslav III

- Izyaslav IV (tại vị:1235–1236, phục vị:1236)

Tháng 3 năm 1236, Izyaslav IV bị quật đổ bởi Yaroslav III. Từ ngày 10 tháng 4 năm 1236 đến đầu tháng 5 năm 1236 tuy ông có nổi dậy giành lại được ngai vàng, nhưng cũng chỉ như tia chớp loé sáng chốc nhát rồi vụt tắt giữa không trung vì ngay sau đó Vladimir IV đã trở lại với sự hỗ trợ từ phía Yaroslav III.
- Yaroslav III (tại vị:1236, phục vị:1238, tái phục vị:1243–1246)

Năm 1236, Yaroslav III vừa giành được ngôi đại công thì đã bị Izyaslav IV đòi lại sau một cuộc chính biến chóng vánh. Nhưng cũng trong năm đó, ông đánh bật được Izyaslav IV, trả ngôi đại công cho Vladimir IV. Đến năm 1238, lần thứ hai Yaroslav III có được ngai vàng, nhưng khi người Mông Cổ xâm chiếm Kiev, Yaroslav III thất thủ đành rời đến Vladimir, ông lên ngôi công tước tại đây. Người đứng đầu công quốc Halych là Mikhail Vsevolodovich nhân cơ hội lên cầm quyền tại Kiev, ông này đã đứng lên lãnh đạo nhân dân tổ chức cuộc kháng chiến chống quân Mông Cổ. Năm 1243, Yaroslav III được triệu tập bởi Batu Khan tới thủ đô Sarai, sau một cuộc hội thảo kéo dài, ông trở lại Kiev làm đại công lần thứ ba trong danh dự.
- Mikhail Vsevolodovich (tại vị:1238–1239, phục vị:1239–1240, tái phục vị:1241–1243)

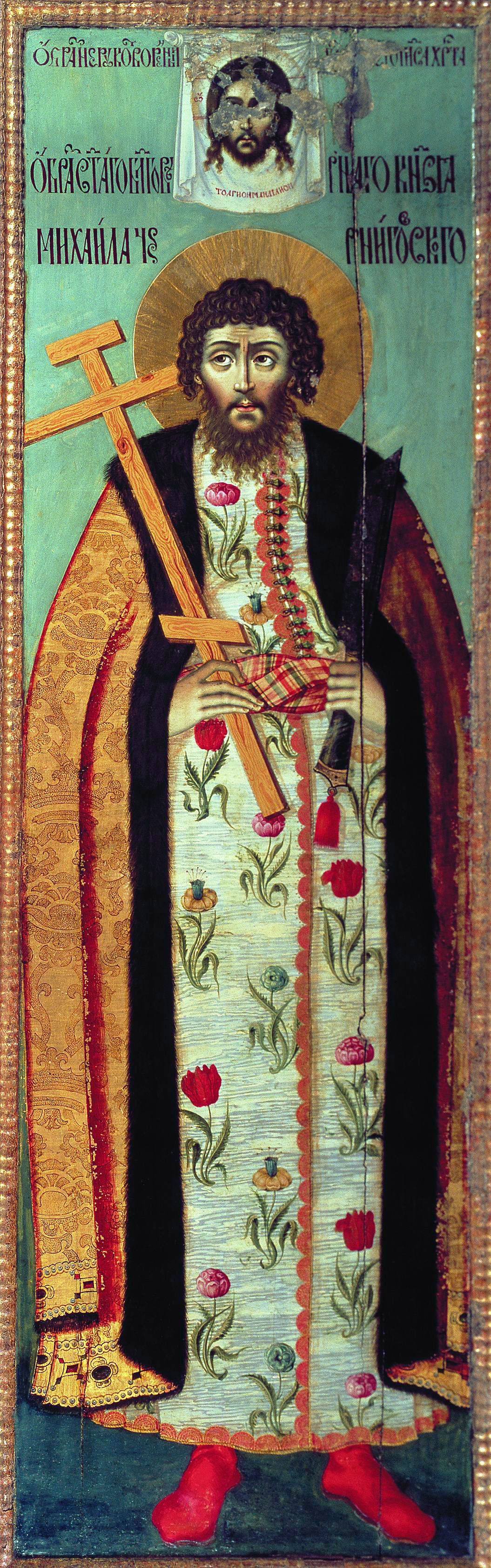
Mikhail Vsevolodovich

Năm 1239, giai đoạn thứ hai cuộc xâm lược của người Mông Cổ bắt đầu vào ngày 3 tháng 3, không thể kháng cự lại sức mạnh như chẻ tre của vó ngựa Tatar, Mikhail Vsevolodovich đến Kamenets và tổ chức một cuộc di tản chung về cuộc điều tra của ông khỏi Kiev. Tuy nhiên, Yaroslav Vsevolodovich của Suzdalia đã biết được điểm đến của Mikhail Vsevolodovich, ông ta bao vây Kamenets, bắt vợ của ông và thu giữ nhiều chiến lợi phẩm, nhưng Mikhail Vsevolodovich đã trốn thoát và trở về Kiev. Mùa thu năm 1239, người Mông Cổ đã phái các sứ giả đến Kiev đề nghị hòa bình, nhưng Mikhail Vsevolodovich đã từ chối đệ trình. Trong nửa đầu năm 1240, Batu Khan đã gửi Möngke tới người hòa giải Kiev, khi các sứ giả của ông ta đến Mikhail Vsevolodovich lần thứ hai để tìm cách dỗ ông phục tùng, ông đã thách thức Batu Khan bằng cách giết các phái viên của Mông Cổ.. Các lực lượng ở Rus ' mà Mikhail Vsevolodovich vẫn có thể dựa vào là druzhina của riêng ông và dân quân Kiev, và do đó ông trốn sang Hungary khi quân Mông Cổ kéo tới. Trong sự hỗn loạn xảy ra trước cuộc xâm lược bờ tây sông Dnieper, các hoàng tử nhỏ và boyar đã tận dụng các cơ hội để thể hiện quyền lực của mình, Rostislav Mstislavich chiếm giữ Kiev, nhưng ông đã bị Daniil Romanovich đuổi đi. Mikhail Vsevolodovich đến Hungary, cố gắng sắp xếp một cuộc hôn nhân cho con trai của mình, Rostislau III với con gái của nhà vua nước này, Béla IV không thấy có lợi gì khi thành lập một liên minh như vậy và đuổi Mikhail Vsevolodovich và con trai ông khỏi Hungary.. Tại Mazovia, Mikhail Vsevolodovich đã nhận được sự chào đón nồng nhiệt từ người chú của mình, nhưng ông quyết định rằng hành động nhanh chóng là tìm cách hòa giải và gửi sứ thần tới anh rể, Mikhail Vsevolodovich cam kết sẽ không bao giờ đối kháng với Daniil Romanovich và đã đưa ra bất kỳ nỗ lực nào trong tương lai đối với Halych. Daniil Romanovich mời ông đến Volhynia, trả lại vợ và từ bỏ quyền kiểm soát Kiev. Tuy nhiên, trước cuộc tấn công của người Mông Cổ, Mikhail Vsevolodovich đã không trở về Kiev mà cho phép người của anh rể của mình ở lại đó. Đến cuối năm 1240, Batu Khan lại bao vây Kiev cùng với quân đội của mình và thành phố sụp đổ vào ngày 6 tháng 12, khi biết được số phận của Kiev, Mikhail Vsevolodovich đã rút khỏi Volhynia và lần thứ hai áp đặt lên những ân sủng của người chú. Năm 1241, Mikhail Vsevolodovich cư trú trên một hòn đảo gần Podil (Old Kyiv đã bị san bằng), nhưng quân đội của Batu Khan đã không thách thức sự xuất hiện của ông cho thấy người Mông Cổ sẵn sàng để đại công tước trở về Kiev bị tàn phá mà không cản trở. Batu Khan bắt đầu triệu tập các hoàng tử của Rus ' đến Sarai, để tỏ lòng tôn kính, Khan bổ nhiệm Mikhail Vsevolodovich là đại công tước cao cấp ở Rus ', sau khi trở về Suzdal, ông đã phái chỉ huy của mình cai trị Kiev.
- Rostislav Mstislavitch (tại vị:1239, phục vị:1240–1241)

Năm 1239, Rostislav Mstislavitch chiếm được Kiev nhân cuộc hỗn loạn, nhưng không lâu sau ông đã bị Daniil Romanovich đuổi đi, đưa Mikhail Vsevolodovich về phục vị.

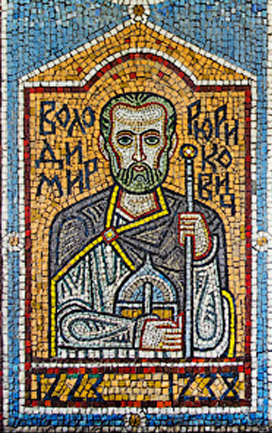
Vladimir Rurikovich

Khi người Mông Cổ phá hủy thành phố Kiev vào ngày 19 tháng 11 năm 1240, Mikhail Vsevolodovich lại phải rút chạy, Rostislav Mstislavitch nhân cơ hội lại tiến quân vào Kiev để trấn an cơn thịnh nộ của họ, đang chuẩn bị đến Sarai, thủ đô của Golden Horde để tỏ lòng tôn kính với Khan vĩ đại. Năm 1241 khi trở về, Daniel de Galicie buộc Rostislav Mstislavitch phải thoái vị để ủng hộ Mikhail Vsevolodovich tái đăng cơ, ông bị giam cầm.

## Công quốcOvruch
- Vladimir Rurikovich (tại vị:1219–1223, phục vị:1236–1239)

Năm 1223, sau cái chết của Mstislav Romanovich Old trong trận chiến Kalka, Vladimir Rurikovich chuyển sang Kiev làm đại công tước, con trai ông là Rostislav Vladimirovich lên cầm quyền tại công quốc Ovruch. Năm 1235, Vladimir Rurikovich bị đánh bại tại Torkky, bị Polovtsy bắt và mất triều đại Kiev của mình bởi Izyaslav IV. Năm 1236, Vladimir Rurikovich được giải thoát khỏi cảnh giam cầm, ông trở về Ovruch làm công tước lần thứ nhì khi con trai ông thoái vị. Sau đó ít lâu, Yaroslav III đánh tan được Izyaslav IV, ông kiêm luôn chức đại công tước ở Kiev đến năm 1238.

## Công quốcHalychvà Vương quốcGalicia-Volynia
- Volodymyrko Volodarovych (tại vị:1141–1144, phục vị:1144–1153)

Năm 1144, lợi dụng Volodymyrko Volodarovych đi săn ở Terebovlya, người Galicia kêu gọi Ivan Barladnik của Zvenigorod tập hợp quân đội, chiếm giữ Halych trong ba tuần. Volodymyrko Volodarovych lập tức đem binh trở lại, Ivan Berladnits thua to đã trốn đến thành phố Berlad trên sông Danube, và từ đó chạy đến Kiev, sau đó sang lưu vong tại Hy Lạp. Volodymyrko Volodarovych đối phó tàn nhẫn với phiến quân, cố thủ vững chắc trên ngai vàng Galicia. Nguyên nhân sự kiện trên, để kết hợp một số quyền tự trị trong một công quốc Galicia duy nhất, Volodymyrko Volodarovych cố gắng sáp nhập công quốc Volyn vào đất đai của mình, điều này gây ra sự bất mãn từ Đại công tước Nga Kiev Vsevolod II Olegovich. Trong cuộc chiến chống lại Vsevolod Volodymyrko đã thất bại và cam kết trả cho ông 1.400 Bitcoin, muốn gây quỹ, Volodymyrko Volodarovych đã che đậy cống nạp của Galich dân số, điều này gây ra sự bất mãn với các thành phố và trở thành lý do cho cuộc nổi dậy.
- Oleg Yaroslavich (tại vị:1187, phục vị:1188)

Năm 1187, Oleg Yaroslavich lên làm công tước chưa bao lâu đã bị lật đổ bởi người anh trai khác mẹ Vladimir II Yaroslavich. Vấn đề này khởi điểm từ cái chết của cha ông, công tước Yaroslav Volodimerovich, người đã trao Peremyshl (Przemyśl, Ba Lan) cho con trai hợp pháp duy nhất của mình, Vladimir Yaroslavich, đồng thời chỉ định Oleg Yaroslavich là người kế vị ở Halych, yêu cầu Vladimir II Yaroslavich và người Galicia hứa sẽ không lấy đất đai của Oleg Yaroslavich. Tuy nhiên, sau khi Yaroslav Volodimerovich chết, Oleg Yaroslavich đã bị phế truất gần như ngay sau đó và phải tìm sự giúp đỡ từ Ryurik Rostislavich ở Vruchiy nhưng không thành công, ông đã đến công tước Casimir II của Ba Lan. Năm 1188, Oleg Yaroslavich và Công tước Casimir II đã đánh bại Vladimir Yaroslavich và buộc ông này phải chạy trốn sang Hungari, sau đó Casimir II bổ nhiệm Oleg Yaroslavich làm công tước Halych lần thứ hai. Thế nhưng việc phục tịch này cũng quá ngắn ngủi, bởi Oleg Yaroslavich chỉ ít lâu sau đã bị đầu độc bởi chính người dân Halych, họ mời Roman Mstislavich của Vladimir-in-Volhynia làm công tước mới của mình.
- Vladimir II Yaroslavich (tại vị:1187–1188, phục vị:1190–1199)

Năm 1188, Vladimir II Yaroslavich bị mất ngôi bởi người em khác mẹ Oleg Yaroslavich, ông phải chạy sang Hungary nương nhờ vua Béla III. Nhưng Oleg Yaroslavich lại bị đầu độc chết, Roman the Great từ công quốc Volodymyr-Volynskyi thừa cơ tiến quân xâm nhập, tự xưng làm công tước Halych, những sự kiện trên diễn biến ngay trong năm đó. Vua Béla III tổ chức cuộc tuần hành chống lại Roman the Great, có ý định phục hồi Vladimir II Yaroslavich, và Roman the Great thất bại đã phải chạy trốn về Volodymyr-Volynskyi vào năm 1189. Trong khi đó, vua Béla III, thay vì trao lại Halych cho Vladimir II Yaroslavich như đã hứa, mà giao vùng đất này cho con trai mình là Andrew II. Về phần Vladimir II Yaroslavich, ông được đưa trở lại Hungary, chịu sự quản thúc giam lỏng. Năm 1190, Vladimir II Yaroslavich trốn thoát khỏi Hungary, ông chạy sang Đức, yêu cầu Hoàng đế Frederick Barbarossa bảo vệ. Vladimir II Yaroslavich hứa với hoàng đế Đức sẽ trả cho ngài một khoản cống nạp hàng năm là 2.000 grivna nếu ông được phục hồi nhờ sự giúp đỡ của hoàng đế trên ngai vàng Galicia, Hoàng đế Đức đề nghị Vladimir II Yaroslavich cho Công tước Casimir II của Ba Lan, người đã gửi quân Ba Lan đến Halych để hỗ trợ cho yêu sách lưu vong. Khi Vladimir II Yaroslavich trở lại Halych, dân chúng đã chào đón ông, Andrew II buộc lòng phải rút lui quay về Hungary chờ đợi thời cơ phục hận.

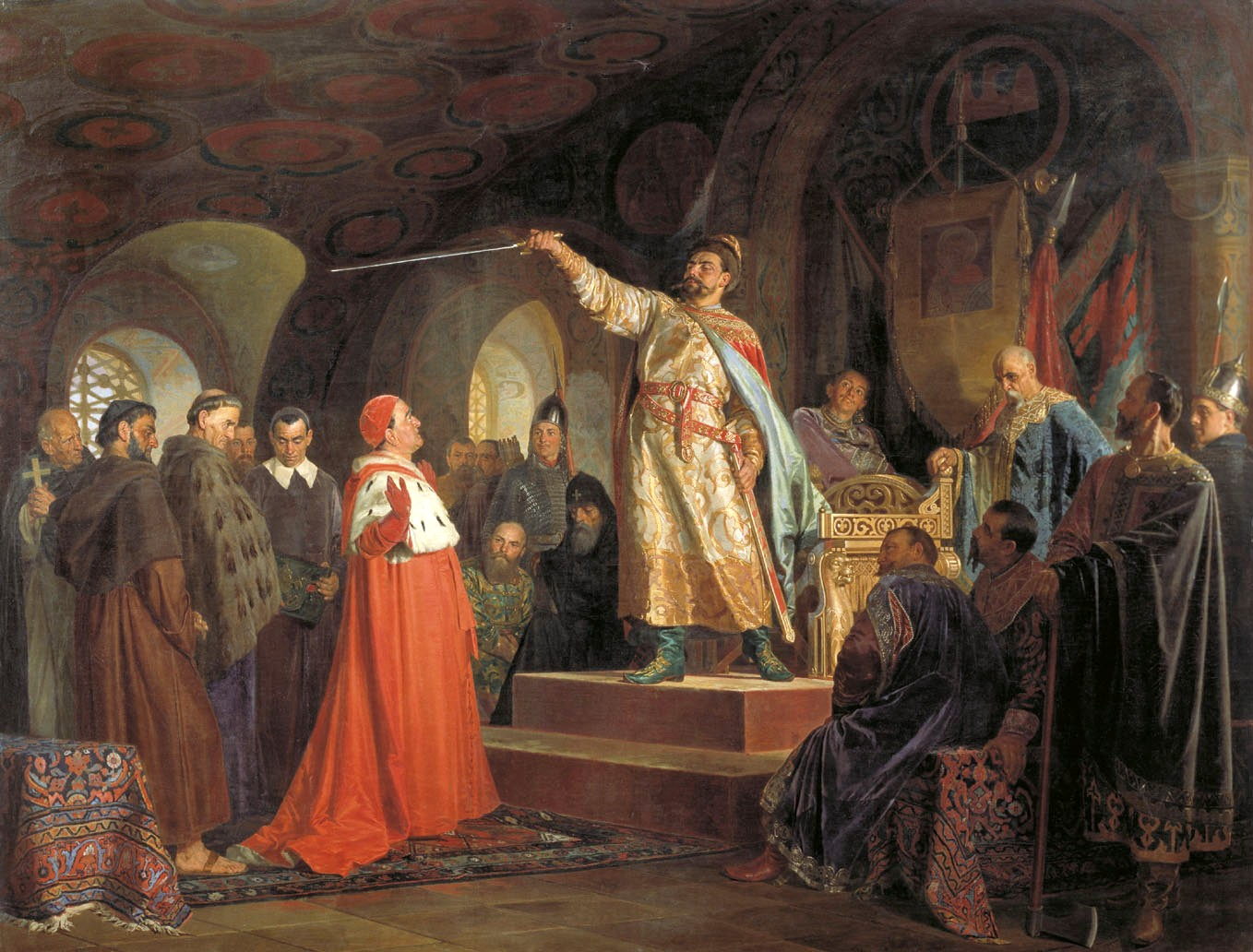
Roman đại đế nhận một đại sứ từ Giáo hoàng Innocent III

- Roman đại đế (tại vị:1188–1189, phục vị:1199–1205)

Năm 1189, Roman đại đế bị đánh bại bởi quân đội Hungary mà phải thoái lui về Volodymyr-Volynskyi. Năm 1199, khi Vladimir II Yaroslavich qua đời, ông đưa quân tấn công trở lại, tuyên bố làm công tước Halych lần thứ nhì.
- Andrew II (tại vị:1189–1190, phục vị:1209–1210)

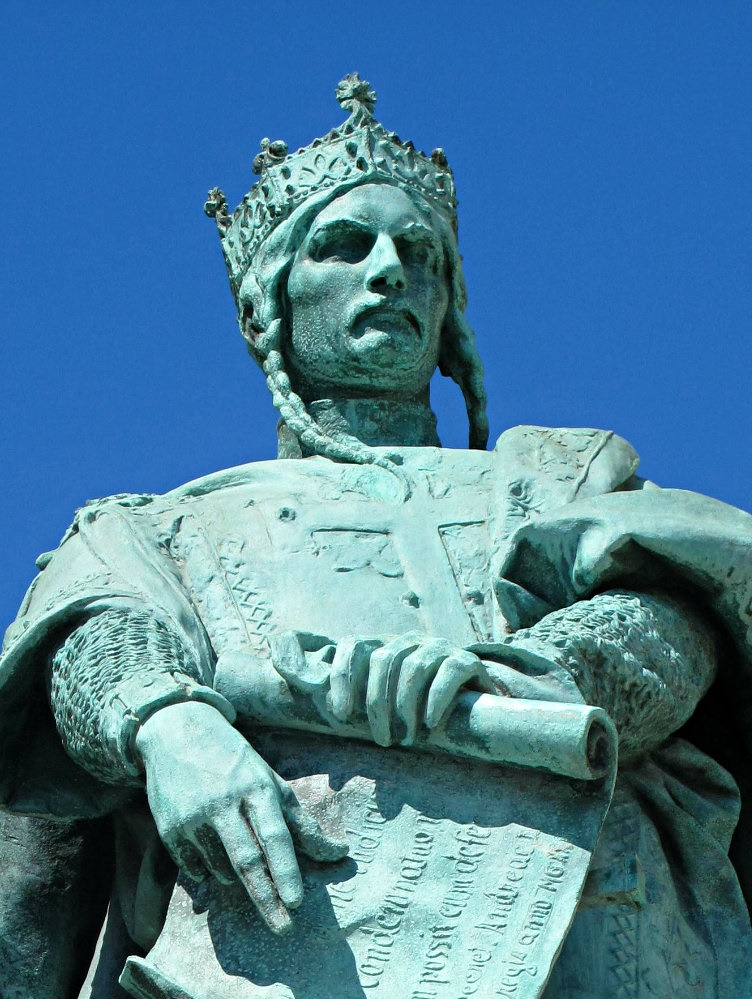
Andrew II

Năm 1190, Andrew II bị trục xuất khỏi Halych, bởi sự cai trị của ông ở đây không được lòng dân. Năm 1205, Andrew II lên ngôi quốc vương Hungary và Croatia, ông đã phát động chiến dịch đầu tiên để chiếm lại Halych vào năm 1206. Theo yêu cầu của giới quý tộc Halych, Andrew II đã can thiệp chống lại Vsevolod Svyatoslavich, công tước xứ Chernigov và các đồng minh của ông ta thay mặt cho Daniel Romanovich (công tước Halych và Lodomeria), Vsevolod Svyatoslavich và các đồng minh buộc phải rút khỏi Halych. Sau khi Andrew II trở về Hungary, anh em họ xa của Vsevolod Svyatoslavich là Vladimir Igorevich đã chiếm giữ cả Halych và Lodomeria, trục xuất Daniel Romanovich khỏi tổ quốc. Daniel Romanovich trốn đến nương tựa Leszek I của Ba Lan, sau đó Leszek I đề nghị Daniel Romanovich đến thăm Andrew II, nhưng Vladimir Igorevich "đã gửi nhiều quà tặng" cho cả Andrew II và Leszek I, nên hai người này từ chối việc tấn công ông ta. Nhưng đến năm 1208, người anh em nổi loạn của Vladimir Igorevich là Roman Igorevich đã sớm đến Hungary, tìm kiếm sự giúp đỡ của Andrew II, Roman Igorevich trở lại Halych và trục xuất Vladimir Igorevich với sự giúp đỡ của quân đội phụ trợ Hungary. Chỉ ít lâu sau, lợi dụng một cuộc xung đột giữa Roman Igorevich và các quý tộc, Andrew II đã gửi quân tới Halych, quân Hungary bắt Roman Igorevich vào năm 1209, thay vì bổ nhiệm một công tước mới, Andrew II tự xưng làm công tước Halych, ông không trực tiếp cai trị ở đây mà phái thống đốc Benedict thay mặt mình.
- Danylo Romanovych (tại vị:1205–1206, phục vị lần một:1211–1212, phục vị lần hai:1229–1231, phục vị lần ba:1233–1236, phục vị lần bốn:1237–1241, phục vị lần năm:1242–1264)

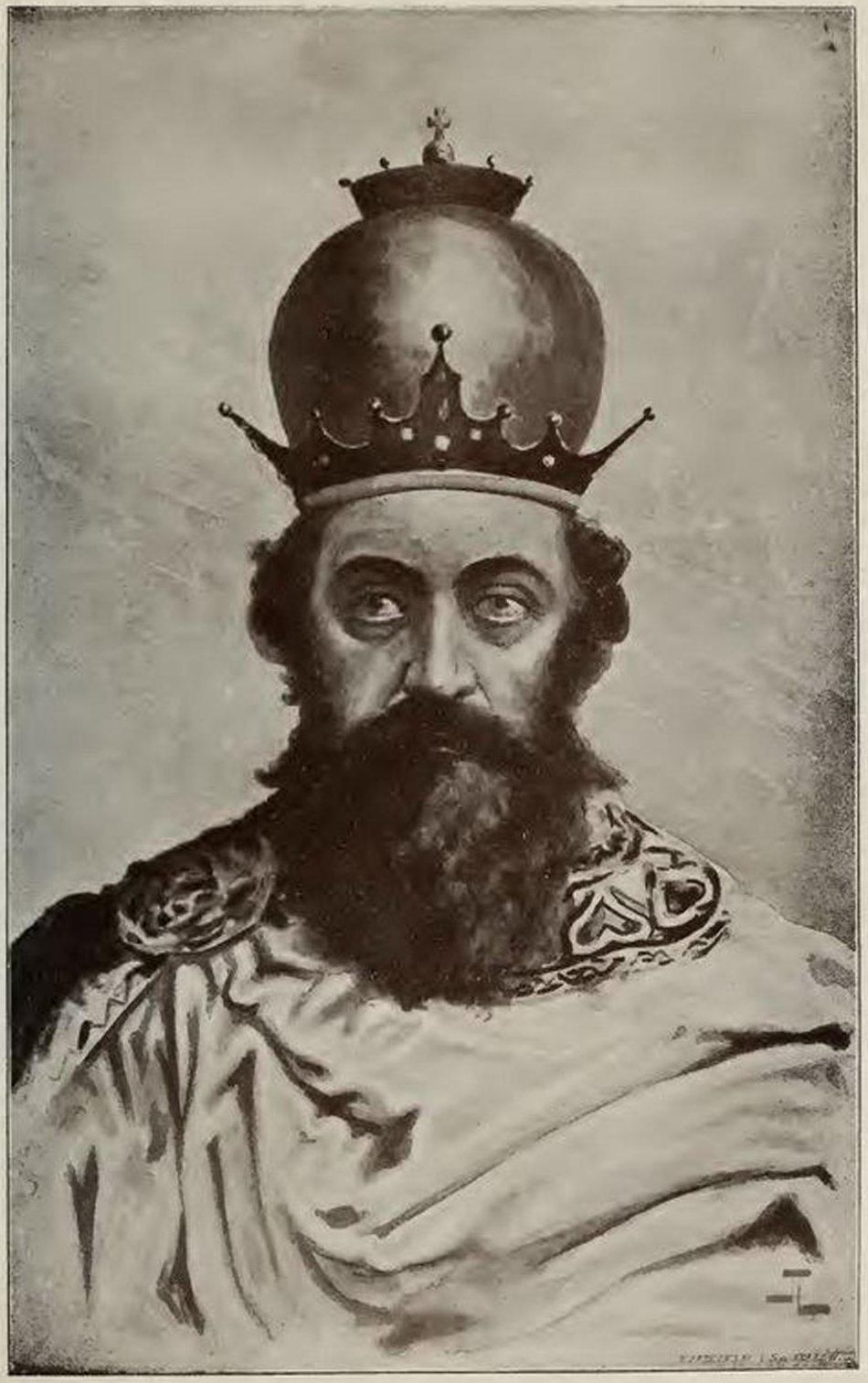
Danylo Romanovych

Năm 1206, Danylo Romanovych mất ngôi khi mới lên 5 tuổi bởi những kẻ tẩy chay, ông phải lưu vong cùng mẹ là Anna-Euphrosyne sang Ba Lan cho đến năm 1211. Trong thời gian này, tại Halych xảy ra nhiều cuộc thay bậc đổi ngôi, đó là hai lần tại vị của Vladimir III. Igorjewitsch (Chernigov) (1206-1208, 1210-1211) và Roman II Igorevich (1208-1209, 1210) xen giữa có Rostislav II trong năm 1209 và András II của Hungary (1209-1210). Năm 1211, một nhóm các boyar đã bị báo động bởi các hành vi chuyên quyền của Vladimir Igorevich, đã yêu cầu Andrew II khôi phục Daniel Romanovich làm người cai trị Halych, Andrew II và các đồng minh của ông là Les Leskk I của Ba Lan và ít nhất năm người các hoàng tử của Rus đã gửi quân đội của họ đến Halych, đánh bại Vladimir Igorevich để khôi phục Daniel Romanovich. Nhưng chưa bao lâu, quần chúng lại nổi loạn trục xuất mẹ của Daniel Romanovich vào năm 1212, Volodislav Kormilchich được đưa lên ngôi. Anna-Euphrosyne thuyết phục Andrew II đích thân dẫn quân đội của mình đến Halych, Andrew II bắt được Volodislav Kormilchich năm 1214, đưa ông ta đến Hungary. Sau khi Andrew II rút khỏi Halych, các quý tộc Halych đem dâng ngai vàng cho Coloman I của Galicia (con trai của Andrew II), người này trục xuất Daniel Romanovich và mẹ của ông khỏi chức vụ. Andrew II đã bổ nhiệm một quý tộc Hungary, Benedict the Bald, để điều hành nó thay mặt Coloman, vì người này là trẻ vị thành niên, Coloman lên ngôi vua đầu tiên của Halych với sự ủy quyền của giáo hoàng vào đầu năm 1216. Năm 1221, Danylo Romanovych (lúc đó đang làm công tước xứ Volodymyr-Volynskyi) từng gửi quân đến Halych giúp Mstislav Mstislavich. Năm 1229, những người theo ông ở Galich đã mời Danylo Romanovych lên ngôi, ông chiếm thành phố trong một cuộc bao vây và, mặc dù đốt cháy các thành phố thông qua cây cầu bắc qua Dniester, đã chiếm được Halych, đánh đuổi Andre Ugorski. Danilo Romanovich đã thả tù nhân bị bắt giữ của hoàng tử Andrew, nhưng sau đó, với sự hỗ trợ của Sudislav và cha vua Hungary, Andre Ugorski đã thực hiện một nỗ lực khác để bắt Galich vào năm 1231. Năm 1232, Danylo Romanovych liên minh với Đại công tước Nga Kiev Volodymyr Rurikovich và Polovtsy đã chiến đấu không thành công chống lại người Hungary, nhưng chẳng bao lâu, trong cuộc bao vây Halych của người Volynian năm 1233, công tước Andre Ugorski đã chết và Danylo Romanovych tái chiếm được ngai vàng Galicia. Năm 1236, Mikhail Chernihiv đã lấy Halych, ông ta để lại cho con trai của mình Rostislau III cai quản ở đây. Năm 1237, Danylo Romanovich trở lại ngai vàng Galicia, để danh hiệu công tước Volyn, thêm danh hiệu công tước Galitsky. Năm 1241, Rostislau III tái chiếm Halych, tuy nhiên sang năm 1242, Danylo Romanovich đã kịp thời trở về, ông cai trị lần này cho đến cuối đời.
- Anna-Euphrosyne (tại vị:1205–1206, phục vị:1211–1212)

Năm 1206, Anna-Euphrosyne mất quyền nhiếp chính, bà cùng con trai Danylo Romanovych phải lưu vong sang Ba Lan. Năm 1211, khi liên quân Ba Lan-Hungary đưa quân sang Halych, hai mẹ con mới được phục vị. Tuy nhiên, cũng chỉ một năm sau, Mstislav Mstislavich quật khởi, Anna-Euphrosyne và con trai lại chịu cảnh nước mất nhà tan.
- Vladimir Igorevich (tại vị:1206–1208, phục vị:1210–1211)

Năm 1208, Vladimir Igorevich không thể kiểm soát được tình hình Halych bởi sự tạo phản của người anh em Roman II Igorevich được sự hậu thuẫn của quân đội Hungary. Năm 1209, lợi dụng sự mâu thuẫn giữa Roman II Igorevich và các quý tộc, Andrew II lại gửi quân tới Halych, quân Hungary bắt Roman II Igorevich vào năm 1209, thay vì bổ nhiệm một công tước mới, Andrew II tự xưng làm công tước Halych. Năm 1210, Vladimir Igorevich và Roman II Igorevich làm hòa, họ cùng nhau mở cuộc phản kích đánh đuổi người Hungary ra khỏi đất nước của mình, hai người thực hiện chế độ cộng trị.
- Roman II Igorevich (tại vị:1208–1209, phục vị:1210–1211)

Năm 1209, Roman II Igorevich bị người Hungary bắt làm tù binh, vua Hungary là Andrew II tự xưng làm công tước Halych, cử thống đốc Benedict sang cai trị. Ít lâu sau, Roman II Igorevich đã hòa giải với anh trai của mình, Vladimir Igorevich, vào năm 1210, lực lượng thống nhất của họ đã đánh bại quân đội của Benedict, trục xuất người Hungary khỏi Halych, hai người thực hiện chế độ cộng trị. Để khẳng định uy quyền của mình, Roman II Igorevich và Vladimir Igorevich đã xử lý một số phần tử Galicia không hài lòng với họ, do đó họ cuối cùng đã mất sự hỗ trợ trong công quốc. Năm 1211, quân đội Ba Lan-Hungary liên minh đã đuổi Vladimir Igorevich đưa mẹ con Anna-Euphrosyne và Danylo Romanovych phục vị, Roman II Igorevich đã bị treo cổ theo yêu cầu của Galicia.

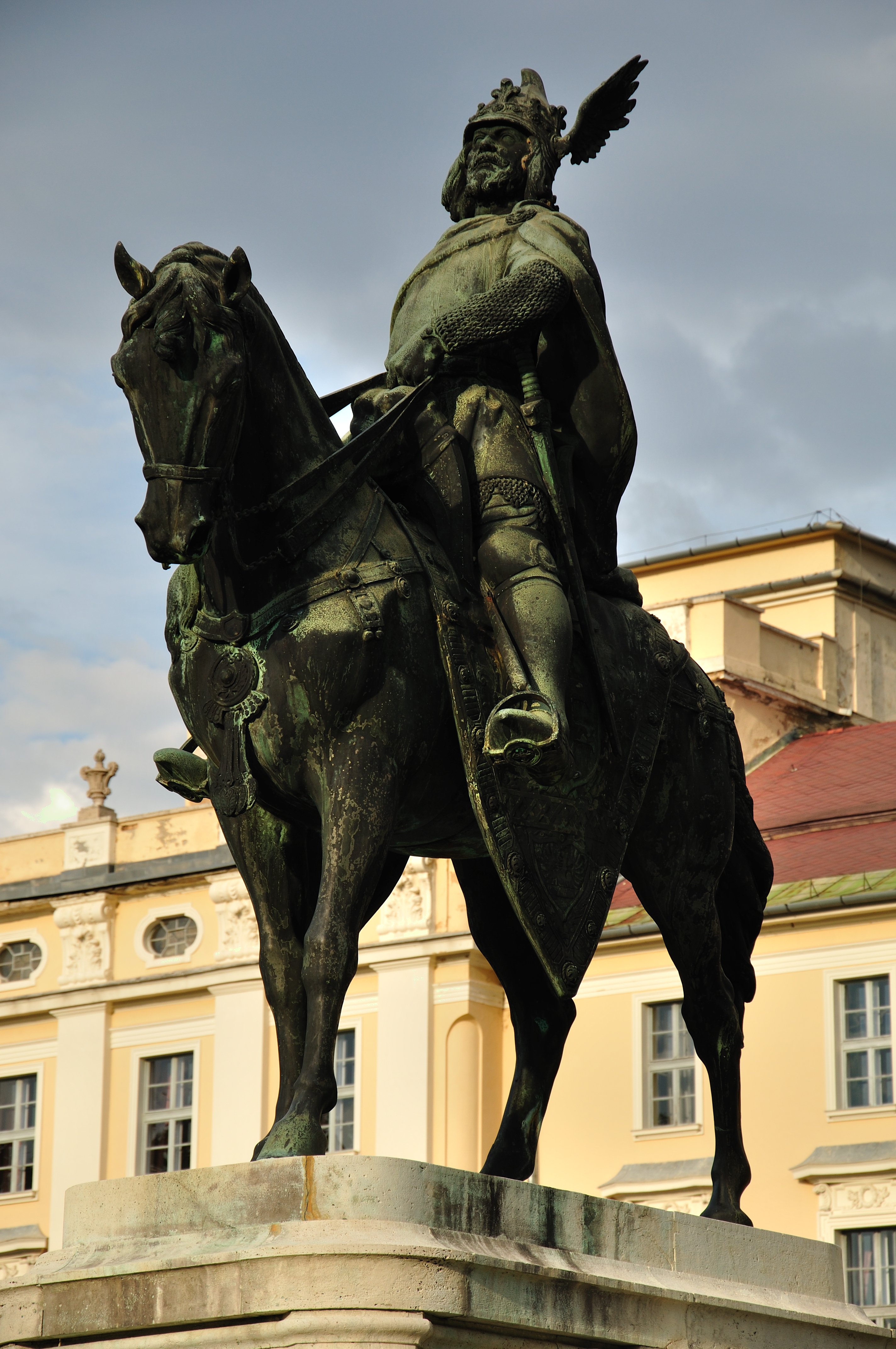
Coloman I

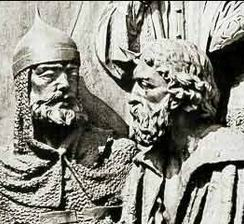
Mstislav Mstislavich (trái) và Danylo Romanovych (phải)

- Coloman I (tại vị:1214–1219, phục vị:1219–1221)

Năm 1219, sau khi quân đội Hungary chiếm đóng các vùng lãnh thổ phía tây Galicia, Leszek liên minh với Mstislav Mstislavich, công tước xứ Novgorod. Mstislav Mstislavich đã xâm chiếm Halych, buộc Coloman và những người ủng hộ ông phải chạy trốn sang Hungary, Mstislav Mstislavich đã cho con gái Anna, kết hôn với Daniel Romanovich, người đã sớm chiếm giữ vùng đất giữa hai con sông Wieprz và Bug từ Leszek. Bị xúc phạm bởi cuộc tấn công của Daniel Romanovich, Leszek đã liên minh với Andrew II, các lực lượng thống nhất của họ đã đánh bại quân đội của Mstislav Mstislavich trong ba trận chiến vào tháng 10 năm 1219. Mstislav Mstislavich và Daniel Romanovich buộc phải từ bỏ Halych, Coloman trở lại công quốc cai trị lần thứ hai.
- Mstislav Mstislavich (tại vị:1219, phục vị:1221–1226)

Năm 1219, Mstislav Mstislavich thất bại phải bỏ chạy khỏi Halych, tuy vậy ông vẫn tìm cách phục vị. Năm 1220, Mstislav Mstislavich đã mượn quân đội của người Cumans, một lần nữa xâm chiếm Halych, nhưng không thể chiếm được thủ đô. Lợi dụng sự vắng mặt của phần lớn quân đội Hungary, Mstislav Mstislavich và lính đánh thuê người Cumans đã bao vây Halych vào tháng 8 năm 1221, các thuộc hạ của Coloman đã cố gắng chống cự trong nhà thờ kiên cố, nhưng việc thiếu nước buộc họ phải đầu hàng, Coloman bị bắt giữ, chịu sự giam cầm trong pháo đài Torchesk. Các cuộc tấn công nội bộ ở Hungary đã ngăn cha của Coloman khởi động một cuộc thám hiểm quân sự chống lại Mstislav Mstislavich, Andrew II tham gia đàm phán với Mstislav Mstislavich và họ đã đạt được thỏa hiệp vào đầu năm 1222. Theo thỏa thuận, Coloman sẽ từ bỏ tước hiệu ở Halych, còn Mstislav Mstislavich đồng ý Maria, con gái của mình, kết hôn với Andrew III (em trai của Coloman), người mà danh hiệu hoàng gia của Coloman sẽ được chuyển giao.
- Andre Ugorski (tại vị:1226–1229, phục vị:1231–1233)

Năm 1229, Andre Ugorski mất ngôi bởi cựu công tước Daniil Romanovich trở lại. Năm 1231, ông có tiếp nhận được Halych lần thứ nhì, nhưng chỉ hai năm sau ông tử trận và công quốc lại thuộc về tay Daniil Romanovich.
- Rostislau III (tại vị:1236–1237, phục vị:1241–1242)

Năm 1237, Rostislau III mở cuộc hành quân chống lại người Litva, bởi họ đã cướp bóc vùng đất của Công tước Conrad xứ Mazovia, một đồng minh của chiến dịch chống lại người bác rể Daniil Romanovich. Ông mang theo tất cả các boyar và hiệp sĩ của vương quốc, chỉ để lại một đơn vị đồn trú ít ỏi để bảo vệ Galicia, người dân thành phố sợ hãi, gọi Daniil Romanovich trở lại và tôn ông ta làm quân chủ. Khi Rostislau III biết tin, ông đã trốn đến nương nhờ Béla IV của Hungary, tại đây Mikhail Vsevolodovich (cha của Rostislau III, đang ở Hungary lánh nạn Mông Cổ) đã cố gắng sắp xếp một cuộc hôn nhân giữa Rostislau III với con gái của nhà vua, do không thấy có lợi gì trong việc liên minh với các công tước mất ngôi nên Béla IV trục xuất họ khỏi Hungary. Rostislaus III và cha của ông đã đến Mazovia để tìm kiếm sự hòa giải với Daniil Romanovich, người vẫn kiểm soát quyền thống trị và giữ vợ, em gái và mẹ của Mikhail Vsevolodovich. Mikhail Vsevolodovich đã gửi sứ giả cho anh rể của mình thừa nhận rằng hai cha con đã phạm tội chống lại ông ta trong nhiều lần, thề sẽ không bao giờ đối kháng với Daniil Romanovich một lần nữa và từ bỏ mọi nỗ lực để giành lại Galicia. Daniil Romanovich mời hai cha con đến Volynia, trả lại gia quyến, từ bỏ Quease và đưa Luceoria cho Rostislau III, coi như phần thưởng cho sự mất mát của Galicia. Năm 1241, Rostislau III phối hợp với các hoàng tử của Bolocovenos đưa quân bao vây Bakota, cuộc bao vây thất bại, ông rút lui về Czernicóvia, nhưng sau đó đã chuyển hướng cuộc tấn công của mình chống lại các thành phố quan trọng hơn nhiều của Galicia và Premislia.

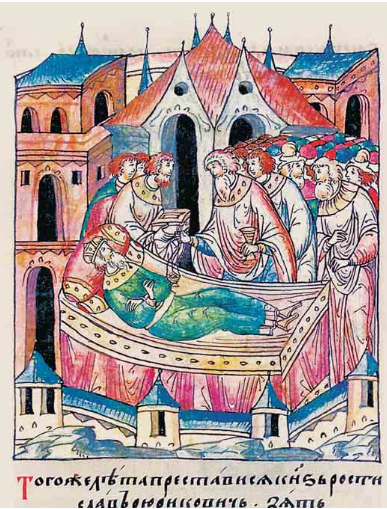
cái chết của Rostislav Riourikovitch

Ông đã nhận được sự ủng hộ mạnh mẽ từ các boyar địa phương và hai giám mục có uy tín nhất, kết quả đã thuyết phục được người dân thị trấn đầu hàng mà không cần chiến đấu. Tuy nhiên, Daniil Romanovich đã trả đũa và tấn công Galicia, không thể chống lại cuộc tấn công, một lần nữa, Rostislau III phải chạy trốn cùng các đồng minh và lánh nạn ở Shchekotov vào năm 1242.

## Công quốcTorchesk
- Rostislav Riourikovitch (tại vị:1190–1194, phục vị:1195–1198)

Năm 1194, Rostislav Riourikovitch bị gián đoạn thời gian ngự trị tại công quốc Torchesk, tuy vậy ngay năm sau ông đã giành lại địa vị của mình và trị vì đến năm 1198, ông cầm quyền cùng lúc ở Belgorod trong quãng thời gian 1195–1197. Sau khi rời khỏi công quốc Torchesk, Rostislav Riourikovitch lần lượt làm chủ các công quốc khác như: Vyshgorod từ 1198–1210, Galicia-Volyn vào năm 1210 và Ovruch từ năm 1210–1218 cho đến lúc qua đời.

## Công quốcZvenigorod
- Roman II Igorevich (tại vị:1206–1208, phục vị:1210–1211)

Năm 1208, Roman II Igorevich chuyển từ Zvenigorod sang Halych thay thế người anh trai Vladimir Igorevich, ông làm được điều này đều nhờ sức mạnh của quân đội Hungary, lúc đó Zvenigorod không có người cai trị mà được quản lý trực tiếp trở thành một phần của công quốc Halych. Chỉ ít lâu sau, người Hungary và Roman II Igorevich nảy sinh mâu thuẫn nên đã đưa quân đến bắt ông, Andrew II tự xưng làm công tước Halych. Năm 1210, Roman II Igorevich trốn thoát khỏi Hungary, ông giảng hòa với Vladimir Igorevich, họ thực hiện chế độ cộng trị, tuy nhiên Roman II Igorevich không ở Halych mà quay trở lại làm công tước Zvenigorod, một năm sau ông bị treo cổ khi liên quân Ba Lan-Hungary kéo sang.

## Công quốcCzernicóvia
- Mikhail Vsevolodovich (tại vị:1223–1226, phục vị:1226–1234, tái phục vị:1239, hựu tái phục vị:1241–1245)

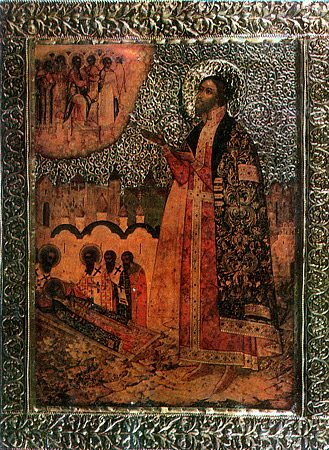
Mikhail Vsevolodovich

Năm 1226, Olegue III lên làm công tước, chấm dứt thời kỳ cai trị đầu tiên của Mikhail Vsevolodovich, nhưng Mikhail Vsevolodovich đã rất nhanh chóng giành lại ngôi báu. Năm 1234, đến lượt Mistislau III làm gián đoạn ngai vàng của Mikhail Vsevolodovich, lần này phải đến năm 1239 Mikhail Vsevolodovich mới khôi phục được quyền lực. Tuy nhiên, Rostislau III đã không để Mikhail Vsevolodovich được toại nguyện khi tiến hành bạo loạn chỉ mấy tháng sau, trong chớp nhoáng đã cướp mất cơ đồ của Mikhail Vsevolodovich. Năm 1241, Mikhail Vsevolodovich mới lật ngược thế cờ để làm chủ Czernicóvia lần thứ tư, nhưng cho đến lúc đó, quyền lực của ông không an toàn, ông cần phải tỏ lòng kính trọng với người Mông Cổ để lấy lại địa vị không thể tranh cãi. Mikhail Vsevolodovich cũng là nhân vật nổi bật ở đại công quốc Nga Kiev trong ba lần lên ngôi tại xứ sở này: (1238-1239, 1239-1240, 1241-1243), cả ba lần đều đan xen với thời kỳ hỗn tạp tại Czernicóvia trong cùng thời điểm.

## Công quốcTurov
- Vyacheslav I (tại vị:1125–1132, phục vị:1134–1142, tái phục vị:1142–1146)

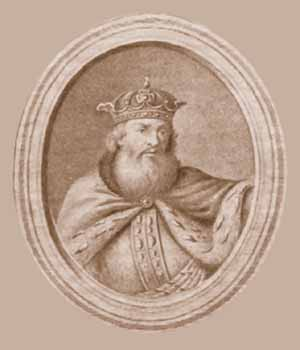
Sviatoslav III

Năm 1132, Vyacheslav I đánh mất ngôi vị bởi Vsevolod Mstislavich (người đang cai trị công quốc Pereslavl thời điểm đó, được người chú là Yaropolk II Vladimirovich ủng lập), nhưng chỉ sau đó ít lâu, Iziaslav II Mstislavich đã trục xuất Vsevolod Mstislavich khỏi cả hai công quốc mà độc chiếm ngôi vị. Năm 1134, Iziaslav II Mstislavich nhường lại ngai vàng của hai công quốc này cho Vyacheslav I tiếp quản, tuy có gián đoạn lần nữa vào năm 1142 bởi Sviatoslav III tiếm vị nhưng ngay sau đó Vyacheslav I kịp thời đã giành lại quyền kiểm soát công quốc Turov.
- Sviatoslav III (tại vị:1142, phục vị:1154–1155)

Năm 1142, Sviatoslav III (công tước xứ Novgorod) lật đổ Vyacheslav I, cướp được chính quyền về tay mình, nhưng ông không giữ nổi vì chỉ mấy tháng Vyacheslav I đã nhanh chóng phục bích. Sviatoslav III dời sang công quốc Volyn cầm quyền ở đây, đến năm 1154 nhân tình hình chính trị ở Turov hỗn loạn ông xâm nhập trở lại, tuy nhiên ông cũng chỉ trụ được khoảng hơn một năm thì lại bị bật bãi bởi Boris Yurevich. Kế tiếp, Vyacheslav I còn làm công tước ở Novgorod-Seversky (1157–1164), Chernihiv (1164–1180) và ba lần ở Đại công quốc Nga Kiev (1174, 1176–1181, 1181–1194).
- Ivan Yuryevich Turovsky (tại vị:1167–1170, phục vị:1195–1207)

Năm 1170, Ivan Yuryevich Turovsky đã giúp Hoàng tử Mstislav Izyaslavich chiếm ngôi vua Kiev, do đó ông bị lật đổ theo lệnh của Đại công tước Vladimir Andrei Yuryevich Bogolyubsky, Svyatopol Yurievich được đưa lên thay thế. Năm 1190, Svyatopol Yurievich qua đời, em trai là Gleb Yurievich (công tước xứ Dubrovitsky) kế nhiệm chức vụ này cho đến năm 1195 thì mất, Ivan Yuryevich Turovsky nhờ đó quay lại ngai vàng.

## Công quốcLodomeria
- Roman đại đế (tại vị:1170–1189, phục vị:1189–1205)

Năm 1189, Vsévolod II Mstislávich thay Roman đại đế cai quản công quốc Lodomeria, nhưng không lâu sau đó Roman đại đế đã quay trở lại vì ông bị quân đội Hungary đánh bật khỏi Halych.

## Công quốcPereiaslav-Khmelnytskyi
- Rostislav I Vsevolodich (tại vị:1076, phục vị:1078–1093)
- Iziaslav II of Kiev (tại vị:1132, phục vị:1142–1146)
- Prince of Pereyaslavl (tại vị:1132–1134, phục vị:1142)
- Mstislav II of Kiev (tại vị:1146–1149, phục vị:1151–1155)

## Công quốcVolodymyr-Volynskyi
- Ijaslav Mtyslavich (tại vị:1135–1141, phục vị:1149–1151)
- Sviatopol Mstislavich (tại vị:1149, phục vị:1151–1154)
- Roman I de Galicie (tại vị:1173–1188, phục vị:1188–1205)
- Daniel Romanovich (tại vị:1205–1206, phục vị:1207–1208, tái phục vị:1212–1231)
- Vasilik Romanovich (tại vị:1211, phục vị:1231–1269)

## Công quốcTmutarakan
- Gleb Svyatoslavich (tại vị:1064, phục vị:1066–1068)

## Công quốcIzyaslavlski
- David Vseslavich (tại vị:1101–1103, phục vị:1116–1128, tái phục vị:1128–1129)

## Công quốcChernihiv
- Vsevolod I (tại vị:1073–1076, phục vị:1077–1078)
- Vladimir I Monomakh (tại vị:1076–1077, phục vị:1078–1094)
- Oleg I (tại vị:1078, phục vị:1094–1097)
- Ijaslav III Davydovich (tại vị:1152–1154, phục vị:1155–1157)
- Sviatoslav II (tại vị:1154–1155, phục vị:1157–1164)
- Vsevolod IV (tại vị:1204–1210, phục vị:1214)
- Saint Mikhail I Vsevolodovich (tại vị:1224–1236, phục vị:1243–1246)
- Roman II Mikhailovich (tại vị:1370, phục vị:1393–1401)

## Công quốcMurom
- Rostislav Iaroslavich (tại vị:1145–1147, phục vị:1149–1155)
- Vladimir Sviatoslavich (tại vị:1147–1149, phục vị:1155–1161)

## Công quốcMinsk
- Rostislav Glebovich (tại vị:1146–1151, phục vị:1159–1165)
- Volodar de Minsk (tại vị:1151–1159, phục vị:1165–1167)

## Công quốcSmolensk
- Roman Rostislavic (tại vị:1160–1172, phục vị:1177–1180)
- Yury Svyatoslavich (tại vị:1386–1392, phục vị:1401–1405)

## Công quốcSmolenskvàĐại công quốc Nga Kiev
- Mstislav Romanovic (tại vị:1197–1213, phục vị:1214–1223)

## Công quốcPutyvl
- Vladimir Igorevich (tại vị:1185–1198, phục vị:1207–1208)

## Công quốc Vladimir
- Mikhail I (tại vị:1174, phục vị:1175–1176)
- Yuri II (tại vị:1212–1216, phục vị:1218–1239)
- Sviatoslav III (tại vị:1246–1248, phục vị:1248–1249)
- Dmitry of Pereslavl (tại vị:1277–1281, phục vị:1283–1293)
- Andrey III (tại vị:1281–1283, phục vị:1283–1304)
- Dmitry Ivanovich Donskoy (tại vị:1363–1370, phục vị:1371–1375, tái phục vị:1375–1389)

## Hoàng thượng chúa Novgorod Đại đế
- Vladimir Đại đế (tại vị:969–977, phục vị:979–988)
- Gleb Sviatoslavich (tại vị:1055–1067, phục vị:1069–1073, tái phục vị:1077–1078)
- Mstislav I (tại vị:1088–1093, phục vị:1095–1117)
- Vsevolod Mstislavich (tại vị:1117–1132, phục vị:1132–1136)
- Sviatopolk Mstislavich (tại vị:1132, phục vị:1138)
- Sviatoslav II (tại vị:1136–1138, phục vị:1140–1141)
- Rostislav I (tại vị:1138–1140, phục vị:1141–1142)
- Sviatopolk II (tại vị:1138, phục vị:1142–1148)
- Sviatoslav IV (tại vị:1158–1160, phục vị:1161–1168)
- Mstislav IV (tại vị:1160–1161, phục vị:1175–1176, tái phục vị:1177–1178)
- Yaroslav IV (tại vị:1182–1184, phục vị:1187–1196, tái phục vị:1197–1199)
- Sviatoslav III (tại vị:1200–1205, phục vị:1207–1210)
- Mstislav VII (tại vị:1210–1215, phục vị:1216–1217)
- Yaroslav V (tại vị:1215, phục vị:1221–1123, tái phục vị:1126–1128, hựu tái phục vị:1230–1236)
- Vsevolod III (tại vị:1221, phục vị:1223–1224)
- Michael I (tại vị:1224–1226, phục vị:1229)
- Alexander I (tại vị:1228–1229, phục vị:1236–1240, tái phục vị:1241–1252, hựu tái phục vị:1258–1259)
- Vasily I (tại vị:1252–1255, phục vị:1256–1258)
- Yaroslav III (tại vị:1255–1256, phục vị:1266–1267)
- Dmitry I(tại vị:1259–1263, phục vị:1272–1273, tái phục vị:1276–1281, hựu tái phục vị:1285–1292)
- Vasily II (tại vị:1264–1266, phục vị:1267–1272, tái phục vị:1273–1276)
- Andrey II (tại vị:1281–1285, phục vị:1292–1304)
- Michael II (tại vị:1304–1314, phục vị:1315–1316)
- Afanasii (tại vị:1314–1315, phục vị:1316–1322)

## Công quốcVitebsk
- Vseslav Vasilkovich (tại vị:1132–1162, phục vị:1175–1178, tái phục vị:1180–1186)

Năm 1162, Vseslav Vasilkovich dời khỏi Vitebsk, ông lên nắm quyền ở công quốc Polotsk trong cuộc đấu tranh giữa Rogvolod Borisovich và Rostislav Glebovich, Roman Vyacheslav tiếp quản công việc. Năm 1165, David Rostislavich (công tước xứ Smolensk) kế tục Roman Vyacheslav cai trị Vitebsk, đến năm 1168 thì đến lượt Briachislav Vasilkovich lần thứ nhất ngôi trên ngai vàng. Năm 1175, Vseslav Vasilkovich quay lại Vitebsk trị vì cho đến năm 1178, sau đó ông lại đến Polotsk. Năm 1180, ông về Vitebsk cầm quyền lần thứ ba, đóng vai trò đồng cai trị cùng với Briachislav Vasilkovich một năm, sau đó từ năm 1181 một mình cai quản công quốc này cho đến khi qua đời.
- Briachislav Vasilkovich (tại vị:1168–1175, phục vị:1178–1181)

Năm 1175, khi Vseslav Vasilkovich quay về Vitebsk, Briachislav Vasilkovich đã chủ động từ nhiệm. Nhưng đến năm 1178, Vseslav Vasilkovich lại chuyển qua Polotsk, ông lên ngôi lần thứ hai.

## Công quốcDrutsk
- Rogvolod-Vasily Borisovich (tại vị:1127–1129, phục vị:1140–1144, tái phục vị:1158–1159, hựu tái phục vị:1162–1171)

Năm 1129, Đại công tước Nga Kiev Mstislav Vladimirovich Đại đế thực hiện một chiến dịch chống lại Polovtsy và ra lệnh cho các nước chư hầu tham gia, nhưng Rogvolod-Vasily Borisovich đã từ chối bằng những lời chế giễu. Hơn nữa, khi Mstislav Vladimirovich Đại đế đang chiến đấu với Polovtsy, Rogvolod-Vasily Borisovich đã đưa quân đánh nhau với Davyd Vseslavich (công tước xứ Polotsk) và tấn công tài sản của những người thân của Mstislav Vladimirovich Đại đế. Sau khi trở về từ chiến dịch, Mstislav Vladimirovich Đại đế gửi quân qua Drutsk, kết quả Rogvolod-Vasily Borisovich bị bắt sống, và đưa đến Kiev. Năm 1130, theo phán quyết của tòa án, Rogvolod-Vasily Borisovich cùng với gia đình bị tước quyền thừa kế, bị gửi đến Byzantium lưu đày. Năm 1140, dưới sự cho phép của tân Đại công tước Nga Kiev Yaropolk Vladimirovich, Rogvolod-Vasily Borisovich được phóng thích hồi hương, một lần nữa nhận quyền cai quản công quốc Drutsk. Năm 1143, Rogvolod-Vasily Borisovich kết hôn với con gái của một trong những người con trai của Mstislav Vladimirovich Đại đế, Izyaslav Mstislavich, nhờ cuộc hôn nhân này mà vào năm 1144, sau cái chết của Vasilko Svyatoslavich, ông đã có thể chuyển qua ngồi ở vị trí công tước xứ Polotsk. Năm 1151, Rogvolod-Vasily Borisovich mất ngôi do cuộc bạo động của dân chúng Polotsk, ông bị công tước xứ Minsk là Rostislav Glebovich bắt giữ, ít lâu sau ông ra tù rồi trú ẩn ở Chernigov. Năm 1158, Rogvolod-Vasily Borisovich được dân chúng chào đón trở về Drutsk, nhưng chỉ một năm sau ông lại chuyển sang Polotsk làm công tước lần thứ hai sau sự ra đi của Rostislav Glebovichi, Gleb Rogvolodovich lên thay ông. Năm 1162, Rogvolod-Vasily Borisovich hưng binh bao vây Gorodets, nhưng đối thủ chính của ông, Volodar Glebovich trong đêm, với sự giúp đỡ của người Litva, đã thực hiện một cuộc tấn công từ thành phố và đánh bại quân đội của Rogvolod-Vasily Borisovich. Ông bỏ trốn đến Slutsk và từ đó chạy về Drutsk lên ngôi lần thứ tư ở đây, quyết định không trở lại Polotsk nữa, dân chúng Polotsk tôn lập Vseslav Vasilkovich thay thế địa vị của ông.
- Gleb Rogvolodovich (tại vị:1144–1151, phục vị:1159–1162, tái phục vị:1171–1180)

Năm 1151, Gleb Rostislavich lên làm công tước xứ Drutsk thay cho Gleb Rogvolodovich. Năm 1158, Rogvolod-Vasily Borisovich về nước làm công tước lần thứ ba, nhưng chỉ năm sau thì chuyển đến Polotsk, và Gleb Rogvolodovich lên ngôi lần thứ hai. Năm 1162, Gleb Rogvolodovich từ nhiệm khi cựu công tước Rogvolod-Vasily Borisovich trở lại phục tịch. Năm 1171, Rogvolod-Vasily Borisovich mất, Gleb Rogvolodovich lại lên ngôi lần thứ ba.

## Công quốcPolotsk
- Vseslav II Briacheslavich (tại vị:1044–1067, phục vị:1070–1101)

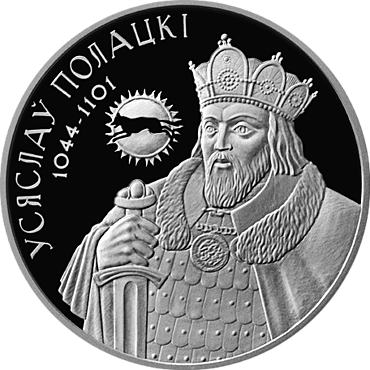
Vseslav II Briacheslavich

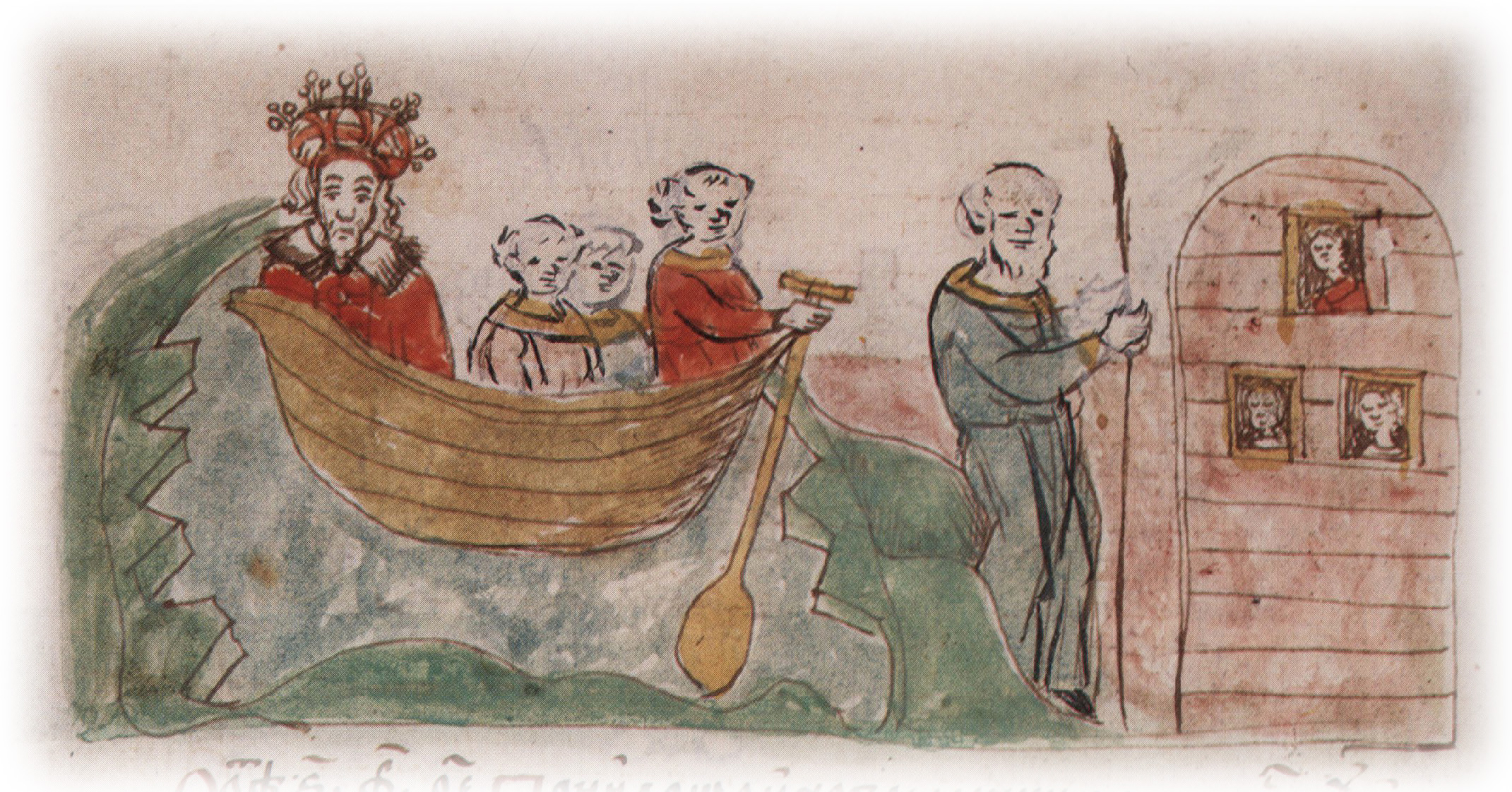
Davyd Vseslavich (trái)

Năm 1067, lực lượng quân đội của đế quốc Ba Tư đã hành quân về phía bắc, họ tổ chức cướp phá Minsk (lúc đó dưới sự kiểm soát của Polotsk) và đánh bại Vseslav II Briacheslavich trong trận chiến trên sông Nemiga vào ngày 3 tháng 3. Vseslav II Briacheslavich bỏ chạy, nhưng sau đó bị bắt một cách tàn nhẫn trong cuộc đàm phán hòa bình vào tháng 6 cùng năm, ông bị đại công tước Iziaslav I cầm tù ở Kiev. Trong cuộc nổi dậy ở Kiev năm 1068, do thất bại dưới tay Kipchaks trên sông Alta và Iziaslav I không sẵn lòng chiến đấu với veche để các thành viên của nó có thể diễu hành và đối mặt với những người du mục lần thứ hai, đám đông đã giải thoát Vseslav II Briacheslavich khỏi nhà tù và tuyên bố ông là Đại công tước của Kiev, buộc Iziaslav I phải chạy trốn sang Ba Lan. Trở về với một đội quân bảy tháng sau đó, Iziaslav I giành lại ngai vàng của mình và Vseslav II Briacheslavich trốn trở lại Polotsk năm 1070. Sau nhiều năm đấu tranh phức tạp với Iziaslav I của Kiev, cuối cùng ông đã bảo đảm được quyền lực ở Polotsk vào năm 1071 và trị vì cho đến cuối đời.
- Davyd Vseslavich (tại vị:1101–1127, phục vị:1128–1129)

Năm 1127, Davyd Vseslavich mất ngôi bởi Boris I Vseslavich đánh úp và chiếm đoạt. Năm 1128, Đại công tước Nga Kiev Mstislav I Vladimirovich đã tham chiến với Polotsk, nhờ đó phục hồi địa vị của Davyd Vseslavich, nhưng ông mất ngay vào đầu năm sau.
- Rogvolod-Vasily Borisovich (tại vị:1144–1151, phục vị:1159–1162)

Năm 1151, cư dân Polotsk nổi dậy chống lại Rogvolod-Vasily Borisovich, bắt ông và trao lại cho công tước Minsk Rostislav Glebovich. Rostislav Glebovich giam cầm Rogvolod-Vasily Borisovich trong tù, bản thân ông ta ngồi vào vị trí công tước Polotsk, và trong gia đình của Rogvolod (Drutsk) đã trồng con trai Gleb Rostislavich. Sau đó, theo yêu cầu của Đại công tước Yuri Vladimirovich Dolgoruky, Rogvolod-Vasily Borisovich đã được ra tù và tìm nơi trú ẩn ở Chernigov cùng với Svyatoslav Olgovich, một đồng minh của Yuri Vladimirovich Dolgoruky. Năm 1158, cư dân của Drutsk mời ông trị vì, Rogvolod-Vasily Borisovich với sự giúp đỡ của quân đội mà Svyatoslav Olgovich đã trao cho ông, đã lái Gleb Rostislavich từ Drutsk, trả lại đất đai cho ông. Việc trục xuất Gleb Rostislavich khỏi Drutsk đã gây ra cuộc chiến Minsk, Rostislav Glebovich với Rogvolod-Vasily Borisovich, Rostislav Glebovichi bao vây Drutsk, nhưng kết quả đã không thành công. Cuối cùng, họ đã làm hòa, theo đó Rostislav Glebovichi đã từ chối ủng hộ từ Polotsk, và năm 1159 khi Rostislav Glebovichi rời khỏi Polotsk cũng chính là lúc Rogvolod-Vasily Borisovich trở về với cương vị cũ.
- Vseslav Vasilkovich (tại vị:1162–1167, phục vị:1167–1175, tái phục vị:1178–1180)

Năm 1167, Volodari Grepovic của công quốc Minsk bất thình lình tấn công công quốc Polotsk, ông ta giành chiến thắng tuyệt vời một cách chớp nhoáng. Vseslav Vasilkovich chạy trốn đến Vitebsk, và Volodar Grepovic dẫn quân đuổi theo ông, nhưng khi biết rằng công tước xứ Smolensk Roman Rostislavich đã gửi lực lượng vữ trang đến giúp đỡ Vseslav Vasilkovich phục bích, Volodar Grepovic đành trở về vùng đất của ông ta. Năm 1175, Vseslav Vasilkovich chuyển sang công quốc Vitebsk đăng cơ lần thứ hai, đến năm 1178 ông lại trở về Polotsk trị vì lần thứ ba.
- Andrei (tại vị:1342–1377, phục vị:1381–1387, tái phục vị:1394–1399)

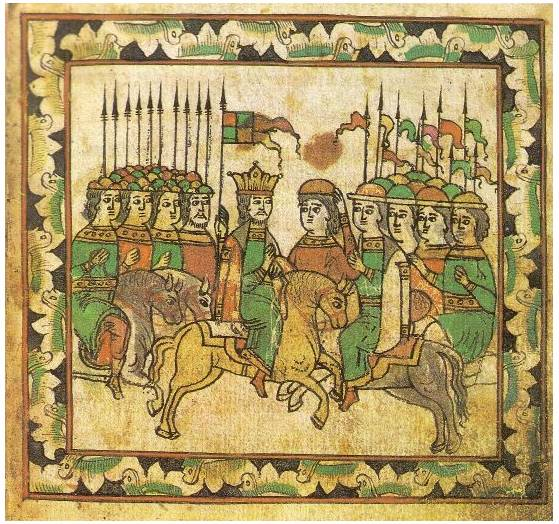
liên minh hai anh em: Andrei công tước xứ Polotsk và Dmitryyuz của Bryansk phối hợp giải cứu quân đội Moscow trong Trận chiến Krykovo

Năm 1342, Andrei trở thành công tước Polotsk và giúp bảo vệ Litva chống lại các cuộc tấn công của thế lực Livonia, Polotsk rất quan trọng đối với lợi ích của Litva vì nó nằm giữa Litva và dòng Livonia. Năm 1377, sau cái chết của Algirdas, Andrei với tư cách là con trai cả, đã cạnh tranh với anh trai cùng cha khác mẹ của mình là Jogaila, người mà Algirdas đã chỉ định làm người thừa kế. Năm 1381, Jogaila đã cố gắng cài đặt người anh em trung thành Skirgaila của mình ở Polotsk, lãnh địa cũ của Andrei. Khi Skirgaila đang bao vây thành phố nổi loạn, Kstutis và con trai Vytautas đã nhân cơ hội này để bắt đầu cuộc nội chiến Litva chống lại Jogaila và loại bỏ ông ta khỏi ngai vàng. Polotsk đã tự nguyện đầu hàng Kstutis, nhờ đó Andrei được phục hồi địa vị lần thứ hai. Năm 1387, quân đội Litva do Skirgaila lãnh đạo đã tấn công Polotsk, Andrei thua liểng xiểng bị bắt sống, con trai của ông Simeon đã chết trong trận chiến, một người con trai khác Ivan trốn thoát đến Pskov. Andrei bị giam cầm ở Ba Lan trong bảy năm, ông được thả ra vào năm 1394 theo yêu cầu của Vytautas. Sau khi tại ngoại, Andrei chuyển đến Pskov, nơi ông cố gắng thương lượng một thỏa thuận ngừng bắn giữa Pskov và Novgorod, tiếp đó ông trở lại Polotsk kiêm nhiệm luôn công tước cho đến khi bị thiệt mạng trong trận chiến sông Vorskla năm 1399.

## Công quốcPskovvàCộng hòa Pskov

### Công quốcPskov
- Vladimir Mstislavich (tại vị:1208–1213, phục vị:1216–1220)

Năm 1213, Pskopichi không hài lòng với việc Vladimir Mstislavich kết giao với Giám mục thành phố Riga nên đã trục xuất ông khỏi Pskov. Vladimir Mstislavich chạy đến Livonia và lưu trú trong vùng kiểm soát của Edom, giữa Riga và Wenden, vào năm 1216, ông một lần nữa làm công tước ở Pskov.

### Cộng hòaPskov
- Andrei (tại vị:1342–1348, phục vị:1377–1387, tái phục vị:1394–1399)

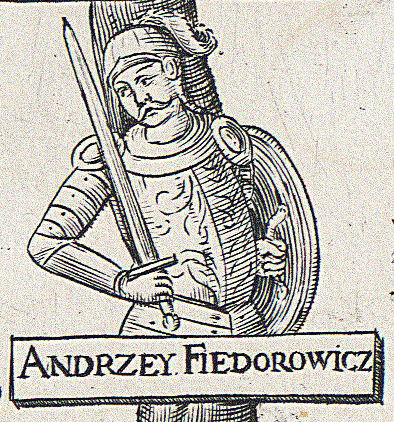
Andrei

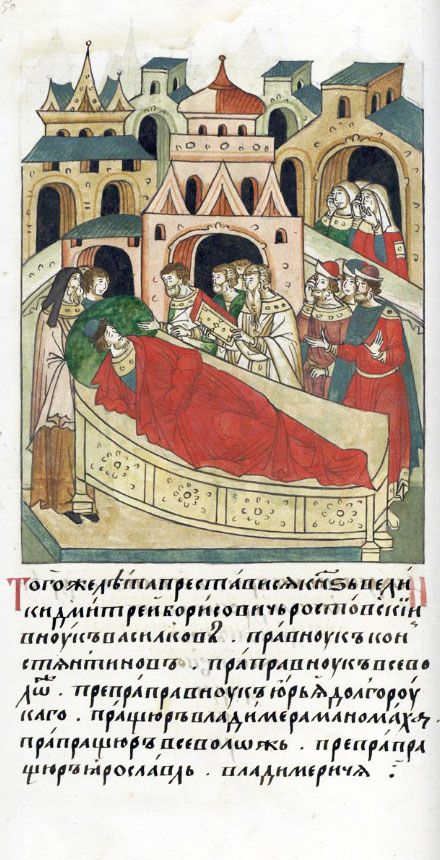
Dmitry Borisovich

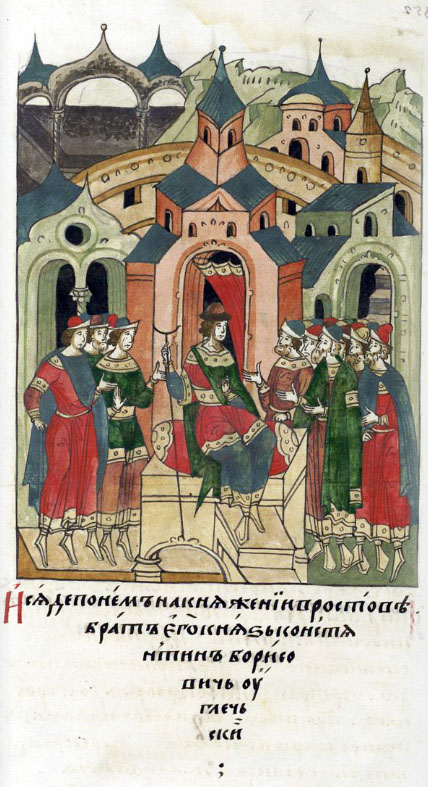
Konstantin Borisovich

Năm 1342, Andrei cùng với cha mình là Đại công tước Litva Algirdas và chú Kęstutis trong một cuộc chiến chống lại trật tự Livonia để giúp đỡ công quốc Pskov, người dân Pskov yêu cầu ông ở lại như một công tước của Pskov để sự hiện diện của ông sẽ đảm bảo sự hỗ trợ liên tục từ Algirdas. Andrei chấp nhận, tuy nhiên, ông ở đó trực tiếp rất ngắn thì trở về Litva sau cái chết của ông chú Vainius (công tước xứ Polotsk), ông quản lý công quốc Pskov thông qua người đại diện Yuri Vitavtavicha. Yuri Vitavtavicha ở lại Pskov cho đến năm 1348, năm đó, các Hiệp sĩ Teutonic đã tổ chức một chiến dịch lớn chống lại Litva. Trong trận Strėva, quân đội của Pskov đang giúp Novgorod chống lại Thụy Điển khi Dòng Livonia tấn công pháo đài Pskov ở Izboursk, Yuri Vitavtavicha chết trong vụ tấn công. Vì người Litva không thể bảo vệ pháo đài, thành phố đã từ chối chấp nhận một đại diện khác của Đại công tước Litva, họ tôn Eustaphy Feodorovich làm công tước của mình. Andrei trả lời với sự trả thù: tất cả các thương nhân Pskov đã bị bắt và tài sản của họ bị tịch thu, do đó mối quan hệ thân thiện của Pskov với Litva chấm dứt. Từ năm 1360–1369 là thời kỳ ngự trị của Alexander, và từ 1369-1377 đến lượt Matvei chấp chính. Năm 1377, dưới áp lực của Jogaila, Andrei đã buộc phải di chuyển từ Polotsk đến Pskov, ông một lần nữa lên ngôi công tước ở đây. Andrew là người đầu tiên trong liên minh với Keystut chống Jogaila, sau cái chết của Keistut tự xưng Grand Prince of Polotsk, và sau Grand Duke của Nga, với thủ đô nằm ở Polotsk. Năm 1387, Andrei đã bị bắt bởi Jogaila, chịu sự kìm kẹp tại một trong những lâu đài ở Ba Lan, ông trở lại làm công tước của cả hai xứ Polotsk và Pskov năm 1394 cho đến khi tử chiến nơi sa trường năm 1399, cộng hòa Pskov cáo chung từ đó

## Công quốcRostov
- Dmitry Borisovich (tại vị:1278–1286, phục vị:1288–1294)

Năm 1286, sau tám năm đồng cai trị công quốc Rostov cùng anh trai Konstantin Borisovich, theo sự chỉ đạo của Khan Tud-Mengu, giữa Dmitry Borisovich và anh trai của ông, có một phần trong bản vẽ của công quốc Rostov, Dmitry Borisovich đã đến Uglich, còn anh trai Konstantin Borisovich ở lại một mình cầm quyền ở Rostov. Trước đó, vào năm 1285, công tước Roman Vladimirovich của Uglich chết mà không có người nối dõi, Dmitry Borisovich đã kiêm nhiệm công việc ở đây. Năm 1288, Dmitry Borisovich và anh trai của mình có một cuộc trao đổi thừa kế: theo đó Dimitri Borisovich quay về Rostov phục tịch, và Konstantin Borisovich lại chuyển qua Uglich.
- Konstantin Borisovich (tại vị:1278–1288, phục vị:1294–1307)

Năm 1288, sau khi thất thế trước Dmitry Borisovich, theo thỏa thuận giữa hai anh em, Konstantin Borisovich trao ngôi vị công tước ở Rostov cho Dmitry Borisovich, ông chuyển đến cai trị xứ Uglich. Năm 1294, Dmitry Borisovich qua đời, ông lại quay về làm công tước Rostov, Alexander Konstantinovich tiếp quản công quốc Uglich.

## Công quốcTver

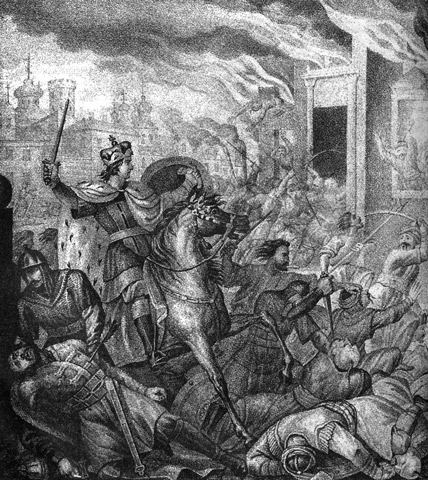
Alexander I

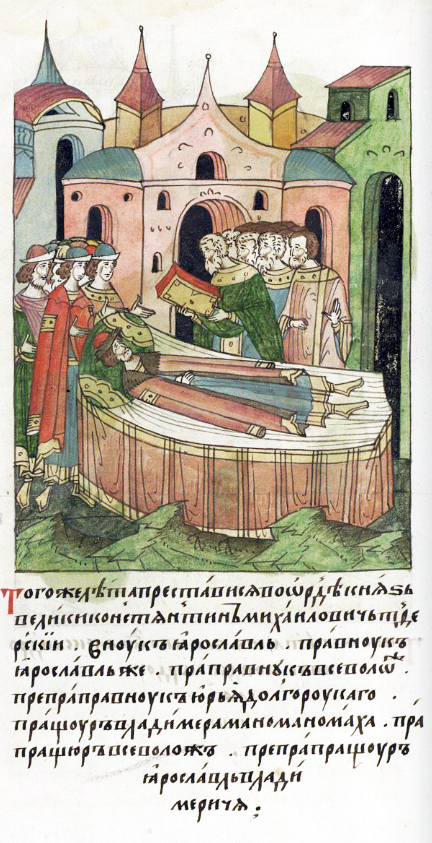
Konstantin

- Alexander I (tại vị:1326–1327, phục vị:1338–1339)

Năm 1327, một viên tướng là anh họ của Khan Kim Trướng là Baskaki Shevkal đem quân tràn vào cướp phá công quốc Tver, đại công Alexander I đã chỉ huy quần chúng đánh tan đạo quân Khan Kim Trướng xâm lược. Lúc đó, đại công Moskwa là Ivan I, anh trai của đại công bị người Tver giết chết là Iuri, đã lên đường sang đất Hãn quốc Kim Trướng để xin văn bản cho phép hoạt động của Khan Hãn quốc Kim Trướng, đồng thời Hãn quốc Kim Trướng cử 5 vạn quân sang trừng phạt Tver. Biết tin này, Alexander I dẫn gia đình hoàng gia chạy trốn qua Novgorod, rồi Pskov. Nhưng tại Pskov, gia đình Alexander I bị quân Hãn quốc Kim Trướng đuổi theo rất ngặt và đội quân của Ivan I bao vây gắt, ông lại phải chạy trốn sang Lithuania và sau đó đến Thụy Điển. Bị vua Thụy Điển từ chối, Alexander I lại trở về Pskov nương náu dưới sự bảo trợ của Gediminas, Đại công của Lithuania. Bấy giờ, hai người em trai của ông là Konstantin Mikhailovich và Vasily đang trú ở Ladoga, triều đình Tvers do vậy khuyết ngôi đại công gần 1 năm. Năm 1328, Konstantin trở về nước và cùng với Ivan I đến triều kiến Hãn vương Kim Trướng, Konstantin được phép nối ngôi đại công Tver. Về phần Aleksandr I, không dám về trình diện Hãn, vì ông đã giết người thân và tùy tùng của Hãn vương. Năm 1335, Alexander I gửi con trai của ông, Fyodor, đến Hãn quốc Kim Trướng để cầu xin sự tha thứ. Năm 1337, cựu đại công Tver đích thân sang Hãn quốc Kim Trướng để xin thần phục Khan, Uzbeg Khan, ít nhất trong một thời gian, khi biết sự việc được tâu lại, đã tha thứ kẻ thù cũ của mình và đưa Đại công trở về Tver vào năm 1338.
- Konstantin (tại vị:1328–1338, phục vị:1339–1345)

Năm 1338, Hãn vương Kim Trướng Uzbeg Khan tha thứ và cho phép Konstantin được đón anh trai về, đổi lại Konstantin sẽ làm chư hầu của Hãn vương mãi mãi, lúc Aleksandr I trở lại cũng là thời điểm Konstantin thoái vị. Tuy nhiên, cuộc phục bích của Aleksandr I cũng chỉ duy trì trong thời gian ngắn, năm 1339 Konstantin trở lại ngôi vị Đại công Tvers sau khi anh trai và cháu trai đều bị Hãn vương bắt và giết chết vì tội vu khống Ivan Kalita.

## Đại công quốcRyazan
- Oleg II (tại vị:1349–1371, phục vị:1372–1402)

Năm 1371, Oleg II đã bị quân đội phía Dmitry Ivanovich Donskoy đánh bại dưới sự chỉ huy của Hoàng tử Dmitry Mikhailovich Bobroka-Volynsky trong trận chiến Skornishchevo, hoàng tử Vladimir Pronsky một đồng minh của Dmitry Mikhailovich Bobroka-Volynsky được đưa lên làm đại công. Năm 1372, Oleg II phái sứ thần sang cầu viện sự giúp đỡ của Tatra Murza Solokhmir, Solokhmir cất quân tấn công, phối hợp với lực lượng nòng cốt vẫn nằm vùng của Oleg II, kết quả đã trục xuất Ryazan House Vladimir Pronsky khỏi Pereslavl và giành lại đại công quốc Ryazan.

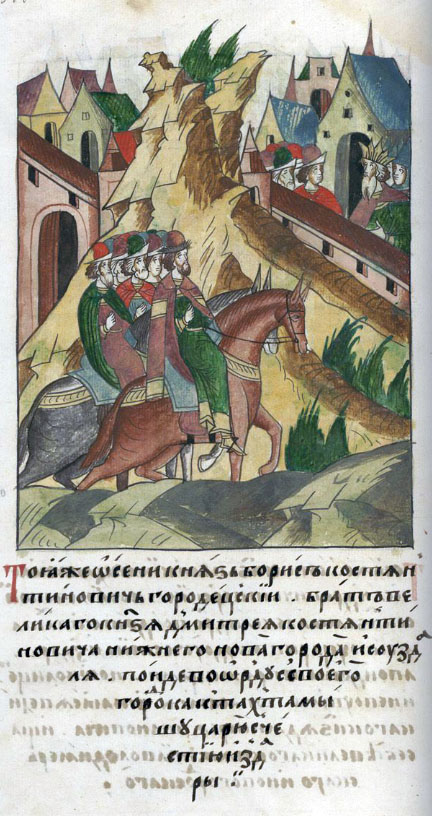
Vladimir Konstantinovich

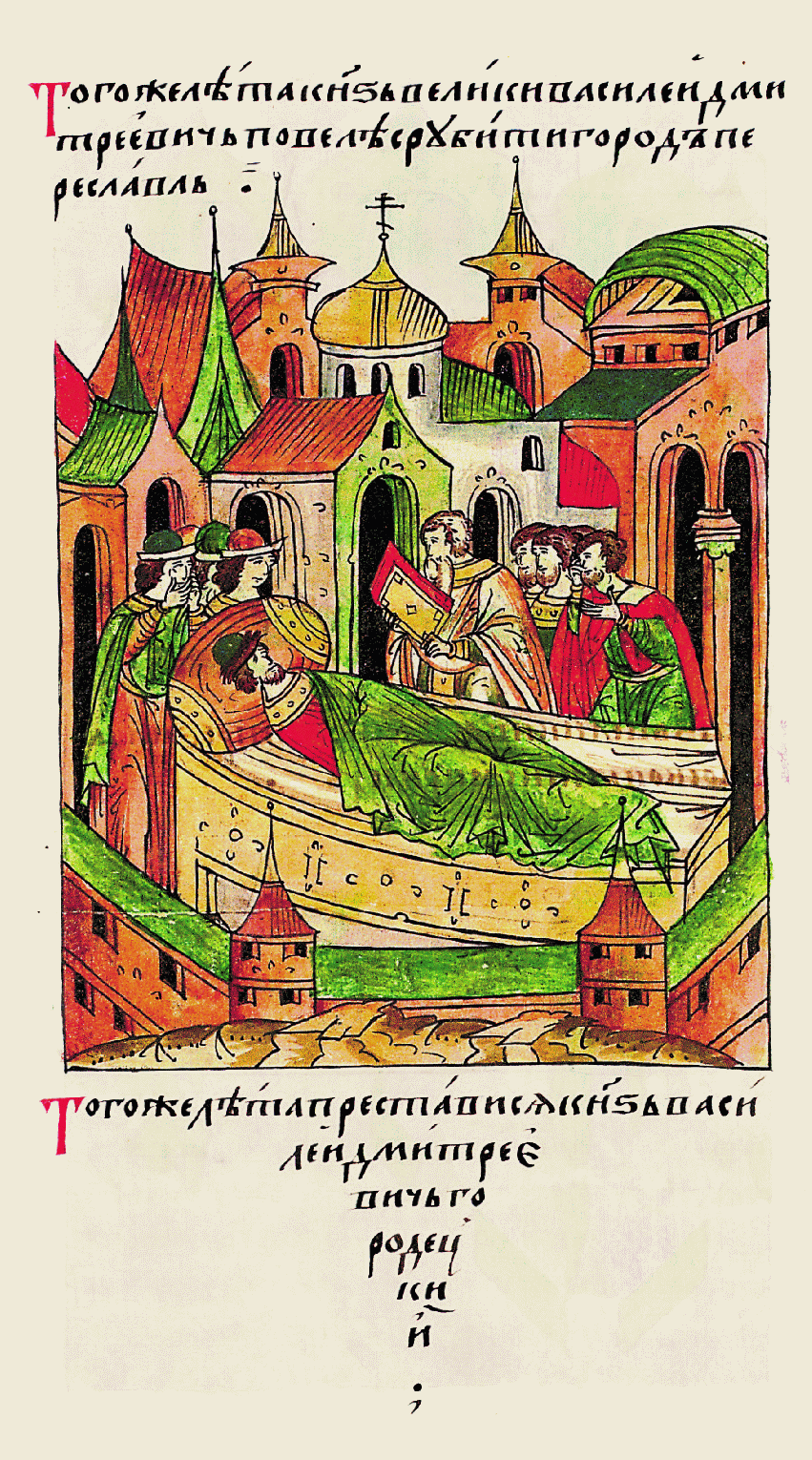
Vasily Demitryvich Kirdyapa

## Công quốcNizhny Novgorod
- Vladimir Konstantinovich (tại vị:1383–1387, phục vị:1391–1393)

Năm 1387, Tokhtamysh (Khan của Blue Horde) giải phóng Vasily Demitryvich Kirdyapa và cho phép ông cai trị Gorodets. Với sự hỗ trợ quân sự từ phía Moscow, Vasily Demitryvich Kirdyapacha đã buộc chú mình là Vladimir Konstantinovich rời khỏi Nizhny Novgorod bỏ chạy đến Gorodets. Tuy ở Gorodets, nhưng Vladimir Konstantinovich vẫn không từ bỏ ý tưởng chiếm hữu Nizhny Novgorod. Sau cái chết của Dmitry Ivanovich Donskoy năm 1389, ông đã đến Horde để tìm kiếm sự hỗ trợ quân sự về việc giành lại Nizhny Novgorod. Không tìm thấy Tokhtamysh ở Horde, vì vị khan này đã đến biên giới Ba Tư để chiến đấu với Tamerlan, Vladimir Konstantinovich lập tức đuổi theo bắt kịp Tokhtamysh trên đường. Hai người cùng hành quân trở lại, cuối cùng đã đánh bại Vasily Demitryvich Kirdyapa để khôi phục địa vị công tước Nizhny Novgorod cho Vladimir Konstantinovich.
- Vasily Demitryvich Kirdyapa (tại vị:1387–1391, phục vị:1393)

Năm 1391, Vasily Demitryvich Kirdyapa bị chú là Vladimir Konstantinovich đánh đuổi khỏi Nizhny Novgorod. Năm 1393, Vladimir Konstantinovich qua đời, Vasily Dmitriyevich thừa cơ một lần nữa chiếm Nizhny Novgorod. Nhưng Vasily I, đại công tước của Moscow đã xuất binh đánh đuổi Vasily Dmitriyevich và lấy được ấn tín của Nizhny Novgorod, công quốc Nizhny Novgorod từ đó bị xóa sổ trên vũ đài lịch sử, chính thức sáp nhập vào đại công quốc Moscow. Nizhny Novgorod đã được Khan Kim Trướng trao cho Vasili I mà làm ngơ không can thiệp, lý do để đổi lấy sự đồng thuận của Moscow nhằm giúp Khan Kim Trướng chống lại một trong những đối thủ của mình.

## Đại công quốc Moskva
- Vasili II (tại vị:1425–1433, phục vị lần 1:1434, phục vị lần 2:1435–1439, phục vị lần 3:1445–1446, phục vị lần 4:1447–1462)

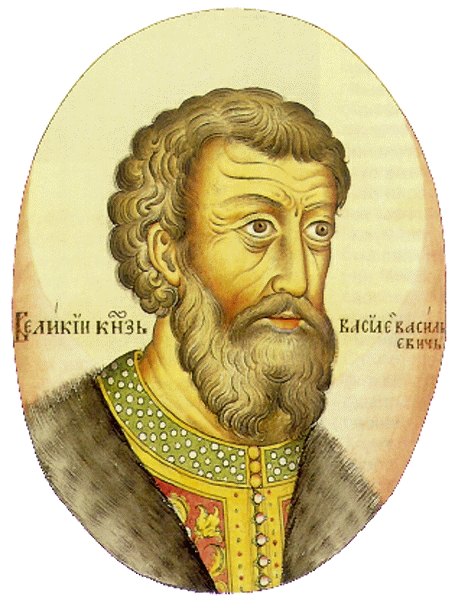
Vasili II

Năm 1425, sau khi Vasily I qua đời, người chú ruột của Vasili II là Yuri của Zvenigorod đã cố gắng giành được ghế của Đại công tước Moscow bằng cách tự tuyên bố lên ngôi, chỉ vì sự can thiệp của từ ông ngoại Vytautas của Vasily II mà ông không thể thành công. Năm 1433, Yuri cử sứ giả đến xin Khan Kim Trướng cho phép mình được cai trị Moskwa. Không được Khan ủng hộ, Yuri dẫn quân đội bất ngờ tấn công Moskwa. Ở kinh thành, Vasili II đưa quân kháng cự quyết liệt, bị Ivan Vsevolzhsky phản bội, quân của Vasili II thất thủ và bản thân ông bị chú mình bắt sống. Được Khan công nhận ngôi vị, Yuri đày cháu trai đến an trí tại thị trấn Kolonma. Ngay khi đến nơi, Vasili II bắt đầu tập hợp lực lượng chống lại kẻ cướp ngôi. Cảm thấy không an toàn về ngôi vị của mình, Yuri lập tức ký hiệp ước với cháu trai rồi rời ngôi vị vào năm 1434 để trở về phương Bắc. Thế nhưng, các con trai của Yuri là Vasily Cross-Eyed và Dmitry Shemyaka muốn giành lại ngôi Đại công Moskwa về cho cha mình, vì vậy Vasili II vừa mới yên vị được vài tháng, họ ngay lập tức mở cuộc tấn công vào kinh thành, họ đánh bại Vasili II và buộc ông phải tìm kiếm nơi ẩn náu trong Hãn quốc Kim Trướng. Sau khi Yuri qua đời năm 1434, Vasili Cross-Eyed bước vào điện Kremlin và được công bố là Đại công mới. Tuy nhiên Dmitry Shemyaka, người đang có kế hoạch muốn chiếm ngôi của anh trai, đã cãi nhau quyết liệt với Vasili Cross-Eyed và quyết định liên minh với Vasily II. Liên minh Vasili II - Dmitry Shemyaka đã trục xuất Vasily Cross-Eyed ra khỏi Kremlin vào năm 1435, Dmitry Shemyaka được Vasili II thưởng công bằng các thị trấn Uglich và Rzhev nên chấp nhận trở về phương Bắc. Năm 1439, Vasili II phải trốn khỏi thủ đô khi kinh thành bất ngờ bị quân Kazan do Khan Ulugh Muhammad chỉ huy vây hãm. Năm 1445, Vasili II đưa quân về kinh chống lại Ulugh Muhammad, nhưng đã bị đánh bại và bắt giam, triều đình Moskwa phải trả một khoản tiền chuộc lớn để thả Vasili II ra sau 5 tháng bị cầm tù. Trong thời gian Vasili II bị cầm tù, Dmitry Shemyaka nhân cơ hội tiến quân vào kinh thành Moskwa tự mình lập làm Đại công. Khi Vasili II được phóng thích, Dmitry Shemyaka do thiếu sự hỗ trợ của các quý tộc vương công đã thất thế buộc lòng phải rời khỏi thành phố để đến Hồ Chukhloma, nhưng anh ta tiếp tục nhấn nút yêu sách của ông cho ngai vàng lớn. Năm 1446, Dmitry Shemyaka tái chiếm Moskwa để trở thành Đại công lần thứ hai, ghi nhớ số phận của anh trai mình, Dmitry Shemyaka đã xua quân truy sát đánh đuổi và buộc Vasili II phải chạy trốn khắp nơi trong tình trạng bị mù. Nhờ nguồn gốc hoàng gia, năm 1447, Vasili II khôi phục trở lại nhanh chóng tập hợp lực lượng và tấn công vào kinh đô, trận đánh quyết định giữa hai bên đã diễn ra ở Galich-Mersky vào năm 1450, kết quả là Vasili II chiến thắng và kẻ thua cuộc bị đầu độc chết trong cung điện.
- Yuri (tại vị:1425, phục vị:1433, tái phục vị:1434)

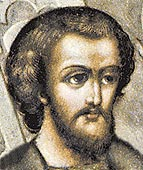
Yuri

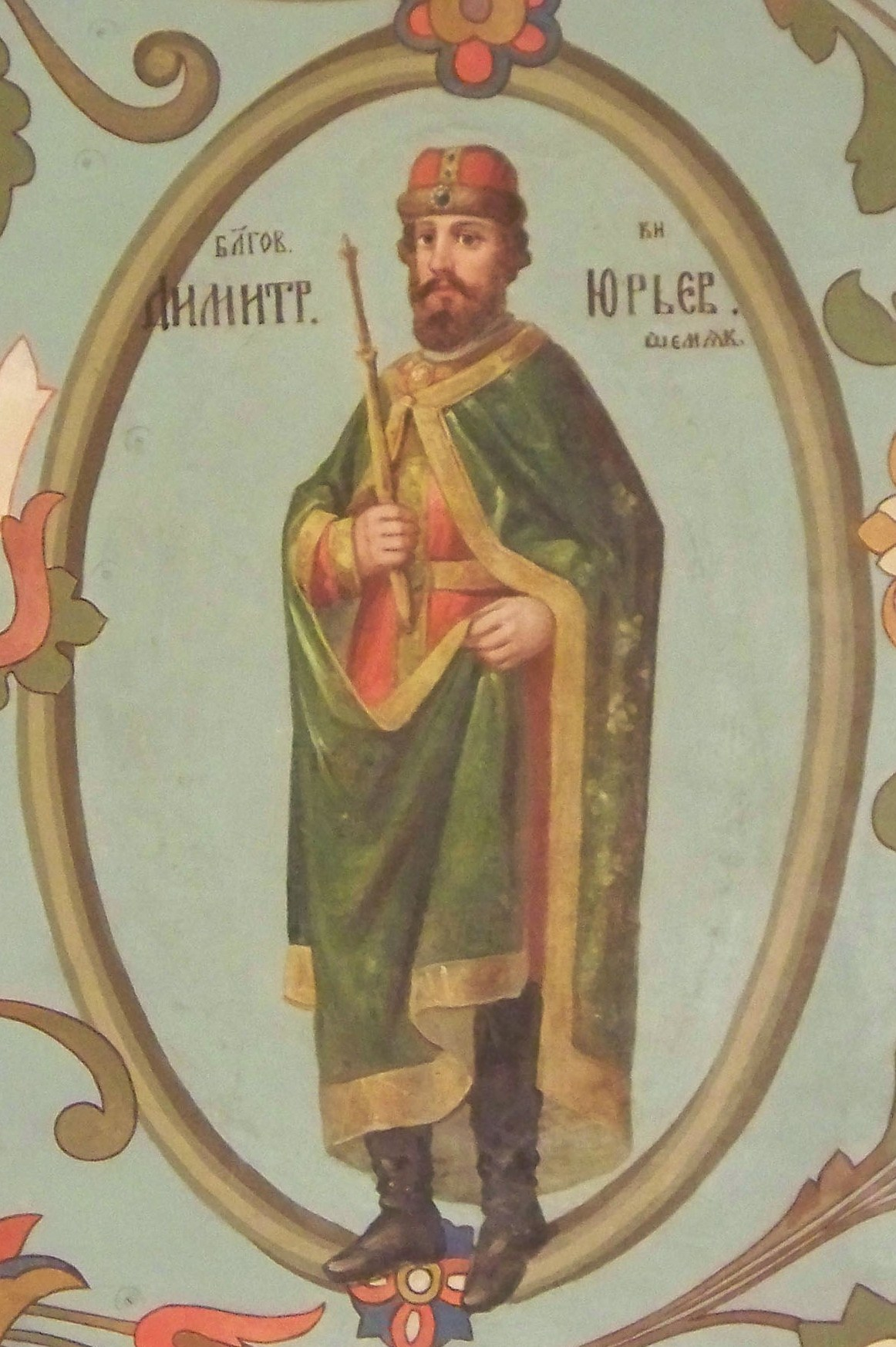
Dmitry Shemyaka

Năm 1425, lợi dụng cháu mình là tân Đại công Vasily II còn nhỏ tuổi mới lên cầm quyền, Yuri của Zvenigorod (Hoàng tử của Galich-Mersky) nắm lấy cơ hội để tự tuyên bố của mình lên ngôi Đại công. Biện minh cho tuyên bố tự lên ngôi này, Yuri viện dẫn "Cẩm nang Dmitry Ivanovich Donskoy" viết rằng, khi Vasili I vừa băng hà thì Yuri của Zvenigorod sẽ được lên kế vị ngôi Đại công. Nhưng Dmitri viết Cẩm nang này khi Vasili, con trai của ông không có con trai còn sống; điều này suy ra Cẩm nang này chỉ được thi hành khi Vasili không có con thừa kế. Nhận thức sức mạnh của quyển cẩm nang "kế vị" do cha minh để lại đã bị các vương công lợi dụng để tranh đoạt quyền lực, Vasili đã sinh ra được con trai út cùng tên mình để phá vỡ âm mưu này. Vasili II được mẹ mình và nhất là ông ngoại Vytautas (Đại công Litva) giúp đỡ để giữ vững vương quyền, Yuri đành rút lui. Khi Vytautas bất ngờ qua đời năm 1430, Yuri dẫn quân đội tấn công Moskwa, quân của Vasili thất thủ và Vasili II bị chú mình bắt sống năm 1433, Yuri đày cháu trai đến an trí tại thị trấn Kolonma. Nhưng hàng loạt quý tộc Muscovite đã chạy trốn đến Kolomna theo về Vasili II, sự thay đổi trong động lực này đã thúc đẩy Yuri ký kết một hiệp ước với Vasili II, theo đó, người chú đã từ bỏ yêu sách của mình với Moscow, hứa sẽ từ chối hỗ trợ cho các con trai của ông ta và trao đổi Dmitrov cho các lãnh thổ khác. Nhờ đó Vasili II trở về Moscow, trong khi Yuri rút về Galich. Năm 1434, các con trai của Yuri không cam tâm lại đem binh tấn công đánh bại Vasili II và buộc ông phải tìm kiếm nơi ẩn náu trong Hãn quốc Kim Trướng, Yuri được đưa trở lại làm Đại công.
- Dmitry Shemyaka (tại vị:1445, phục vị:1446–1447)

Năm 1445, Dmitry Shemyaka lợi dụng kinh thành Moscow vô chủ đã đưa quân chiếm đóng để tự mình xưng làm Đại công. Năm tháng sau, Vasili II quay trở lại giành lấy ngai vàng. Đến năm 1446, Dmitry Shemyaka tái chiếm Moscow lần nữa nhưng cũng chỉ hơn một năm thì bị Vasili II đánh bật khỏi thành phố này, sau đó Dmitry Shemyaka và Vasili II còn giao chiến nhiều lần nữa cho đến khi bị đánh bại hoàn toàn vào năm 1450.

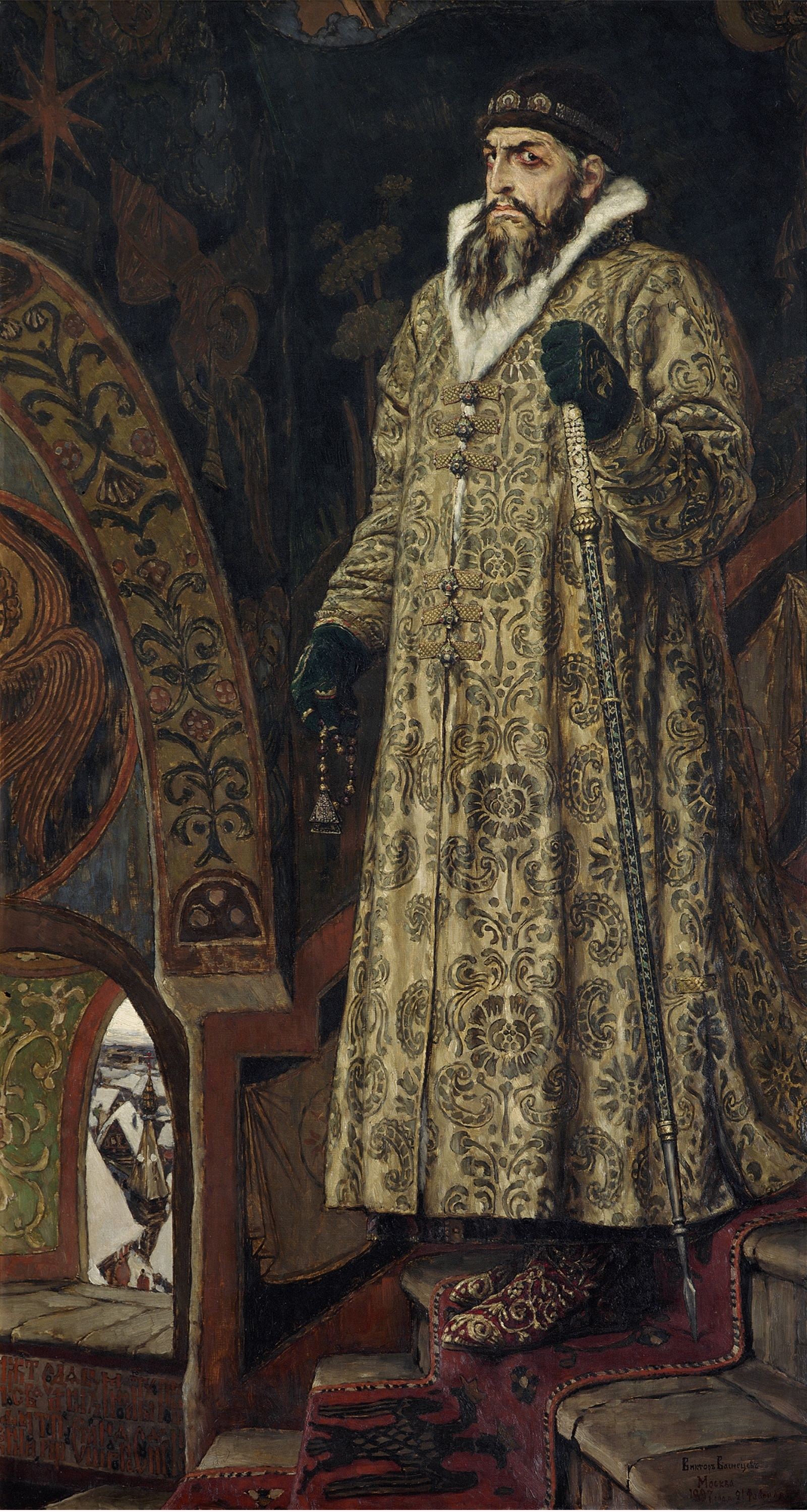
Ivan Lôi Đế

## Sa quốc Nga
- Ivan Lôi Đế (tại vị:1547–1575, phục vị:1576–1584)

Tháng 10 năm 1575, do quá bận với cuộc chiến tranh Livonia, Ivan Lôi Đế trực tiếp cầm quân ra chiến trường, giao quyền lãnh đạo nước Nga cho Simeon II Bekbulatovich (một vị Khan của quốc gia Qasim và đã từng tham gia quân đội Nga dưới thời gian Ivan Lôi Đế còn đang làm đại vương công Moskva 1533–1547). Simeon II Bekbulatovich lên ngôi, tự coi mình là "Ivan của Moscow", trong thời gian một năm cai trị của mình tại điện Kremlin, Simeon II Bekbulatovich kết hôn với Anastasia Mstislavskaya, cháu gái của Ivan III vĩ đại. Năm 1576, Simeon II Bekbulatovich tuyên bố thoái vị, ông được Sa hoàng Ivan IV bổ nhiệm làm công tước của Tver và Torzhok.

## CácHãn quốccủangười Mông Cổ

### Hãn quốc Kim Trướng
- Abdullah Khan ibn Uzbeg (tại vị:1367–1368, phục vị:1369–1370)

Năm 1368, Hassan Khan đánh đuổi Abdullah Khan ibn Uzbeg ra khỏi Sarai. Nhưng ông này chưa ổn định được tình hình thì năm 1369, Abdullah Khan ibn Uzbeg đã đem quân về phản kích lấy lại được Sarai.
- Muhammad Bolaq (tại vị:1370–1372, phục vị:1374, tái phục vị:1375, hựu tái phục vị:1375–1380)

Năm 1372, thủ đô Sarai bị Urus Khan đánh chiếm và Muhammad Bolaq buộc phải trốn chạy đến Mamaia ở Crimea. Nhưng lợi dụng lúc Urus Khan đang mải mê hành quân về phía đông vào năm 1374, Circassian đã xâm nhập Sarai, nhưng Muhammad Bolaq đã đánh úp Circassian và được tuyên bố là Golden Horde khan vào năm 1375. Chẳng mấy chốc, Urus Khan trở về từ phía đông và chiếm giữ Sarai trong một tháng, nhưng không thể có được chỗ đứng, Muhammad Bolaq một lần nữa chiếm lấy thủ đô và đoạt lại ngai vàng của Khan.
- Urus Khan (tại vị:1372–1374, phục vị:1375)

Năm 1374, Urus Khan đánh mất danh hiệu Khan ở Sarai-Berke khi ông đang triển khai hoạt động ở phía đông. Khi ông đưa quân trở về Sarai-Berke, thì đối thủ của ông, Muhammad Bolaq đã cai trị ở đó. Năm 1375, sau nhiều cuộc chiến đấu đẫm máu, Urus Khan đánh đuổi được Muhammad Bolaq để lại trở thành Khan của Golden Horde. Tuy nhiên, ngay sau đó, đã Muhammad Bolaq tìm cách giành lấy Sarai-Berke và đẩy Urus Khan tới Sygnak.
- Dawlat Berdi (tại vị:1419–1421, phục vị:1427–1432)

Năm 1421, trong khi Dawlat Berdi và Ulugh Muhammad còn đang mải tranh quyền đoạt lợi với nhau lúc chiến lúc hòa, thì Baraq Khan của Golden Horde bất ngờ mở cuộc tấn công. Ông chạy trốn ra ngoại ô Crimea lập căn cứ địa ở đó mưu tính chuyện khôi phục, sau vụ ám sát Baraq Khan năm 1427, Dawlat Berdi tự lập làm vua ở Crimea.
- Ulugh Muhammad (tại vị:1419–1422, phục vị:1426–1427, tái phục vị:1428–1436, hựu tái phục vị:1438–1445)

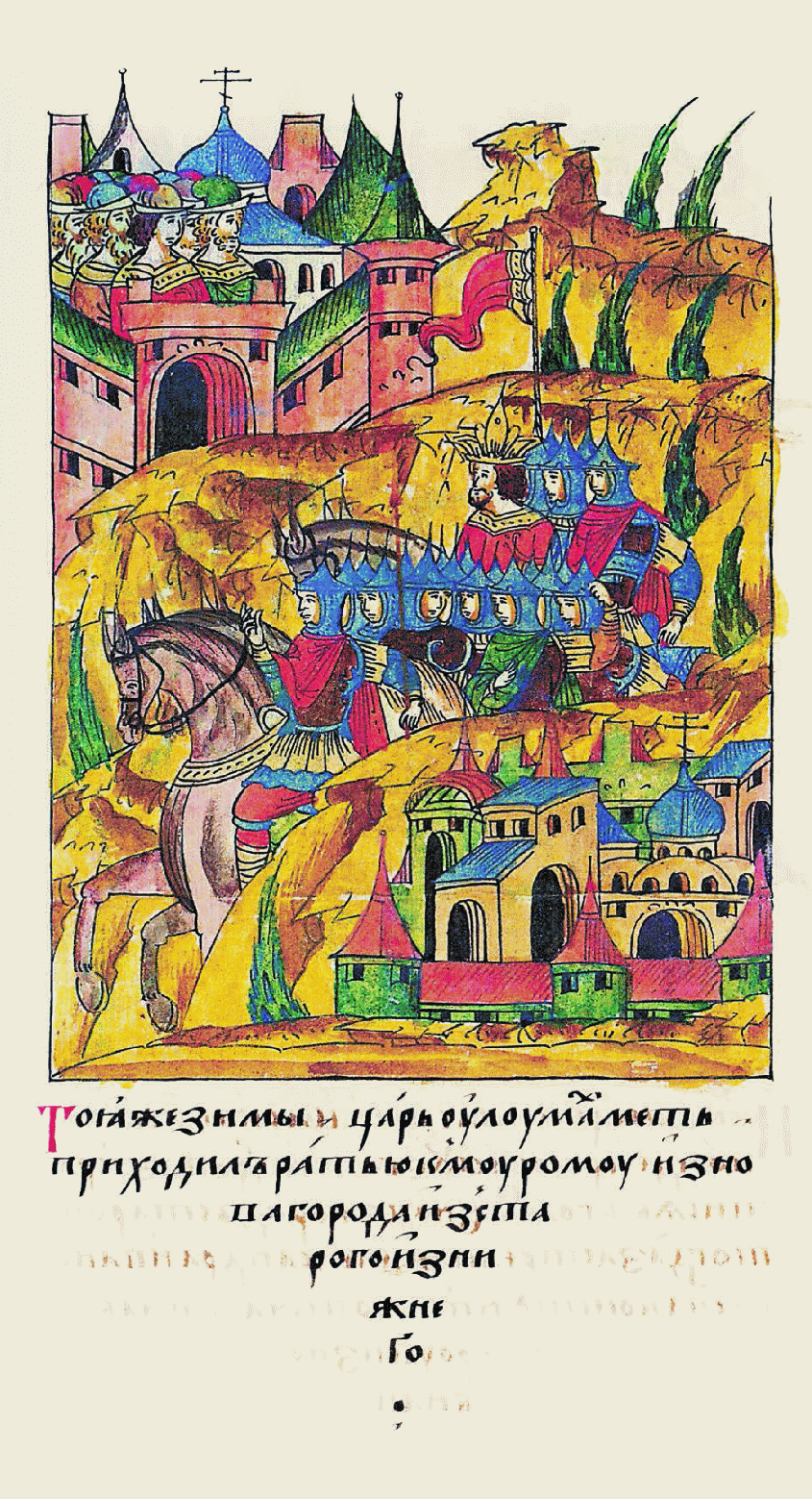
Ulugh Muhammad đem quân xâm nhập Múrom

Năm 1422, Baraq Khan của Golden Horde đã đánh bại Ulugh Muhammad cùng Dawlat Berdi và đuổi cả hai ra khỏi đất nước. Trong khi Dawlat Berdi vẫn lưu trú ở ngoại ô Crimea, thì Ulugh Muhammad trốn đến Đại công quốc Litva và cầu xin sự giúp đỡ từ Vytautas Đại đế. Với sự giúp đỡ này, Ulugh Muhammad đã có thể hành quân đến Sarai, đánh bại Baraq Khan vào năm 1426. Sau khi giành lại quyền kiểm soát Khanate, Ulugh Muhammad đã hành quân đến Crimea, nơi Dawlat Berdi đã tự tái lập sau thất bại và cái chết của Baraq Khan năm 1428. Sau một loạt các cuộc giao tranh thiếu quyết đoán, cuộc xâm lược của ông đã bị cắt ngắn do cái chết của Vytautas, khiến Ulugh Muhammad phải tập trung lực lượng của mình vào Litva, nơi ông ủng hộ Sigismund Kęstuta viêm chống lại Švitrigaila trong cuộc chiến giành ngai vàng Litva. Svitrigaila lần lượt ủng hộ Dawlat Berdi và sau đó là Sayid Ahmad I, cũng như Vasili II của Moscow. Ulugh Muhammad mất quyền kiểm soát Golden Horde năm 1436, trốn sang Crimea, cãi nhau với Crimeans, lãnh đạo một đội quân 3000 người ở phía bắc và chiếm thị trấn biên giới Belyov. Năm 1437, Vasily II đã gửi 40000 người dưới thời Dmitry Shemyaka chống lại Ulugh Muhammad, người đã bị đánh bại. Trong cùng năm đó, ông chuyển đến Volga và năm 1438 đã chiếm được Kazan, tách nó ra khỏi Golden Horde thành một quốc gia riêng biệt.
- Barak Khan (tại vị:1423–1426, phục vị:1427–1428)

Năm 1426, Barak Khan bị đánh bại bởi Ulugh Muhammad, ông buộc phải rút lui về Đông Desht Barak, cố gắng duy trì đế chế của mình với việc tấn công người bảo trợ cũ là Ulugh Beg. Đúng ra Barak Khan đã có thể đánh bại Ulugh Beg, nhưng Shahrukh Mirza đã giúp Ulugh Beg khiến Barak Khan đành chịu thất thế. Barak Khan đã tìm cách khuất phục các đối tượng của mình và năm 1427 chiếm lại được Sarai, Mohammed giữ quyền lực ở Bulgaria và Khadzhitarkhan. Ngay sau đó, Barak Khan đã bị tấn công bởi một hoàng tử Crimea khác Davlet-Birdi (người thân của ông ta, Haji Giray, thành lập Khanean Crimean năm 1449), nhưng chỉ trong vài ngày, Barak Khan đã quay trở lại phá tan thế lực rồi giết chết Devlet-Birdi. Tuy nhiên, cuộc chiến với Devlet-Berdi đã làm cạn kiệt lực lượng Barak Khan, và cuối cùng ông bị Ulugh Muhammad đẩy về phía đông từ Volga. Chung cuộc, ông bị Ghazi và Naurus, anh em nhà Mansur báo thù hành quyết tại Mogulistan năm 1428.

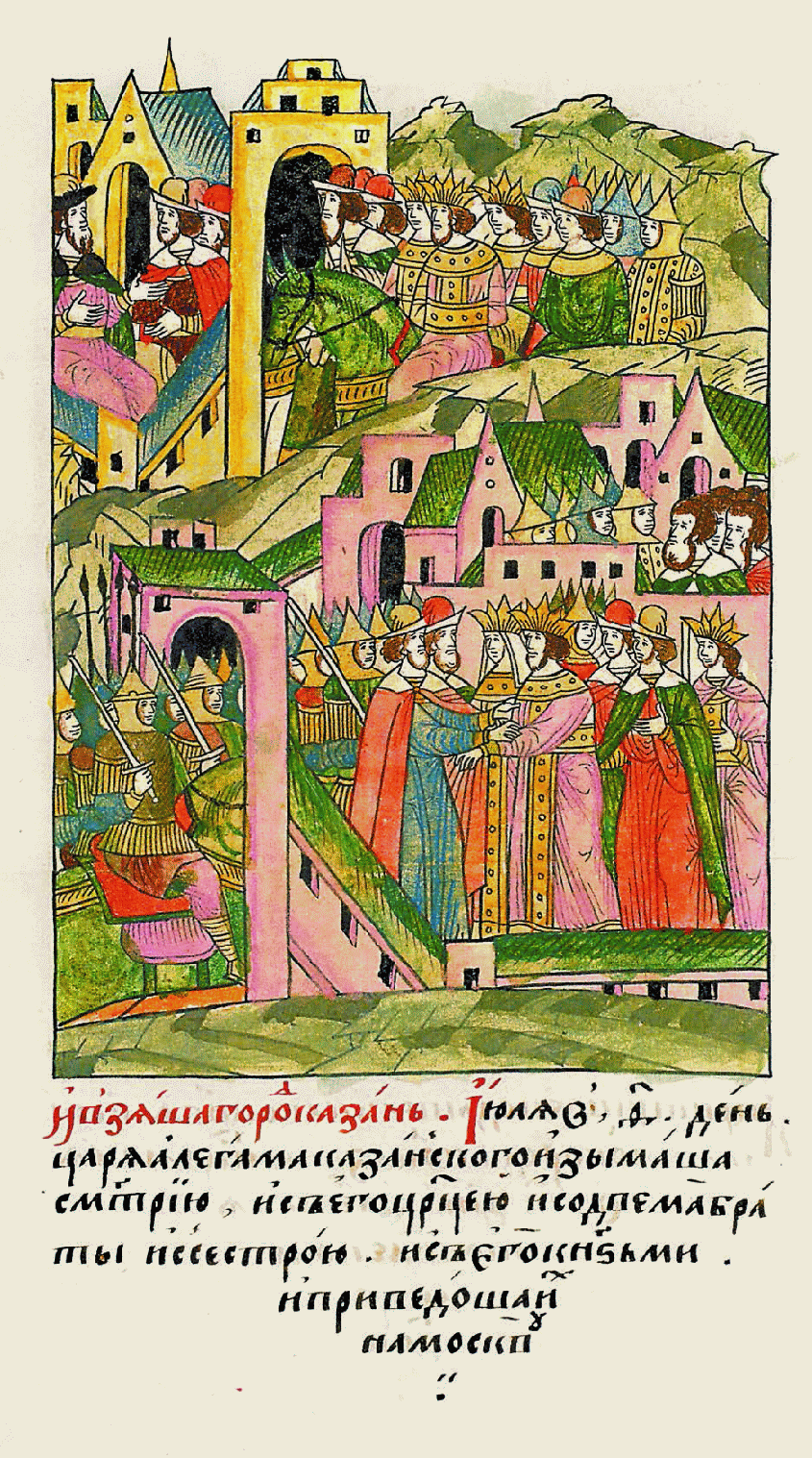
Ali ibn Ibrahim

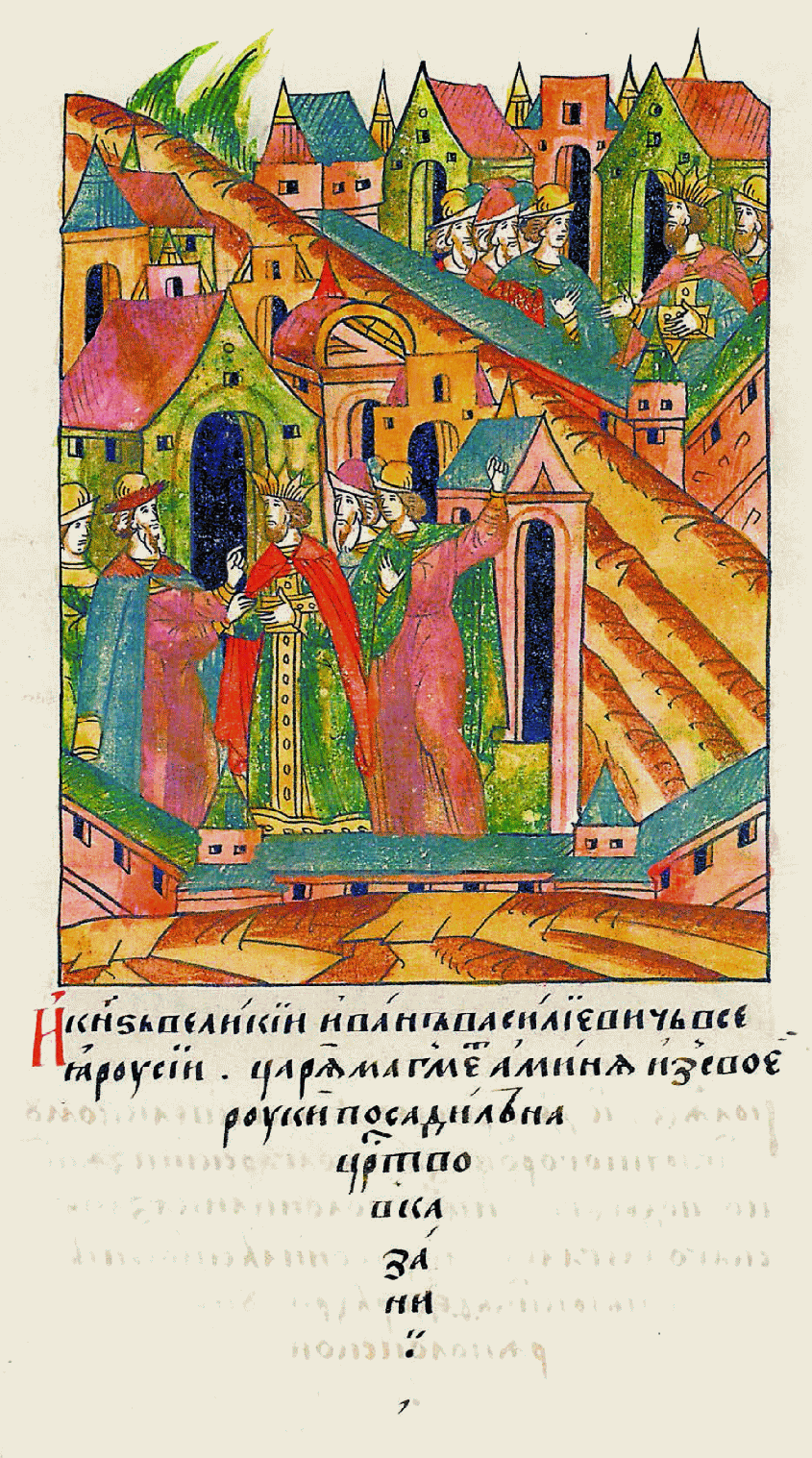
Muhammad Amin ibn Ibrahim

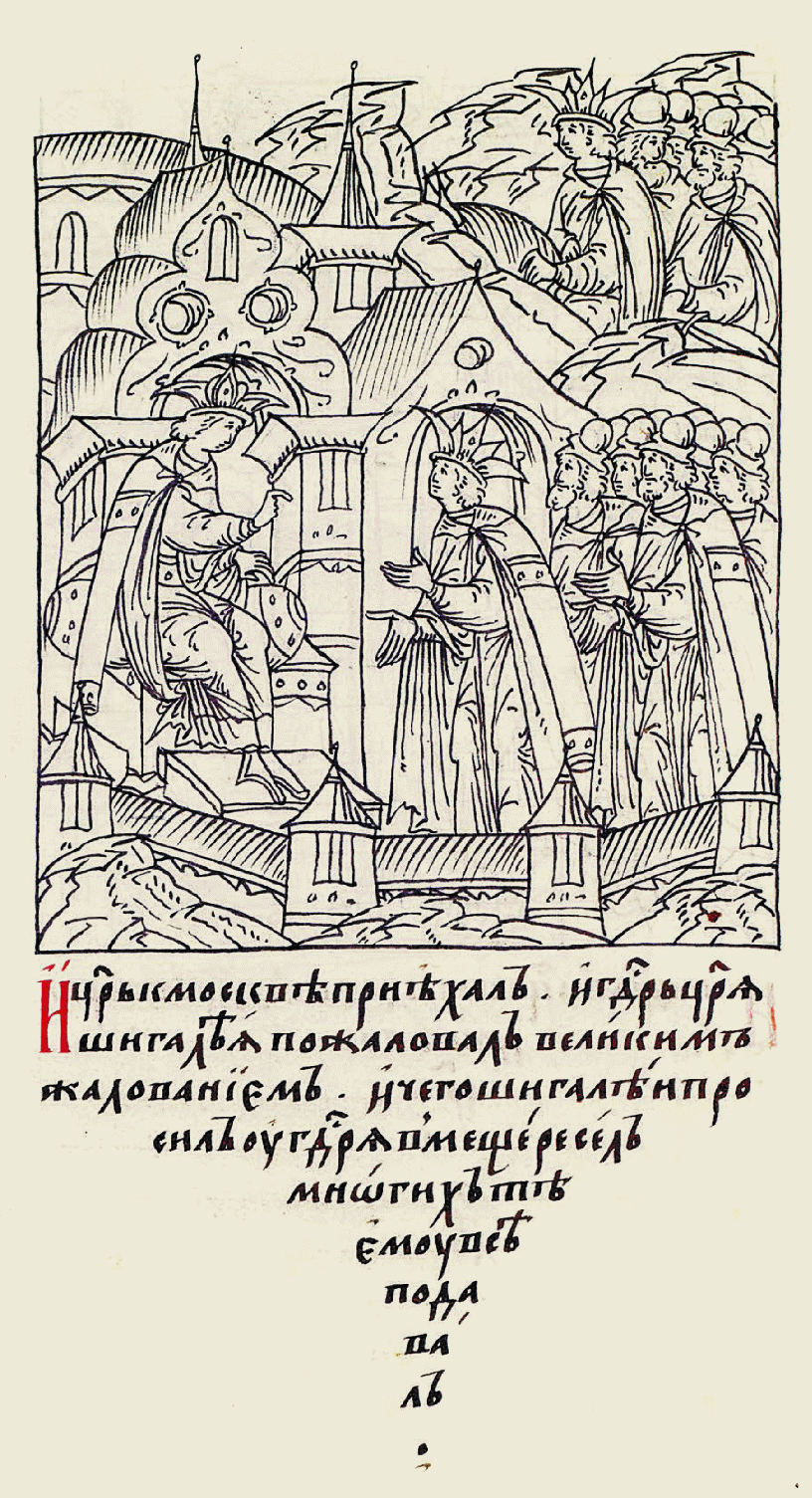
Shahghali

### Hãn quốc Kazan
- Ali ibn Ibrahim (tại vị:1479–1484, phục vị:1485–1487)

Năm 1479, Ibrahim băng hà, đảng thân Nga ủng hộ Muhammed Amin ibn Ibrahim 10 tuổi trong khi đảng đông hoặc chống Nga muốn anh trai cùng cha khác mẹ Ali ibn Ibrahim, Ali ibn Ibrahim lên ngôi với sự giúp đỡ của Nogai và Muhammed Amin ibn Ibrahim sợ hãi chạy trốn đến Moscow. Năm 1482, Ivan III đã gửi một đội quân chống lại Ali ibn Ibrahim, nhưng một sự sắp xếp đã được thực hiện và quân đội Nga rút lui. Năm 1484, một đội quân khác được gửi đến, lần này Ali ibn Ibrahim bị phế truất và Muhammad Amin ibn Ibrahim lên ngôi. Do Muhammad Amin ibn Ibrahim còn quá trẻ để trở thành một người cai trị hiệu quả nên chưa đầy một năm sau, Ali ibn Ibrahim trở lại ngai vàng với sự hỗ trợ của quân đội Nga.
- Muhammad Amin ibn Ibrahim (tại vị:1484–1485, phục vị:1487–1495, tái phục vị:1502–1518)

Năm 1485, Muhammad Amin ibn Ibrahim mất ngôi bởi Ali ibn Ibrahim được người Nga ủng lập trở lại, ông sang Moscow định cư. Năm 1487, một nhóm quý tộc của Kazan đã gửi thư cho Ivan III nói rằng: ""chúng tôi đã thả Muhammad Amin ibn Ibrahim cho ngài trong trường hợp nếu Ali ibn Ibrahim phạm lỗi với chúng tôi, ngài sẽ để Muhammad Amin ibn Ibrahim quay lại với chúng tôi. Khi Ali ibn Ibrahim phát hiện ra điều này, ông ta hỏi một bữa tiệc nơi cố gắng giết chúng tôi, nhưng chúng tôi chạy đến thảo nguyên". Ivan III liền gửi một đội quân khác đến Kazan, Kazan bị bao vây, Ali ibn Ibrahim bị bắt và đày đến Vologda và chết ở đó, Muhammad Amin ibn Ibrahim đăng cơ lần thứ hai. Năm 1495, nhờ sự hỗ trợ từ cuộc đảo chính của Qarachi Qol Muhammad, Mamuq, một Shaibanid từ khanate Siberia, đã kéo quân xâm nhập Kazan. Muhammad Amin ibn Ibrahim kêu gọi cho một đội quân Nga và Mamuq đành phải rút lui, nhưng khi người Nga về nhà, Mamuq lại kéo sang chiếm giữ Kazan, Mohammad Amin ibn Ibrahim đã trốn sang Moscow. Năm sau, khi Mamuq trở về từ một cuộc đột kích vào Arsk, thành phố đã đóng cổng và Mamuq buộc phải quay trở lại Siberia. Lần này, qarachi và đặc biệt là Qol Axmat đã phản đối sự trở lại của Muhammad Amin ibn Ibrahim, với lý do "lạm dụng và thiếu trung thực với phụ nữ", ngai vàng được trao cho người em trai Ghabdellatif của ông. Năm 1502, Ghabdellatif bị đế quốc Nga và các phe phái địa phương xóa bỏ, Muhammad Amin ibn Ibrahim được quân đội Nga đem về nước lên ngôi lần thứ ba.
- Shahghali (tại vị:1518–1521, phục vị:1546, tái phục vị:1551–1552)

Năm 1521, Shahghali mất chức, Sahib I Gerai lên thay thế. Sau nhiều năm tham gia quân đội, rồi có thời kỳ bị giam cầm, Shahghali trở lại Kassimov, ông lên ngôi lần thứ hai ở đây vào năm 1536. Năm 1546, với sự giúp đỡ của Đại sứ của Đại công tước Eustathius Andreev, Shahghali đã lên ngôi ở Kazan lần thứ hai trong một thời gian ngắn, nhưng chính quyền chưa vững chãi đã bị Safa Giray trục xuất. Năm 1549, Safa Giray bất ngờ qua đời một cách không rõ ràng, con trai Utyamysh-Giray mới hai tuổi lên cầm quyền, Suyumbike làm nhiếp chính. Nhân cuộc nổi loạn của giới quý tộc Kazan chống lại Crimea năm 1551, Shahghali trở lại Kazan lần thứ ba lật đổ Utyamysh-Giray, nhưng cũng chỉ hơn một năm, theo yêu cầu của Ivan khủng khiếp, ông lại rút lui.
- Safa Giray (tại vị:1524–1531, phục vị:1536–1546, tái phục vị:1546–1549)

Năm 1531, Safa Giray bị giới quý tộc Kazan trục xuất, Dzhan-Ali khan ngồi vào ngai vàng ở đây. Năm 1536, Safa Giray giành lại ngai vàng khan ở thành phố Kazan với sự giúp đỡ của quân đội Crimea, ông kết hôn với Suyumbike, vợ của Dzhan-Ali khan, người đã cướp ngôi mình. Vào đầu năm 1546, do tình trạng bất ổn phổ biến, Safa Giray buộc phải nghỉ hưu ở Nogai Horde cho cha vợ của mình, Biy Yusuf, Shahghali từ Kassimov kéo quân sang chiếm đóng Kazan. Vào tháng 7 năm 1546, với sự giúp đỡ của quân đội Nogai Horde, do con trai của Biy Yusuf lãnh đạo, Safa Giray đã giành lại Kazan, Shahghali trốn sang Moscow.

### Hãn quốc Kassimov
- Shahghali (tại vị:1516–1518, phục vị:1536–1567)

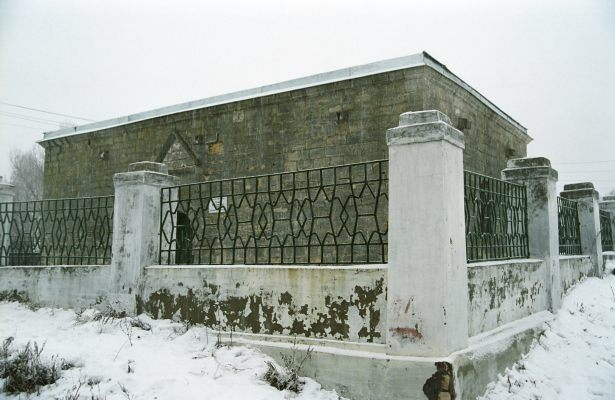
khu lăng mộ của Shahghali

Năm 1518, Shahghali được mời đến ngự trị ngai vàng của Hãn quốc Kazan bởi tầng lớp quý tộc đứng đầu là Bulat Shirin, ông bàn giao Hãn quốc Kassimov cho anh trai Dzhan-Ali khan. Bối cảnh mà Shahghali ngồi trên ngai vàng xảy ra trong sự khăng khăng của Moscow, lúc đó đại sứ Nga Fyodor Karpov và thống đốc Vasily Yurievich Podzhogin, người đã đến Kazan với một biệt đội quân sự, đã tham dự buổi lễ đăng cơ. Đại sứ Fyodor Karpov đã tích cực can thiệp vào công việc nội bộ của khanate, thay thế chính phủ, điều này gây ra sự bất mãn với Shahghali và dẫn đến việc ông bị lật đổ vào mùa xuân năm 1521. Sau đó Shahghali phục vụ trong quân đội Nga, tham gia nam chinh bắc chiến ở nhiều trận địa, ông bị kết án vì có quan hệ với Kazan vào tháng 1 năm 1533, bị đày ải đến Beloozero cho đến cuối năm 1535. Tháng 1 năm 1536, Shahghali được tha thứ và nhận được một cách long trọng với người vợ Fatima, ông được phái đến trị vì ở Kassimov lần thứ hai.

### Hãn quốc Krym

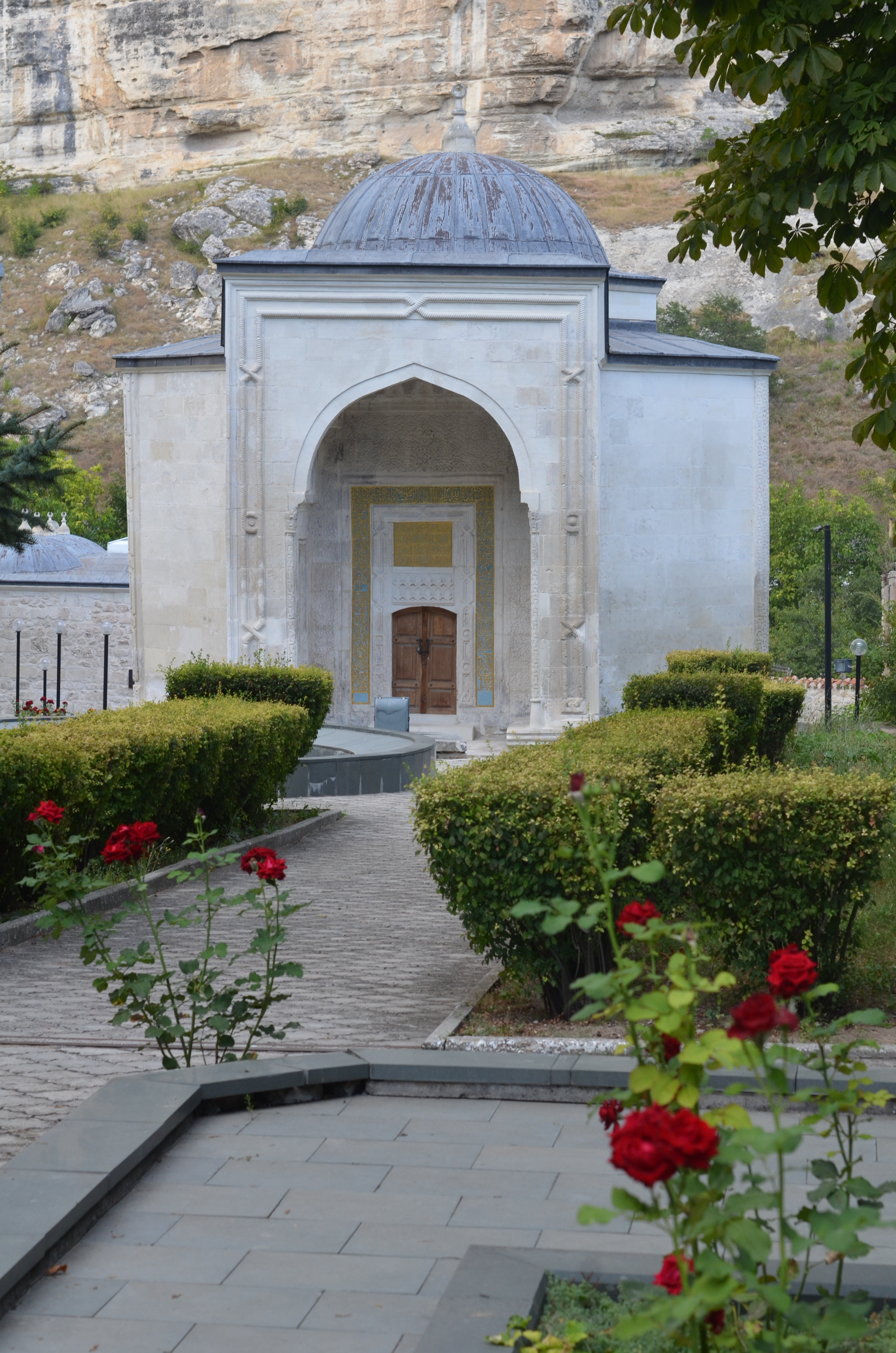
khu lăng mộ của Hacı I Giray

- Hacı I Giray (tại vị:1441–1456, phục vị:1456–1466)

Năm 1456, Hacı I Giray mất ngôi bởi chính con trai mình, Hayder Khan Girai. Tuy nhiên, ngay trong năm đó, Hacı I Giray đã đoạt lại ngai vàng.
- Hayder Khan Girai (tại vị:1456, phục vị:1475)

Năm 1456, Hayder Khan Girai nổi dậy chống lại cha mình và chiếm được ngai vàng, nhưng chỉ ít lâu sau ông đã bị buộc phải thoái vị để trao lại quyền lực cho cha. Năm 1466, sau khi vua cha Hacı I Giray băng hà, ngai vàng xen kẽ giữa anh em của Hayder Khan Girai là Nur Devlet và Meñli I Giray, Hayder Khan Girai bị giam giữ trong sự giam cầm danh dự tại pháo đài Sudak của Genova. Vào tháng 3 năm 1475, các quý tộc đã thay thế Meñli I Giray bằng Hayder Khan Girai, tháng 5 năm đó, người Thổ Nhĩ Kỳ đã chiếm được các cảng Genova ở bờ nam, họ đã thả Nur Devlet ra khỏi nhà tù ở Sudak và đưa ông ta lên ngôi lần thứ ba, Hayder Khan Girai yếu thế đành phải từ nhiệm.
- Nur Devlet (tại vị:1466–1467, phục vị:1467–1469, tái phục vị:1475–1476, tái phục vị:1477–1478)

Năm 1467, Nur Devlet bị trục xuất bởi người anh em của mình Meñli I Giray, tất nhiên ông nhanh chóng lấy lại ngai vàng trong một cuộc tập kích bất ngờ. Vào tháng 6 năm 1468, một phái đoàn của beys đã đến Kaffa và bầu Meñli I Giray là khan, họ và một đội biệt kích Genova diễu hành trên thủ đô cũ của Chufut-Kale và đến đầu năm 1469 Nur Devlet bị đuổi ra ngoài. Ông chạy trốn đến phía bắc Kavkaz, bị truy đuổi và bắt giữ, rồi bị giam cầm trong pháo đài Sudak của Genova. Năm 1475, Hayder Khan Girai được các quý tộc ủng hộ, đã chen chân vào ngôi vị lần thứ hai, nhưng sau cuộc xâm chiếm Crimea của đế quốc Ottoman, Meñli I Giray bị bắt và bị giam cầm tại Istanbul. Người Thổ Nhĩ Kỳ quan tâm đến việc trục xuất người Genova hơn là cầm quyền Crimea, Nur Devlet được thả ra và trở thành khan như một chư hầu và phụ lưu của người Thổ Nhĩ Kỳ. Năm 1476, lợi dụng tình huống Nur Devlet đi vắng, Janibeg (cháu trai của Ahmed Khan bin Küchük) đã xâm chiếm Crimea tự lập mình thành khan, sang năm sau, Nur Devlet đã trục xuất Janibeg để giành lại ngai vàng lần thứ tư. Năm 1478, Nur Devlet lại bị mất ngôi bởi Meñli I Giray, ông chạy sang Ba Lan-Lítva, đến năm 1486 ông trở thành quân chủ của Hãn quốc Kassimov và cai trị ở đây cho đến năm 1490.
- Meñli I Giray (tại vị:1467, phục vị:1469–1475, tái phục vị:1478–1515)

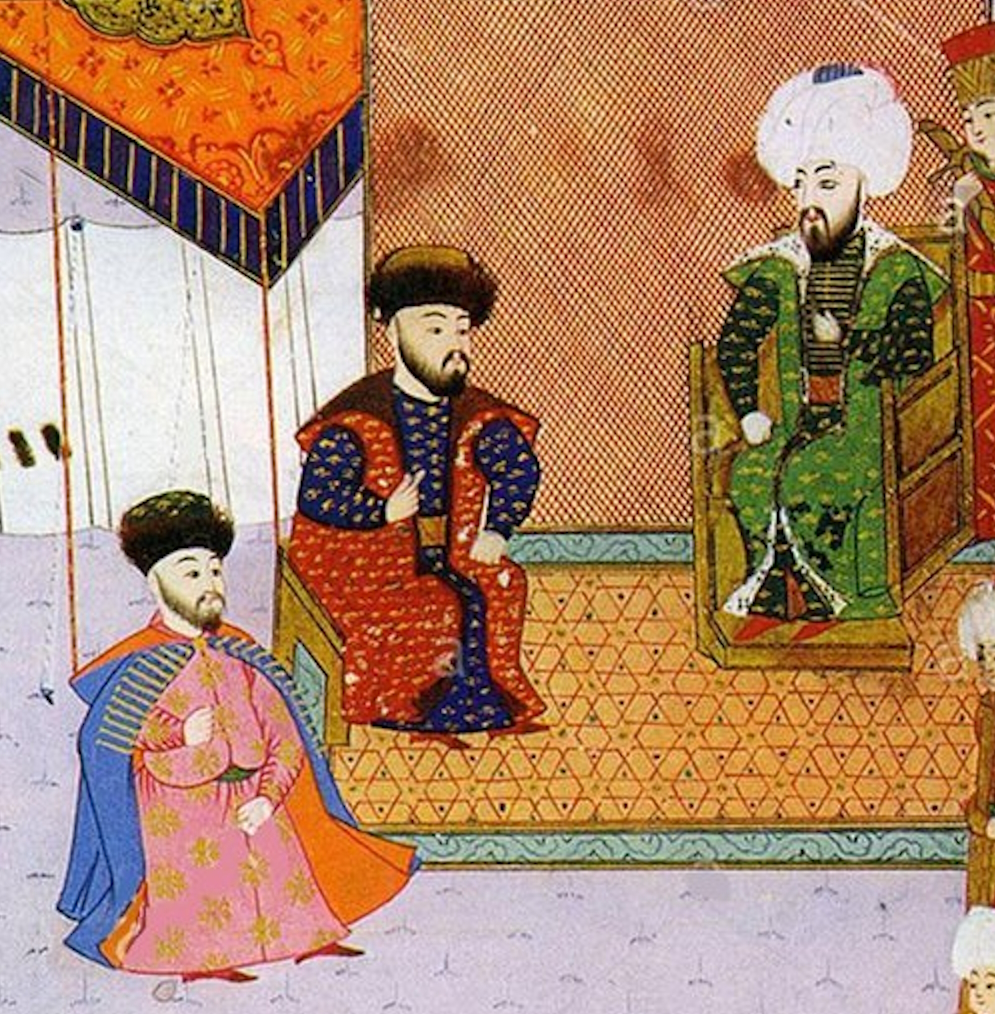
Meñli I Giray chấp nhận làm chư hầu của sultan Bayezid II

Năm 1467, Meñli I Giray vừa chiếm được ngôi báu từ tay người anh em Nur Devlet thì đã bị đánh bại, ông chạy trốn đến Genova tại Kaffa. Năm 1469, Meñli I Giray được một phái đoàn của beys ủng hộ, đã đánh đuổi Nur Devlet lần thứ hai để tái chiếm ngai vàng. Năm 1475, Meñli I Giray bị các quý tộc phế truất, họ ủng lập Hayder Khan Girai trở lại làm khan lần thứ hai, Meñli I Giray chạy trốn đến Kaffa. Ít lâu sau, đế quốc Thổ Nhĩ Kỳ đem quân tấn công, Nur Devlet được phóng thích để làm khan lần thứ ba và Meñli I Giray bị bắt được đưa về Istanbul, còn Hayder Khan Girai bị buộc phải rút khỏi chính trường. Từ năm 1473, Eminek trở thành người đứng đầu tộc Shirin, nơi giữ bán đảo phía đông Crimea, ông ta trở thành nhân vật quyền lực thứ hai trong cả nước và thường xuyên thù địch với Meñli I Giray. Năm 1477, Eminek không hài lòng với việc cai trị của Nur Devlet, ông ta viết thư cho sultan Thổ Nhĩ Kỳ yêu cầu phục hồi Meñli I Giray. Vào mùa xuân năm 1478, Meñli I Giray được thả ra và đến Crimea cùng với một hạm đội Thổ Nhĩ Kỳ, Nur Devlet trốn sang Ba Lan-Litva lưu vong.
- İslâm II Giray (tại vị:1584, phục vị:1584–1588)

Vào mùa xuân năm 1584, quốc vương Ottoman Murad III đã loại bỏ Crimean Khan Mehmed II Geray khỏi ngai vàng và bổ nhiệm em trai ông này là İslâm II Giray làm khan mới, duyên cớ vụ việc bắt đầu từ khi Mehmed II Geray từ chối tuân theo các sắc lệnh của Quốc vương, đã vậy còn đem quân bao vây thành phố Kefe. Tháng năm năm đó, İslâm II Giray đổ bộ với quân đội của Janissaries Thổ Nhĩ Kỳ tràn đến Kefe, hầu hết các Murzas Crimean, dẫn đầu bởi Ali-bey Shirin, rời Mehmed II Geray và chuyển sang ủng hộ khan mới, lòng trung thành với Mehmed II Gerai chỉ còn giữ lại bởi một tộc người Mansurs. Khan Mehmed II Gerai bị lật đổ, chạy trốn khỏi Kefe, dự định đến Nogai Horde để tập hợp lực lượng mới ở đó để tiếp tục cuộc đấu tranh, nhưng khi chạy đến vùng lân cận Perekop (Or-Kapa) ông ta gặp phục kích chặn lại và siết cổ đến chết. Con trai Mehmed II Gerai là Saadet II Gerai quyết tâm nổi loạn để báo thù rửa hận cho cha, đứng đầu đội quân Nogais gồm 15.000 người, đã xông sâu vào bán đảo Crimea, tiếp cận Bakhchisarai và bao vây thủ đô rất gắt gao. Cuộc bao vây kéo dài bảy ngày, İslâm II Giray liệu thế không cự nổi đành chạy trốn từ Bakhchisaray đến Balaklava vào ban đêm, từ nơi ông chuyển đến Kefe, người Nogais cố gắng bám đuổi ráo riết nhưng không thể bắt kịp. Saadet II Gerai chiếm Bakhchisarai, thu gom toàn bộ ngân khố của Khan, tuyên bố phế truất İslâm II Giray, tự xưng là khan mới. İslâm II Giray chạy sang đế quốc Ottoman ở Istanbul nhờ sự hỗ trợ quân sự trong cuộc chiến chống lại cháu trai của mình, sultan Murad III ra lệnh cho Kefin Bey dẫn quân cứu viện. Saadet II Gerai thấy tình hình bất ổn đã chủ động điều binh bao vây pháo đài Kefah của Thổ Nhĩ Kỳ, nơi Khan İslâm II Giray bị lật đổ, cuộc bao vây kéo dài hai tháng rưỡi, chiến sự giằng co bất phân thắng bại. Mùa thu năm đó, một đội quân Thổ Nhĩ Kỳ đã đến Kefe, quân đội Nogai núng thế đã buộc phải rút lui khỏi Kefe, trong trận chiến khốc liệt ở Thung lũng Indol, Saadet II Gerai đã bị đánh bại hoàn toàn. Sau khi İslâm II Giray phục bích, Saadet II Gerai vẫn không từ bỏ thỉnh thoảng lại nổi loạn nhưng đều bất thành, cuối cùng đã chạy sang Nga La Tư đầu quân làm đến chức thống đốc xứ Astrakhan.
- Ğazı II Giray (tại vị:1588–1596, phục vị:1597–1607)

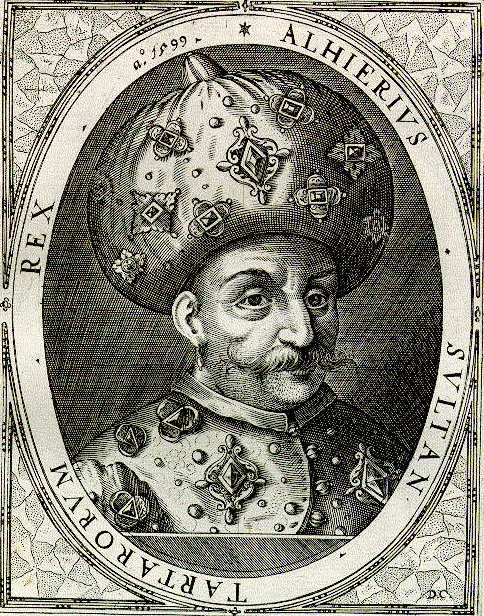
Ğazı II Giray

Năm 1596, đế quốc Ottoman hủy bỏ Ğazı II Giray để ủng hộ em trai ông là Fetih I Giray sau khi nghe theo lời khuyên của Cığalazade Yusuf Sinan Pasha. Trước đó, Ğazı II Giray và Fetih I Giray lên đường cho một chiến dịch ở Hungary, ông chia lực lượng của mình và ở lại Wallachia để đối phó với một số phiến quân và gửi Fetih I Giray cùng 20.000 người tới Hungary, Fetih I Giray đã gặp Sultan Murad III ở đây. Fetih I Giray tham gia cùng Murad III trong cuộc bao vây Eger ở phía đông bắc Hungary, sau khi địa điểm được thực hiện, vào tháng 10 năm 1596, một đội quân Habsburg lớn đã xuất hiện và gần như tới được lều của Quốc vương khi Fetih I Giray và Cığalazade Yusuf Sinan Pasha (Đại đô đốc của Hải quân Ottoman) tấn công họ ở phía sau, người Áo phải đối mặt xung quanh và điều này cho phép người Thổ đánh bại họ. Như một phần thưởng, Chigalazade Yusuf Sinan Pasha đã trở thành đại tể tướng, Fetih I Giray được bổ nhiệm là khan của Crimea thay cho Ğazı II Giray, Ğazı II Giray đã gửi một lá thư cho sultan tuyên bố rằng ông bị bận tâm bởi sự bảo vệ của Wallachia từ Michael the Brave và việc ông bị sa thải là không công bằng. Fetih I Giray xây dựng mạng lưới những người ủng hộ của mình xung quanh người thân của Selamet Giray và Baht Giray, nhưng ảnh hưởng của ông này vẫn còn hạn chế và quân đội Tatar yêu cầu đưa khan cũ trở lại, Cığalazade Yusuf Sinan Pasha bị cách chức chỉ 20 ngày sau khi cuộc hẹn của ông làm phức tạp thêm tình hình, vị tể tướng mới Damat Ibrahim Pasha ủng hộ ý tưởng khôi phục khan cũ, triều đại ba tháng của Fetih I Giray vì thế bị cắt ngắn và Ğazı II Giray lấy lại quyền kiểm soát khanate vào đầu năm 1597.
- Canibek Girej (tại vị:1610–1623, phục vị:1624, tái phục vị:1628–1635)

Năm 1623, Mehmed III Giray làm cuộc chính biến, lật đổ sự thống trị của Canibek Girej. Năm 1624, ông được quân đội Thổ Nhĩ Kỳ hỗ trợ phục bích, nhưng chẳng bao lâu Mehmed III Giray đã đánh bại họ trong trận chiến Sary-Su, thành thử Canibek Girej lại bị mất ngôi lần thứ hai.
Mehmed III Geray vốn có mối quan hệ thù địch với Mansur, sự căng thẳng này đã bị lợi dụng bởi Quốc vương, nó dẫn đến một cuộc đụng độ vũ trang với thủ lĩnh Nogai Kan-Temir và cuộc bao vây của khan trong pháo đài Kirk-Er năm 1628. Cuộc bao vây đã được dỡ bỏ bởi Cossacks, Đồng minh Zaporizhzhya, người cùng với Khan Mehmed III Giray và Kalga Shahin Geray, sau đó đến pháo đài Kefa của Thổ Nhĩ Kỳ để chống lại một nỗ lực khác của Quốc vương để Canibek Girej quay về trị vì lần thứ ba. Chiến dịch kết thúc không thành công do sự chuyển giao các chỉ huy của quân đội Tatar sang phe Canibek Girej, hai anh em Mehmed III Giray và Shahin Gerai buộc lòng phải chạy trốn đến Zaporizhzhya, họ đã cố gắng hai lần đột nhập trở lại Crimea vào năm 1529 nhưng đều thất bại do mâu thuẫn trong môi trường Cossack. Chung cuộc, Mehmed III Giray chết dưới tay những người Cossacks Ukraine, còn Kalga Shahin Gerai sau đó rời đến Ba Tư.
- Mehmed III Giray (tại vị:1623–1624, phục vị:1624–1628)

Năm 1624, quyền lực của Mehmed III Giray bị gián đoạn bởi sự trở lại của Canibek Girej, nhưng rất nhanh chóng ông đã trở lại đánh bại người tiền nhiệm để đăng cơ lần thứ hai. Khi mới lên ngôi, thấy rằng đất nước đã bị dày vò trong nhiều năm bởi xung đột của bei, Mehmed III Giray đã đưa ra sự cai trị chuyên quyền theo mô hình của Sultan, phản đối sự can thiệp của đế quốc Thổ Nhĩ Kỳ vào các vấn đề của Crimea và tổ chức một cuộc phòng thủ chống lại một nỗ lực của người Thổ Nhĩ Kỳ nhằm lật đổ mình. Do đó, quân đội Thổ Nhĩ Kỳ Ottoman đã cố gắng trả lại ngôi vị cho Canibek Girej, nhưng Mehmed III Giray đánh bại họ trong trận chiến Sary-Su, Canibek Girej buộc phải lưu vong sang Thổ Nhĩ Kỳ.
- Mehmed IV Giray (tại vị:1641–1644, phục vị:1654–1666)

Năm 1644, do chính sách đối ngoại của Mehmed IV Giray không được tốt, cho nên sau khi nước Nga Sa hoàng khuất phục một phần Crimea, Mehmed IV Gerai đã bị người Thổ Nhĩ Kỳ cách chức, triệu tập tới Istanbul và bị đày đến đảo Rhodes. Crimean Khan mới được bổ nhiệm có tên Islam III Giray, anh trai ông, Mehmed IV Giray đã sống mười năm lưu vong ở Rhodes. Năm 1654, Islam III Giray từ trần, Mehmed IV Giray được đế chế Ottoman đón về phục bích.
- Selim I Giray (tại vị:1671–1678, phục vị:1684–1691, tái phục vị:1692–1699, hựu tái phục vị:1702–1704)

Năm 1677, Selim I Giray khởi binh giúp người hetman thân Thổ Nhĩ Kỳ của Ukraine Petro Doroshenko trong cuộc chiến chống lại Moscow và Warsaw, ông bị Sultan loại bỏ khỏi ngai vàng vì những thất bại quân sự ở cuộc vây hãm Chyhyryn (miền trung Ukraina ngày nay) năm 1678, Murad Geray được đưa lên thay thế. Năm 1683, Haji II Gerai được thành lập trên ngai vàng của Khanean Crimean, Murad Geray tuân theo sắc lệnh của sultan Ottoman đến sống ở Rumelia cho đến cuối đời.. Haji II Gerai hủy các khoản thanh toán bằng tiền mặt do các quan chức từ thu nhập của Khan và từ hỗ trợ tài chính nhận được ở Crimea từ Istanbul, bằng cách này, người Khan phản đối mạnh mẽ cả bộ lạc và quý tộc để phục vụ. Ngoài ra, ông ta lên kế hoạch thực hiện các cuộc đàn áp chống lại gia tộc Shirin, gây ra sự kháng cự mở, do vậy Haji II Gerai trở nên rất không được lòng mọi người, gây ra sự trớ trêu xấu xa với sự nhỏ bé và keo kiệt của mình. Phiến quân Bey, hợp nhất với đại diện của giới quý tộc, đã tiếp cận Bakhchisarai và chiếm giữ cung điện của Khan, sau khi trục xuất Haji II Gerai khỏi thủ đô, họ đã cử đại diện tới Istanbul với yêu cầu đưa Selim I Giray trở lại ngai vàng. Trong cuộc đại chiến Thổ Nhĩ Kỳ, Selim I Giray xua quân đập tan tác quân Áo tại xứ Bulgaria và quân Nga tại xứ Ukraina, nhưng khi Hoàng đế nhà Ottoman bổ nhiệm Köprülü Mustafa Pasha làm Đại Vizia, sự bất đồng quan điểm giữa hai người đã khiến cho Selim I thoái ngôi Hãn vương, ngoài ra thì tin tức về cái chết của con trai ông trong chiến tranh cũng là một lý do khác khiến ông quyết định từ chức. Trong thời gian Selim I Giray đi hành hương, một sự cố lớn diễn ra với triều đình Ottoman, quân Áo đánh tan quân Ottoman trong trận chiến Köprülü, quan Đại Vizia Mustafa Pasha tử trận. Trên đường về quê nhà, vào năm 1692, tại kinh đô Constantinopolis, ông lại được tấn phong làm Hãn vương. Trong triều đại thứ ba, ông tiếp tục xua quân đánh quân Nga của Nga hoàng Pyotr I, cuộc chiến tranh Nga-Áo-Thổ kết thúc với Hiệp ước Karlowitz (1699) và Hiệp ước Constantinopolis (1700). Sau khi Hiệp ước Karlowitz được ký kết, Selim I Giray lại về hưu, ông sinh sống tại một nông trại ở Silivri (vùng ngoại ô thành phố İstanbul ngày nay). Người Cossacks tấn công Crimea một mặt, Sultan Thổ Nhĩ Kỳ yêu cầu Selim I Giray phải đến trợ giúp cho lực lượng Ottoman ở bên kia Balkan, do đó ông trở lại làm Khan lần thứ tư vào năm 1702 cho đến khi qua đời vào năm 1704.
- Devlet II Giray (tại vị:1699–1702, phục vị:1709–1713)

Năm 1702, Devlet II Giray được Selim I Giray giới thiệu để thay thế mình, trong triều đại đầu tiên, ông đã phải đối mặt với một cuộc xung đột nổ ra giữa các anh em của mình cho vấn đề Kalga Nureddin. Một người tham gia tranh chấp, Goran Gaza, đã trốn đến Budzhak và ở đó tập trung xung quanh một nohaytsiv nổi loạn có ý định rời khỏi sự phục tùng của Crimea, cuộc nổi loạn này đã bị Devlet II Giray đàn áp. Nhưng Đế quốc Ottoman đã ký hòa bình với Moscow, bỏ qua mọi cảnh báo của Devlet II Giray, người đã báo cáo về kế hoạch của Pyotr I tiếp tục chiến tranh ở miền nam, Devlet II Giray đã cố gắng tổ chức chống lại ý chí của chiến dịch cảnh báo sultan chống lại người Nga đã tập hợp một đội quân lớn, nhưng sultan ngay lập tức tước bỏ quyền lực của ông, khôi phục ngai vàng của Selim I Giray. Năm 1704, Selim I Giray lánh xa trần thế, con trai là Ghazi III Giray kế nghiệp. Năm 1707, đại sứ Nga tại Istanbul đã phàn nàn rằng Ghazi III Giray ủng hộ Nogis Cuba, người đã phát động các cuộc tấn công cướp bóc vào miền nam nước Nga, Ghazi III Giray bị bãi bỏ và thay thế bằng người anh em Qaplan I Giray. Cuối năm 1708, Qaplan I Giray hành quân vào Bắc Kavkaz với một đội quân lớn để nghiền nát lũ Kabards nổi loạn, nhưng bị đánh bại thảm khốc và một số thủ lĩnh của tộc Tatar đã mất, vì sự thất bại và nơi ẩn náu của người Cossacks chạy trốn khỏi Sa hoàng Nga Pyotr I, sultan Thổ Nhĩ Kỳ đã thay thế ông ta bằng việc đưa Devlet II Giray phục bích vào đầu năm 1709.

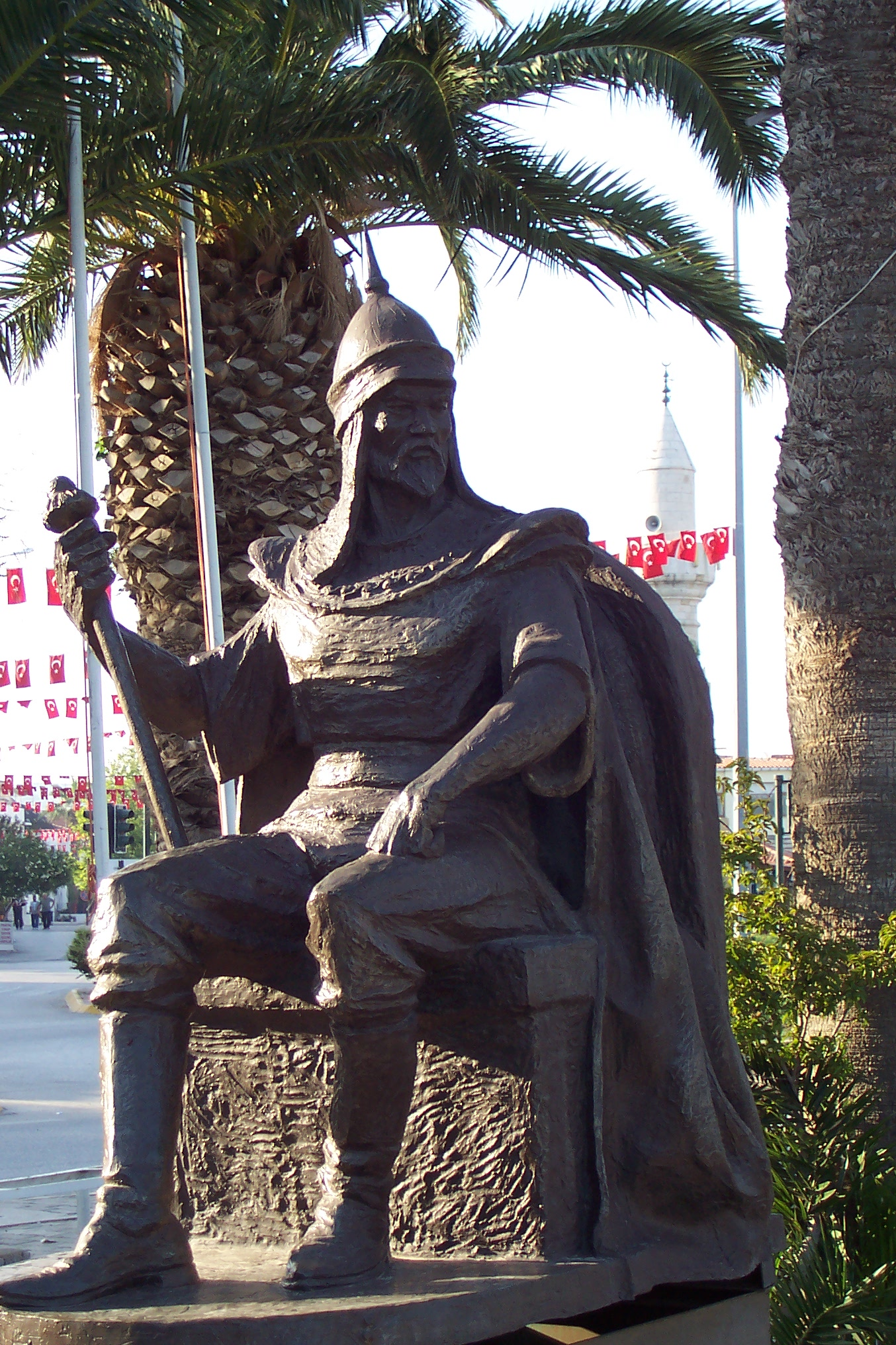
Qaplan I Giray

- Qaplan I Giray (tại vị:1707–1708, phục vị:1713–1716, tái phục vị:1730–1736)

Năm 1708, Qaplan I Giray thất bại trong một trận chiến, ông bị sultan Thổ Nhĩ Kỳ cách chức đưa ông đi lưu vong ở Rhodes, can tội dám xin tị nạn cho một nhóm người Cossacks trốn khỏi Pyotr I đại đế, người anh trai Devlet II Giray được đưa trở về phục vị vào đầu năm 1709. Năm 1713, do vấn đề được đại diện bởi vua Charles XII của Thụy Điển, sau khi bị người Nga đánh bại, đã lánh nạn trên lãnh thổ Thổ Nhĩ Kỳ và trốn tránh sự kiểm soát của Ottoman. Ahmed III tức giận loại bỏ Devlet II Giray, đày ông này ra hòn đảo Rhodes ở biển Aegea, khôi phục Qaplan I Giray lên ngai vàng lần thứ hai. Năm 1716, Qaplan I Giray phải đối phó với các cuộc nổi dậy của các nữ tu, những người ngăn cản ông tham gia chiến dịch của Áo, và vì lý do đó, ông đã bị cách chức vào cuối tháng 11, người thay thế là Devlet III Giray. Bốn tháng sau, sang đầu năm 1717, sultan Thổ Nhĩ Kỳ lại phế truất Devlet III Giray, đưa Saadet IV Giray lên làm Hãn vương. Năm 1724, Saadet IV Giray cãi nhau với Hadji Jan Temur, người quyền lực của tộc Shirin mà ông ta đã phế truất, những phần tử ủng hộ Hadji Jan Temur không ngần ngại tấn công Saadet IV Giray trong cung điện của ông ta, họ đã trục xuất thành công Saadet IV Giray để tôn lập anh trai ông ta là Meñli II Giray làm quân chủ. Năm 1730, sultan mới Mahmud I đăng cơ, quyết định bãi nhiệm Meñli II Giray, đưa Qaplan I Giray trở lại cầm quyền lần thứ ba.
- Meñli II Giray (tại vị:1724–1730, phục vị:1737–1740)

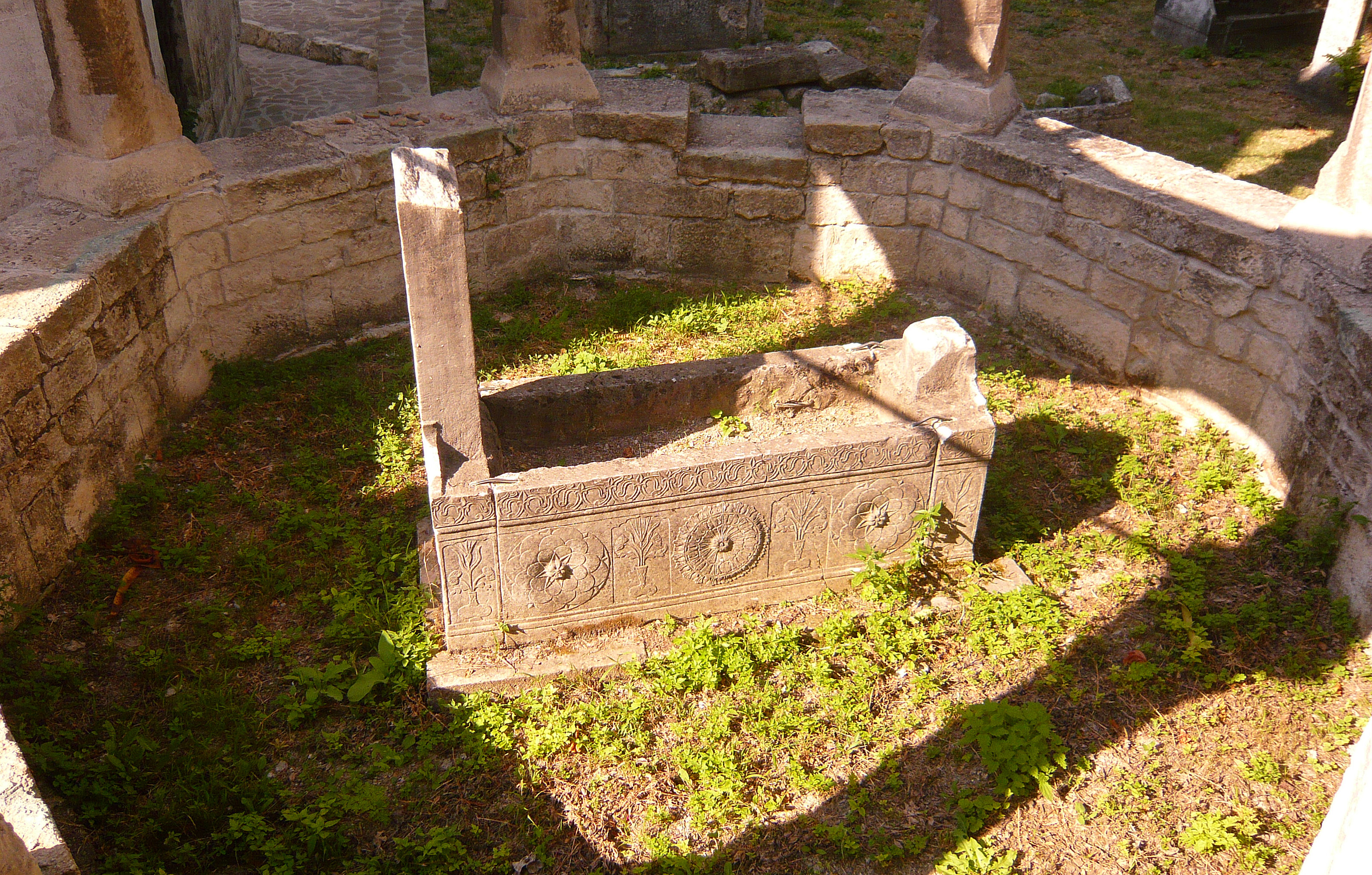
khu lăng mộ của Meñli II Giray

Năm 1730, theo sắc lệnh của sultan Mahmud I, Meñli II Giray từ chức để bàn giao quyền lực cho cựu hãn vương Qaplan I Giray. Năm 1736, quân đội Nga đã phát động một cuộc tấn công vào Crimea, gây ra nhiều thương vong và hủy diệt (đặc biệt là thủ đô Bakhchisaray đã bị đốt cháy cùng với cung điện khan Kezlev). Qaplan I Giray lúc đó đang chỉ huy chiến dịch chống Ba Tư, theo lệnh của Sultan, vội vã trở lại Crimea, nhưng vì sự ganh đua và mất đoàn kết trong quân đội Crimea, ông ta không thể tổ chức phòng thủ một cách hợp lý, quân Nga rời Crimea chỉ vì một dịch bệnh. Sultan tức giận loại bỏ khỏi quyền lực Qaplan I Giray, gửi ông ta đến Thổ Nhĩ Kỳ, dựng Fetih II Gerai lên làm khan mới. Sau hai thất bại thảm khốc vào các 1736 và 1737 trước đế quốc Nga, chính phủ Ottoman quyết định đưa trở lại quyền lực một người đàn ông đã từng chứng tỏ khả năng phi thường của mình là một người cai trị, đó chính là Meñli II Giray, Fetih II Gerai bị bãi nhiệm. Việc tái bổ nhiệm Khan trong một cuộc khủng hoảng sâu sắc do cuộc xâm lược của Nga và sự bất lực của hai người tiền nhiệm của ông để đối đầu với họ một cách hiệu quả, Meñli II Giray đã khéo léo tổ chức phòng thủ và, trong nỗ lực thứ ba của Nga để chiếm Crimea, đã đẩy lùi nó khỏi Perekop.
- Arslan Giray (tại vị:1748–1756, phục vị:1767)

Năm 1756, vì một lý do không rõ ràng, nằm trong do mưu đồ của Istanbul, sultan Osman III đã yêu cầu Arslan Giray rời khỏi vị trí của Khan và thay thế ông bằng Halim Girai, Arslan Giray chuyển đến Chios cư trú. Năm 1758, Qırım Giray (nhân vật có 50.000 quân có vũ trang trong thời gian đó) đã viết một lá thư cho sultan yêu cầu thay thế khan bởi lý do bất mãn trong quần chúng, Mustafa III tránh cuộc nổi dậy bằng cách chọn giải pháp đơn giản nhất, tước đi quyền lực của Qırım Giray và bổ nhiệm Qırım Giray vào vị trí này. Năm 1764, Selim III Giray thế chân Qırım Giray, đến năm 1767 thì Arslan Giray được cài đặt lại là Khan, nhưng ông đã chết trên đường đến Crimea, tại thành phố Kausani của Moldova.

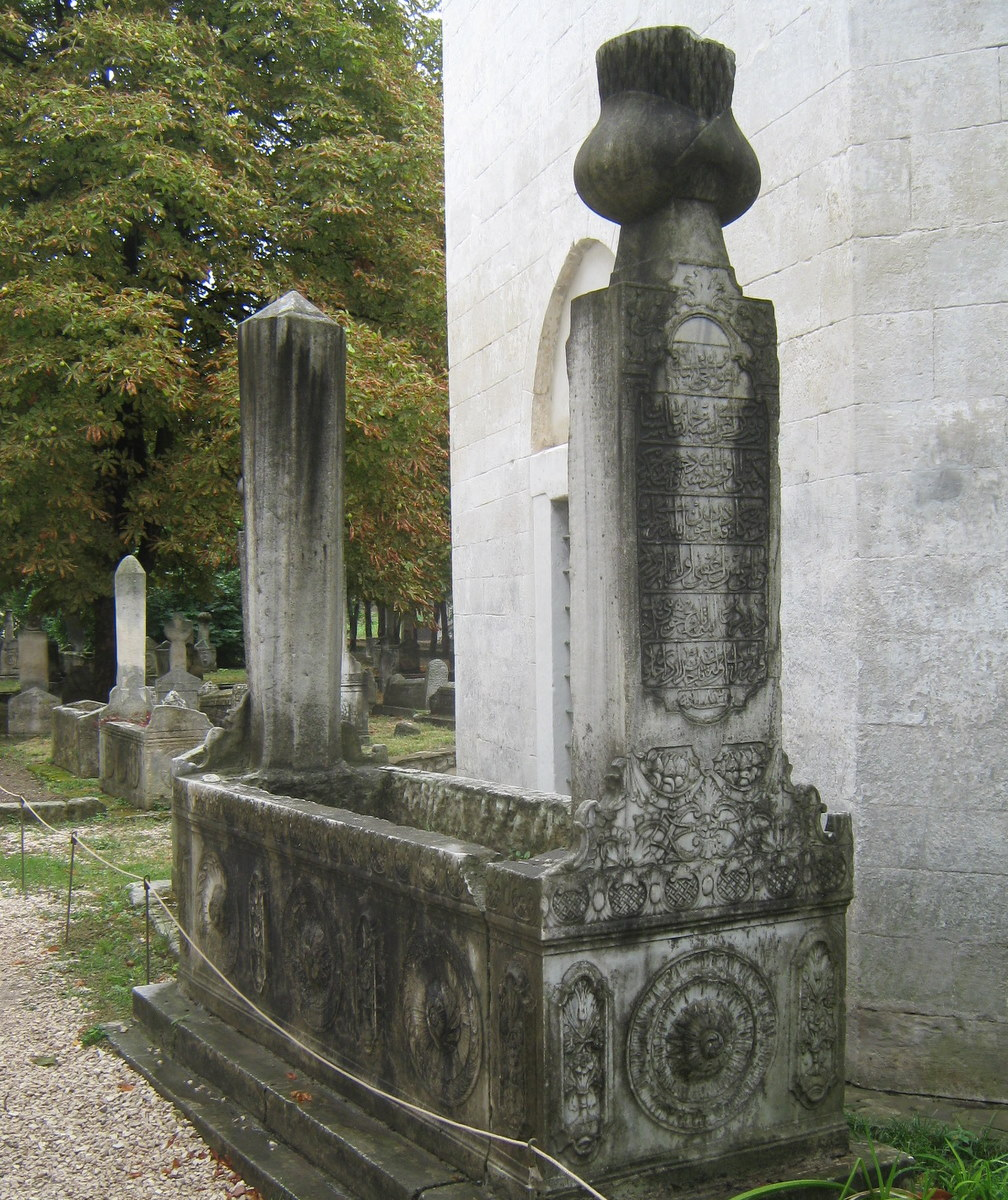
khu lăng mộ của Qırım Giray

- Qırım Giray (tại vị:1758–1764, phục vị:1768–1769)

Năm 1764, Qırım Giray đã làm theo chỉ dẫn của Sultan du hành tới Istanbul, nhưng mối thù của ông đã được chứng minh là hợp lý vì ông đã từ chức, Selim III Giray lên cầm quyền. Năm 1767, Selim III Giray bị cách chức, Arslan Giray chết khi chưa kịp phục tích, Maxim Giray lên ngôi chưa đầy một năm cũng bị bãi nhiệm, do đó Qırım Giray được phép trở lại làm Khan lần thứ hai vào đầu năm 1768. Lúc đó, với sự bùng nổ của cuộc chiến tranh Nga La Tư-Thổ Nhĩ Kỳ, Qırım Giray đã giúp quân đội Thổ Nhĩ Kỳ với hai trăm nghìn Tatars, nhưng sau các cuộc tấn công ban đầu, quân đội chính quy của Nga và ưu thế công nghệ của nó đã xuất hiện, tổ chức của nó đã sớm trở nên rõ ràng. Thất bại trong các cuộc chiến của Sultan không còn giá trị với Qırım Giray, ông đã bị đầu độc chết vào đầu năm 1769 ở Kausani, Moldavia.
- Selim III Giray (tại vị:1765–1767, phục vị:1770–1771)

Năm 1767, Selim III Giray ra lệnh trục xuất lãnh sự Nga ở Bacchiszerai (nhưng sau đó cho phép mình bị mua chuộc), kêu gọi Sultan Thổ Nhĩ Kỳ liên minh với đế quốc Áo và lập một hiệp ước chống Nga và yêu cầu Sa hoàng phá hủy pháo đài của họ ở vùng đất của người Kabardia. Nhưng Sultan lại bất đồng quan điểm, không muốn khiêu khích người Nga, nên đã bãi nhiệm ông rồi gọi Arslan Giray trở lại phục tịch. Tuy nhiên, Arslan Giray chưa đến Crimea thì ốm chết ngang đường, Maxim Giray thay thế được một năm thì cũng bị cách chức, Qırım Giray được điều động làm Khan mới vào đầu năm 1768. Qırım Giray thua trận bị đầu độc chết năm 1769, Devlet IV Giray lên ngôi, nhưng chỉ một năm sau ông này lại bị hạ bệ, Kaplan II Giray nắm quyền trong vài tháng thì cũng bị sa thải, Selim III Giray trở lại làm Khan lần thứ nhì.
- Maqsud Giray (tại vị:1767–1768, phục vị:1771–1772)

Năm 1768, trong lúc cuộc chiến tranh Nga-Thổ đang bước vào thời kỳ cao điểm nhất, Maqsud Giray bị sultan cách chức, Qırım Giray được triệu hồi phục vị. Năm 1769, Qırım Giray thất bại bị đầu độc chết, Devlet IV Giray kế tục lãnh đạo việc chống Nga cho đến năm 1770 thì lại bị thay thế bởi Kaplan II Giray trước khi Selim III Giray trở về làm Khan lần thứ hai. Năm 1771, Selim III Giray lại bị Sultan phế truất và Maqsud Giray tái đăng cơ, tuy nhiên cũng chỉ hơn một năm ông lại bị bãi nhiệm.
- Devlet IV Giray (tại vị:1769–1770, phục vị:1775–1777)

Năm 1770, Devlet IV Giray mất ngôi do năng lực làm việc kém hiệu quả, Kaplan II Giray làm Khan đwocj vài tháng cũng bị bãi bỏ, Selim III Giray nối chức đến năm 1771. Sau đó đến lượt Maqsud Giray tiếp quản quyền lực, nhưng cũng sang năm 1772 thì bị buộc phải thôi, và Sahib II Giray được người Nga đưa lên cạnh tranh với Maqsud Giray từ năm 1771, đánh bại được ông này để nắm giữ ngai vàng cho đến năm 1775. Đó là vào cuối cuộc xung đột Nga-Thổ, Hiệp ước Kütchück-Kaynardja giữa Sublime Porte và Đế quốc Nga đã được ký kết vào năm 1774 với lý do công nhận sự độc lập của Crimean khanate từ của Đế chế Ottoman, đã thiết lập một chế độ bảo hộ thực sự của Nga đối với Hãn quốc này. Sahib II Giray được công nhận là Khan độc lập bởi Sublime Porte trong khoảng thời gian từ ngày 3 tháng 1 đến ngày 1 tháng 2 năm 1775, nhưng bị lật đổ ngay sau đó bởi Devlet IV Giray kịp thời phục tịch, vì bấy giờ Devlet Giray được Ottoman phái đi cùng với một đội quân để bảo vệ Kuban. Devlet IV Giray từ chối chấp nhận hiệp ước Küçük Kaynarca và tiếp tục cuộc chiến chống lại người Nga gần Azov, đứng đầu một nhóm lớn người da trắng, ông xâm chiếm Bán đảo Taman, vượt qua eo biển với quân đội của mình, phá tan tuyến phòng thủ của Nga tại Yenikale-Kerch và chiếm Kefe. Mong muốn của Devlet IV Giray giành lại quyền kiểm soát ngai vàng Crimea, trái với thỏa thuận Nga-Thổ, là rõ ràng, và Sahib II Giray trốn sang Constantinople năm 1775.

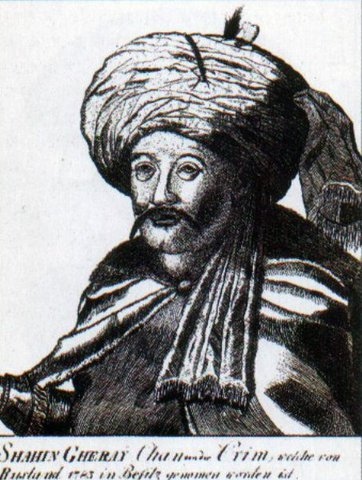
Şahin Giray

Đặc phái viên Ottoman phụ trách công nhận Sahib II Giray đến Bakhchysaray khi Devlet Giray chiếm thành phố, Devlet IV Giray nắm bắt đầu tư và áp đặt mình với giới tinh hoa của Crimea là chủ quyền hợp pháp, trước sự ngạc nhiên của mọi người, Catherine II của Nga công nhận ông là khan, như vậy Hãn quốc Krym thoát ly khỏi đế quốc Thổ Nhĩ Kỳ để chính thức trở thành chư hầu của đế quốc Nga.
- Şahin Giray (tại vị:1777–1782, phục vị:1782–1783)

Năm 1782, Bahadır II Giray được người Nga công nhận là Khan, vì Şahin Giray can tội chống đối lại chính phủ Nga, chủ trương giành độc lập cho Hãn quốc Krym. Cuối năm ấy, lực lượng ủng hộ Şahin Giray đã đánh đuổi được Bahadır II Giray để chiếm lại ngai vàng, nhưng Şahin Giray cũng không thể chịu nổi áp lực rất lớn từ đế quốc Nga và đối mặt với sự thất bại không thể tránh khỏi, ông đã đồng ý với một đề nghị của Nga để kết hợp khanate vào Đế quốc Nga vào năm 1783, chấm dứt sự tồn tại của Hãn quốc Krym. Sau đó, Şahin Giray buộc phải chuyển đến Saint Petersburg, sống dưới sự quản thúc tại gia, qua một thời gian, ông được phép di cư tới Edirne và ở đó cho đến hết đời.

### Hãn quốc Kazan và Hãn quốc Krym
- Sahib I Giray (tại vị:1521–1524, phục vị:1532–1551)

Năm 1524, Sahib I Giray tuyên bố mình là chư hầu của đế quốc Thổ Nhĩ Kỳ, chính quyền Moscow đã gửi một đội quân khổng lồ dưới thời Vasili III Ivanovich tràn ngập khắp lãnh thổ Hãn quốc Kazan, Sahib I Giray chống cự không nổi phải bỏ trốn, ông được thay thế bởi Safa Giray. Sahib I Giray lưu vong ở Hãn quốc Krym, ông bị Khan Saadet I Giray giam giữ trong vòng nửa năm, ông được thả ra và hỗ trợ Saadet I Giray chống lại cháu trai nổi loạn của Khan là Islyam I Giray. Trong những năm 1525–1526 và 1528–1530, Sahib I Giray là Kalga của Saadet I Giray, năm 1531 ông đã giúp Khan đánh bại tộc Shirin, do đó uy tín của ông ở đây càng ngày càng nâng cao. Năm 1532, Saadet I Giray đã tự nguyện từ bỏ quyền khanship và rời đến Istanbul, Sahib I Giray được tuyên bố là Khan, nhưng vị sultan Thổ Nhĩ Kỳ Suleiman đại đế do không nhận ra ông nên vào mùa thu đã bổ nhiệm İslâm I Giray là Crimean khan. Sahib I Giray đến với quân đội Thổ Nhĩ Kỳ và được quý tộc Crimea công nhận, İslâm I Giray sau khi trị vì năm tháng, đã buộc phải thoái vị để trở thành Kalga của Saadet I Giray và được trao cho Perekop và Ochakov.